# David Cook
 (novembre 2015).
David Roland Cook, né le 20 décembre 1982, est un auteur-compositeur-interprète de rock américain. Il est devenu célèbre en gagnant la 7e édition de l'émission de télé-réalité American Idol en 2007. Avant l'émission, il avait sorti un album en 2006 intitulé Analog Heart, et en a sorti un deuxième intitulé David Cook après cette victoire, le 18 novembre 2008, produit par Rob Cavallo, et certifié platine par RIAA depuis.
David Cook est né à Houston, Texas, et a grandi à Blue Springs, dans l'État du Missouri. Ses parents sont Beth Foraker (née Frye) et Stanley Cook. Il est le deuxième d'une famille de trois garçons,.
L'intérêt de Cook pour la musique a débuté à un jeune âge. Il a commencé à chanter en deuxième année, quand son enseignante de musique d'école primaire lui a donné un rôle dans un spectacle scolaire de Noël. Il a continué à se produire dans pratiquement chaque spectacle de Noël et PTA program. Il a reçu sa première guitare, une Fender Stratocaster, à l'âge de 12 ans. Il a aussi participé à des chorales et des programmes d'art dramatique au collège et au lycée. Au Blue Springs South High School, il s'est produit dans des comédies musicales, incluant The Music Man, West Side Story et Singin' in the rain,,. De plus, David était un membre actif dans le Blue Springs South High School National Forensics League (ou NFL), où il s'est qualifié deux fois pour Duo Interpretation, qui compte sur l'exécution et l'interprétation d'un travail littéraire.
C'était aussi un joueur de baseball passionné au lycée et il a cédé une fois un circuit à Albert Pujols dans un match de l'American Legion Baseball. Après une blessure, il s'est davantage concentré sur la musique. Il a obtenu une bourse de théâtre à l'Université du Missouri Central, mais il a abandonné le théâtre après deux semestres. Il termine ses études en 2006 avec en main un diplôme en graphisme,. Pendant ses études au collège, il était un membre de Phi Sigma Kappa. Après l'obtention de son diplôme, il a déménagé à Tulsa, en Oklahoma, afin de poursuivre une carrière dans la musique, disant à sa famille : « Je veux seulement me donner jusqu'à mes 26 ans pour me trouver un travail ».

## Contexte musical
Ses influences musicales incluent Our Lady Peace, Alice in Chains, Big Wreck, Pearl Jam, Bon Jovi, Chris Cornell, Switchfoot, et Collective Soul,. Immédiatement après avoir remporté American Idol, Entertainment Weekly a demandé à Cook le Top 5 de ses groupes préférés. Our Lady Peace and Big Wreck était sur la liste, suivi des Foo Fighters, Jimmy Eat World et le groupe 8stops7.

## American idol

### Vue d'ensemble
À l'origine, David Cook ne comptait pas se présenter aux auditions. Il s'y était rendu afin d'apporter son soutien à son jeune frère Andrew, qui n'a cependant pas été retenu. Ce sont sa mère et son frère qui l'ont incité à tenter sa chance,. Il a auditionné pour American Idol à Omaha, dans le Nebraska, en interprétant la chanson Livin' on a Prayer de Bon Jovi. Pour la première semaine d'auditions à Hollywood, Cook a interprété (Everything I Do) I Do It for You de Bryan Adams, accompagné de sa guitare acoustique. Pour sa deuxième chanson, il a arrêté son choix sur I'll Be d'Edwin McCain.
Cook a su tirer avantage de la décision de permettre dorénavant aux concurrents de se produire sur scène avec un instrument. Durant l'émission, il a utilisé une guitare électrique pour ses interprétations de All Right Now, Hello, Day Tripper, Baba O'Riley, Dare You to Move, Dream Big et une guitare acoustique pour Little Sparrow, All I Really Need Is You et The World I Know.
Sa guitare électrique utilisée lors de l'émission est une Gibson Les Paul blanche et gauchère, avec les lettres AC inscrites dessus. Comme Cook le raconte dans TV Guide, « J'ai deux frères, Adam et Andrew. Par superstition, j'ai fait inscrire leurs initiales partout tout au long de ma vie. »
À partir de la semaine du Top 12, il affiche à son poignet un bracelet orange en signe de soutien à une fillette de 7 ans, Lindsey Rose, atteinte de leucémie,.
Une interprétation de Cook, Day Tripper des Beatles, a été accusée d'être une copie de celle du groupe Whitesnake. Doxologie, un groupe basé à Seattle a prétendu que la prestation de David a été basée sur leur version enregistrée auparavant. Le 1er avril, avant de chanter sa propre interprétation de Little Sparrow lors d'American Idol, Cook a répondu à Ryan Seacrest lors d'une entrevue, révélant que son interprétation de Eleanor Rigby était basée sur les versions de Neil Zaza et de Doxology. Il a aussi réitéré les crédits au groupe Whitesnake et à Chris Cornell. En dépit de la controverse, les critiques ont louangé Cook pour avoir choisi des chansons qui convenaient à son style vocal,,. Les arrangements de David de Hello, Little Sparrow, Always Be My Baby, All I Really Need Is You, Baba O'Riley, The First Time Ever I Saw Your Face et I Don't Want to Miss a Thing étaient en revanche des arrangements originaux.
David Cook a gagné la saison 7 d'American Idol le 21 mai, 2008, recevant 56 % des votes, soit 12 millions de plus que David Archuleta, le second. Cook a alors interprété The Time of My Life, sa chanson gagnante. Dans le décompte final, Archuleta a reçu 44 % des votes,. Durant la finale, deux publicités identiques mettaient en vedette Cook ou Archuleta se reproduisant sur scène avec Tom Cruise dans le film Risky Business, où il danse en sous-vêtements en jouant de l'air guitar. Ils promouvaient la franchise de jeu Guitar Hero.

### ParticipationsAmerican Idol2007
(novembre 2015).
| Semaine #          | Semaine #          | Semaine #          | Semaine #          | Semaine #          | Semaine #          | Semaine #          | Semaine #          | Semaine #          | Semaine #          | Semaine #          | Semaine #          | Semaine #          | Semaine #          | Semaine #          | Semaine #          | Semaine #          | Semaine #          | Semaine #          | Semaine #          | Semaine #          | Semaine #          | Semaine #          | Semaine #          | Semaine #          | Semaine #          | Semaine #          | Semaine #          | Semaine #          | Semaine #          | Semaine #          | Semaine #          | Semaine #          | Semaine #          | Semaine #          | Semaine #          | Semaine #          | Semaine #          | Semaine #          | Semaine #          | Semaine #          | Semaine #          | Semaine #          | Semaine #          | Semaine #          | Semaine #          | Semaine #          | Semaine #          | Semaine #          | Semaine #          | Semaine #          | Semaine #          | Semaine #          | Semaine #          | Semaine #          | Semaine #          | Semaine #          | Semaine #          | Semaine #          | Semaine #          | Semaine #          | Semaine #          | Semaine #          | Semaine #          | Semaine #          | Semaine #          | Semaine #          | Semaine #          | Semaine #          | Semaine #          | Semaine #          | Semaine #          | Semaine #          | Semaine #          | Semaine #          | Semaine #          | Semaine #          | Semaine #          | Semaine #          | Semaine #          | Semaine #          | Semaine #          | Semaine #          | Semaine #          | Semaine #          | Semaine #          | Semaine #          | Semaine #          | Semaine #          | Semaine #          | Thème                                                               | Thème                                                               | Thème                                                               | Thème                                                               | Thème                                                               | Thème                                                               | Thème                                                               | Thème                                                               | Thème                                                               | Thème                                                               | Thème                                                               | Thème                                                               | Thème                                                               | Thème                                                               | Thème                                                               | Thème                                                               | Thème                                                               | Thème                                                               | Thème                                                               | Thème                                                               | Thème                                                               | Thème                                                               | Thème                                                               | Thème                                                               | Thème                                                               | Thème                                                               | Thème                                                               | Thème                                                               | Thème                                                               | Thème                                                               | Thème                                                               | Thème                                                               | Thème                                                               | Thème                                                               | Thème                                                               | Thème                                                               | Thème                                                               | Thème                                                               | Thème                                                               | Thème                                                               | Thème                                                               | Thème                                                               | Thème                                                               | Thème                                                               | Thème                                                               | Thème                                                               | Thème                                                               | Thème                                                               | Thème                                                               | Thème                                                               | Thème                                                               | Thème                                                               | Thème                                                               | Thème                                                               | Thème                                                               | Thème                                                               | Thème                                                               | Thème                                                               | Thème                                                               | Thème                                                               | Thème                                                               | Thème                                                               | Thème                                                               | Thème                                                               | Thème                                                               | Thème                                                               | Thème                                                               | Thème                                                               | Thème                                                               | Thème                                                               | Thème                                                               | Thème                                                               | Thème                                                               | Thème                                                               | Thème                                                               | Thème                                                               | Thème                                                               | Thème                                                               | Thème                                                               | Thème                                                               | Thème                                                               | Thème                                                               | Thème                                                               | Thème                                                               | Thème                                                               | Thème                                                               | Thème                                                               | Thème                                                               | Thème                                                               | Thème                                                               | Thème                                                               | Thème                                                               | Thème                                                               | Thème                                                               | Thème                                                               | Thème                                                               | Thème                                                               | Thème                                                               | Thème                                                               | Thème                                                               | Choix de chanson                                                                              | Choix de chanson                                                                              | Choix de chanson                                                                              | Choix de chanson                                                                              | Choix de chanson                                                                              | Choix de chanson                                                                              | Choix de chanson                                                                              | Choix de chanson                                                                              | Choix de chanson                                                                              | Choix de chanson                                                                              | Choix de chanson                                                                              | Choix de chanson                                                                              | Choix de chanson                                                                              | Choix de chanson                                                                              | Choix de chanson                                                                              | Choix de chanson                                                                              | Choix de chanson                                                                              | Choix de chanson                                                                              | Choix de chanson                                                                              | Choix de chanson                                                                              | Choix de chanson                                                                              | Choix de chanson                                                                              | Choix de chanson                                                                              | Choix de chanson                                                                              | Choix de chanson                                                                              | Choix de chanson                                                                              | Choix de chanson                                                                              | Choix de chanson                                                                              | Choix de chanson                                                                              | Choix de chanson                                                                              | Choix de chanson                                                                              | Choix de chanson                                                                              | Choix de chanson                                                                              | Choix de chanson                                                                              | Choix de chanson                                                                              | Choix de chanson                                                                              | Choix de chanson                                                                              | Choix de chanson                                                                              | Choix de chanson                                                                              | Choix de chanson                                                                              | Choix de chanson                                                                              | Choix de chanson                                                                              | Choix de chanson                                                                              | Choix de chanson                                                                              | Choix de chanson                                                                              | Choix de chanson                                                                              | Choix de chanson                                                                              | Choix de chanson                                                                              | Choix de chanson                                                                              | Choix de chanson                                                                              | Choix de chanson                                                                              | Choix de chanson                                                                              | Choix de chanson                                                                              | Choix de chanson                                                                              | Choix de chanson                                                                              | Choix de chanson                                                                              | Choix de chanson                                                                              | Choix de chanson                                                                              | Choix de chanson                                                                              | Choix de chanson                                                                              | Choix de chanson                                                                              | Choix de chanson                                                                              | Choix de chanson                                                                              | Choix de chanson                                                                              | Choix de chanson                                                                              | Choix de chanson                                                                              | Choix de chanson                                                                              | Choix de chanson                                                                              | Choix de chanson                                                                              | Choix de chanson                                                                              | Choix de chanson                                                                              | Choix de chanson                                                                              | Choix de chanson                                                                              | Choix de chanson                                                                              | Choix de chanson                                                                              | Choix de chanson                                                                              | Choix de chanson                                                                              | Choix de chanson                                                                              | Choix de chanson                                                                              | Choix de chanson                                                                              | Choix de chanson                                                                              | Choix de chanson                                                                              | Choix de chanson                                                                              | Choix de chanson                                                                              | Choix de chanson                                                                              | Choix de chanson                                                                              | Choix de chanson                                                                              | Choix de chanson                                                                              | Choix de chanson                                                                              | Choix de chanson                                                                              | Choix de chanson                                                                              | Choix de chanson                                                                              | Choix de chanson                                                                              | Choix de chanson                                                                              | Choix de chanson                                                                              | Choix de chanson                                                                              | Choix de chanson                                                                              | Choix de chanson                                                                              | Choix de chanson                                                                              | Choix de chanson                                                                              | Choix de chanson                                                                              | Choix de chanson                                                                              | Choix de chanson                                                                              | Choix de chanson                                                                              | Choix de chanson                                                                              | Choix de chanson                                                                              | Choix de chanson                                                                              | Choix de chanson                                                                              | Choix de chanson                                                                              | Choix de chanson                                                                              | Choix de chanson                                                                              | Choix de chanson                                                                              | Choix de chanson                                                                              | Choix de chanson                                                                              | Choix de chanson                                                                              | Choix de chanson                                                                              | Choix de chanson                                                                              | Choix de chanson                                                                              | Choix de chanson                                                                              | Choix de chanson                                                                              | Choix de chanson                                                                              | Choix de chanson                                                                              | Choix de chanson                                                                              | Choix de chanson                                                                              | Choix de chanson                                                                              | Choix de chanson                                                                              | Choix de chanson                                                                              | Choix de chanson                                                                              | Choix de chanson                                                                              | Choix de chanson                                                                              | Artiste original                              | Artiste original                              | Artiste original                              | Artiste original                              | Artiste original                              | Artiste original                              | Artiste original                              | Artiste original                              | Artiste original                              | Artiste original                              | Artiste original                              | Artiste original                              | Artiste original                              | Artiste original                              | Artiste original                              | Artiste original                              | Artiste original                              | Artiste original                              | Artiste original                              | Artiste original                              | Artiste original                              | Artiste original                              | Artiste original                              | Artiste original                              | Artiste original                              | Artiste original                              | Artiste original                              | Artiste original                              | Artiste original                              | Artiste original                              | Artiste original                              | Artiste original                              | Artiste original                              | Artiste original                              | Artiste original                              | Artiste original                              | Artiste original                              | Artiste original                              | Artiste original                              | Artiste original                              | Artiste original                              | Artiste original                              | Artiste original                              | Artiste original                              | Artiste original                              | Artiste original                              | Artiste original                              | Artiste original                              | Artiste original                              | Artiste original                              | Artiste original                              | Artiste original                              | Artiste original                              | Artiste original                              | Artiste original                              | Artiste original                              | Artiste original                              | Artiste original                              | Artiste original                              | Artiste original                              | Artiste original                              | Artiste original                              | Artiste original                              | Artiste original                              | Artiste original                              | Artiste original                              | Artiste original                              | Artiste original                              | Artiste original                              | Artiste original                              | Artiste original                              | Artiste original                              | Artiste original                              | Artiste original                              | Artiste original                              | Artiste original                              | Artiste original                              | Artiste original                              | Artiste original                              | Artiste original                              | Artiste original                              | Artiste original                              | Artiste original                              | Artiste original                              | Artiste original                              | Artiste original                              | Artiste original                              | Artiste original                              | Artiste original                              | Artiste original                              | Artiste original                              | Artiste original                              | Artiste original                              | Artiste original                              | Artiste original                              | Artiste original                              | Artiste original                              | Artiste original                              | Artiste original                              | Artiste original                              | Ordre # | Ordre # | Ordre # | Ordre # | Ordre # | Ordre # | Ordre # | Ordre # | Ordre # | Ordre # | Ordre # | Ordre # | Ordre # | Ordre # | Ordre # | Ordre # | Ordre # | Ordre # | Ordre # | Ordre # | Ordre # | Ordre # | Ordre # | Ordre # | Ordre # | Ordre # | Ordre # | Ordre # | Ordre # | Ordre # | Ordre # | Ordre # | Ordre # | Ordre # | Ordre # | Ordre # | Ordre # | Ordre # | Ordre # | Ordre # | Ordre # | Ordre # | Ordre # | Ordre # | Ordre # | Ordre # | Ordre # | Ordre # | Ordre # | Ordre # | Ordre # | Ordre # | Ordre # | Ordre # | Ordre # | Ordre # | Ordre # | Ordre # | Ordre # | Ordre # | Ordre # | Ordre # | Ordre # | Ordre # | Ordre # | Ordre # | Ordre # | Ordre # | Ordre # | Ordre # | Ordre # | Ordre # | Ordre # | Ordre # | Ordre # | Ordre # | Ordre # | Ordre # | Ordre # | Ordre # | Ordre # | Ordre # | Ordre # | Ordre # | Ordre # | Ordre # | Ordre # | Ordre # | Ordre # | Ordre # | Ordre # | Ordre # | Ordre # | Ordre # | Ordre # | Ordre # | Ordre # | Ordre # | Ordre # | Ordre # | Résultat | Résultat | Résultat | Résultat | Résultat | Résultat | Résultat | Résultat | Résultat | Résultat | Résultat | Résultat | Résultat | Résultat | Résultat | Résultat | Résultat | Résultat | Résultat | Résultat | Résultat | Résultat | Résultat | Résultat | Résultat | Résultat | Résultat | Résultat | Résultat | Résultat | Résultat | Résultat | Résultat | Résultat | Résultat | Résultat | Résultat | Résultat | Résultat | Résultat | Résultat | Résultat | Résultat | Résultat | Résultat | Résultat | Résultat | Résultat | Résultat | Résultat | Résultat | Résultat | Résultat | Résultat | Résultat | Résultat | Résultat | Résultat | Résultat | Résultat | Résultat | Résultat | Résultat | Résultat | Résultat | Résultat | Résultat | Résultat | Résultat | Résultat |
| Audition           | Audition           | Audition           | Audition           | Audition           | Audition           | Audition           | Audition           | Audition           | Audition           | Audition           | Audition           | Audition           | Audition           | Audition           | Audition           | Audition           | Audition           | Audition           | Audition           | Audition           | Audition           | Audition           | Audition           | Audition           | Audition           | Audition           | Audition           | Audition           | Audition           | Audition           | Audition           | Audition           | Audition           | Audition           | Audition           | Audition           | Audition           | Audition           | Audition           | Audition           | Audition           | Audition           | Audition           | Audition           | Audition           | Audition           | Audition           | Audition           | Audition           | Audition           | Audition           | Audition           | Audition           | Audition           | Audition           | Audition           | Audition           | Audition           | Audition           | Audition           | Audition           | Audition           | Audition           | Audition           | Audition           | Audition           | Audition           | Audition           | Audition           | Audition           | Audition           | Audition           | Audition           | Audition           | Audition           | Audition           | Audition           | Audition           | Audition           | Audition           | Audition           | Audition           | Audition           | Audition           | Audition           | Audition           | Audition           | Audition           | Audition           | N/A                                                                 | N/A                                                                 | N/A                                                                 | N/A                                                                 | N/A                                                                 | N/A                                                                 | N/A                                                                 | N/A                                                                 | N/A                                                                 | N/A                                                                 | N/A                                                                 | N/A                                                                 | N/A                                                                 | N/A                                                                 | N/A                                                                 | N/A                                                                 | N/A                                                                 | N/A                                                                 | N/A                                                                 | N/A                                                                 | N/A                                                                 | N/A                                                                 | N/A                                                                 | N/A                                                                 | N/A                                                                 | N/A                                                                 | N/A                                                                 | N/A                                                                 | N/A                                                                 | N/A                                                                 | N/A                                                                 | N/A                                                                 | N/A                                                                 | N/A                                                                 | N/A                                                                 | N/A                                                                 | N/A                                                                 | N/A                                                                 | N/A                                                                 | N/A                                                                 | N/A                                                                 | N/A                                                                 | N/A                                                                 | N/A                                                                 | N/A                                                                 | N/A                                                                 | N/A                                                                 | N/A                                                                 | N/A                                                                 | N/A                                                                 | N/A                                                                 | N/A                                                                 | N/A                                                                 | N/A                                                                 | N/A                                                                 | N/A                                                                 | N/A                                                                 | N/A                                                                 | N/A                                                                 | N/A                                                                 | N/A                                                                 | N/A                                                                 | N/A                                                                 | N/A                                                                 | N/A                                                                 | N/A                                                                 | N/A                                                                 | N/A                                                                 | N/A                                                                 | N/A                                                                 | N/A                                                                 | N/A                                                                 | N/A                                                                 | N/A                                                                 | N/A                                                                 | N/A                                                                 | N/A                                                                 | N/A                                                                 | N/A                                                                 | N/A                                                                 | N/A                                                                 | N/A                                                                 | N/A                                                                 | N/A                                                                 | N/A                                                                 | N/A                                                                 | N/A                                                                 | N/A                                                                 | N/A                                                                 | N/A                                                                 | N/A                                                                 | N/A                                                                 | N/A                                                                 | N/A                                                                 | N/A                                                                 | N/A                                                                 | N/A                                                                 | N/A                                                                 | N/A                                                                 | N/A                                                                 | Livin' on a Prayer                                                                            | Livin' on a Prayer                                                                            | Livin' on a Prayer                                                                            | Livin' on a Prayer                                                                            | Livin' on a Prayer                                                                            | Livin' on a Prayer                                                                            | Livin' on a Prayer                                                                            | Livin' on a Prayer                                                                            | Livin' on a Prayer                                                                            | Livin' on a Prayer                                                                            | Livin' on a Prayer                                                                            | Livin' on a Prayer                                                                            | Livin' on a Prayer                                                                            | Livin' on a Prayer                                                                            | Livin' on a Prayer                                                                            | Livin' on a Prayer                                                                            | Livin' on a Prayer                                                                            | Livin' on a Prayer                                                                            | Livin' on a Prayer                                                                            | Livin' on a Prayer                                                                            | Livin' on a Prayer                                                                            | Livin' on a Prayer                                                                            | Livin' on a Prayer                                                                            | Livin' on a Prayer                                                                            | Livin' on a Prayer                                                                            | Livin' on a Prayer                                                                            | Livin' on a Prayer                                                                            | Livin' on a Prayer                                                                            | Livin' on a Prayer                                                                            | Livin' on a Prayer                                                                            | Livin' on a Prayer                                                                            | Livin' on a Prayer                                                                            | Livin' on a Prayer                                                                            | Livin' on a Prayer                                                                            | Livin' on a Prayer                                                                            | Livin' on a Prayer                                                                            | Livin' on a Prayer                                                                            | Livin' on a Prayer                                                                            | Livin' on a Prayer                                                                            | Livin' on a Prayer                                                                            | Livin' on a Prayer                                                                            | Livin' on a Prayer                                                                            | Livin' on a Prayer                                                                            | Livin' on a Prayer                                                                            | Livin' on a Prayer                                                                            | Livin' on a Prayer                                                                            | Livin' on a Prayer                                                                            | Livin' on a Prayer                                                                            | Livin' on a Prayer                                                                            | Livin' on a Prayer                                                                            | Livin' on a Prayer                                                                            | Livin' on a Prayer                                                                            | Livin' on a Prayer                                                                            | Livin' on a Prayer                                                                            | Livin' on a Prayer                                                                            | Livin' on a Prayer                                                                            | Livin' on a Prayer                                                                            | Livin' on a Prayer                                                                            | Livin' on a Prayer                                                                            | Livin' on a Prayer                                                                            | Livin' on a Prayer                                                                            | Livin' on a Prayer                                                                            | Livin' on a Prayer                                                                            | Livin' on a Prayer                                                                            | Livin' on a Prayer                                                                            | Livin' on a Prayer                                                                            | Livin' on a Prayer                                                                            | Livin' on a Prayer                                                                            | Livin' on a Prayer                                                                            | Livin' on a Prayer                                                                            | Livin' on a Prayer                                                                            | Livin' on a Prayer                                                                            | Livin' on a Prayer                                                                            | Livin' on a Prayer                                                                            | Livin' on a Prayer                                                                            | Livin' on a Prayer                                                                            | Livin' on a Prayer                                                                            | Livin' on a Prayer                                                                            | Livin' on a Prayer                                                                            | Livin' on a Prayer                                                                            | Livin' on a Prayer                                                                            | Livin' on a Prayer                                                                            | Livin' on a Prayer                                                                            | Livin' on a Prayer                                                                            | Livin' on a Prayer                                                                            | Livin' on a Prayer                                                                            | Livin' on a Prayer                                                                            | Livin' on a Prayer                                                                            | Livin' on a Prayer                                                                            | Livin' on a Prayer                                                                            | Livin' on a Prayer                                                                            | Livin' on a Prayer                                                                            | Livin' on a Prayer                                                                            | Livin' on a Prayer                                                                            | Livin' on a Prayer                                                                            | Livin' on a Prayer                                                                            | Livin' on a Prayer                                                                            | Livin' on a Prayer                                                                            | Livin' on a Prayer                                                                            | Livin' on a Prayer                                                                            | Livin' on a Prayer                                                                            | Livin' on a Prayer                                                                            | Livin' on a Prayer                                                                            | Livin' on a Prayer                                                                            | Livin' on a Prayer                                                                            | Livin' on a Prayer                                                                            | Livin' on a Prayer                                                                            | Livin' on a Prayer                                                                            | Livin' on a Prayer                                                                            | Livin' on a Prayer                                                                            | Livin' on a Prayer                                                                            | Livin' on a Prayer                                                                            | Livin' on a Prayer                                                                            | Livin' on a Prayer                                                                            | Livin' on a Prayer                                                                            | Livin' on a Prayer                                                                            | Livin' on a Prayer                                                                            | Livin' on a Prayer                                                                            | Livin' on a Prayer                                                                            | Livin' on a Prayer                                                                            | Livin' on a Prayer                                                                            | Livin' on a Prayer                                                                            | Livin' on a Prayer                                                                            | Livin' on a Prayer                                                                            | Livin' on a Prayer                                                                            | Livin' on a Prayer                                                                            | Livin' on a Prayer                                                                            | Livin' on a Prayer                                                                            | Livin' on a Prayer                                                                            | Livin' on a Prayer                                                                            | Bon Jovi                                      | Bon Jovi                                      | Bon Jovi                                      | Bon Jovi                                      | Bon Jovi                                      | Bon Jovi                                      | Bon Jovi                                      | Bon Jovi                                      | Bon Jovi                                      | Bon Jovi                                      | Bon Jovi                                      | Bon Jovi                                      | Bon Jovi                                      | Bon Jovi                                      | Bon Jovi                                      | Bon Jovi                                      | Bon Jovi                                      | Bon Jovi                                      | Bon Jovi                                      | Bon Jovi                                      | Bon Jovi                                      | Bon Jovi                                      | Bon Jovi                                      | Bon Jovi                                      | Bon Jovi                                      | Bon Jovi                                      | Bon Jovi                                      | Bon Jovi                                      | Bon Jovi                                      | Bon Jovi                                      | Bon Jovi                                      | Bon Jovi                                      | Bon Jovi                                      | Bon Jovi                                      | Bon Jovi                                      | Bon Jovi                                      | Bon Jovi                                      | Bon Jovi                                      | Bon Jovi                                      | Bon Jovi                                      | Bon Jovi                                      | Bon Jovi                                      | Bon Jovi                                      | Bon Jovi                                      | Bon Jovi                                      | Bon Jovi                                      | Bon Jovi                                      | Bon Jovi                                      | Bon Jovi                                      | Bon Jovi                                      | Bon Jovi                                      | Bon Jovi                                      | Bon Jovi                                      | Bon Jovi                                      | Bon Jovi                                      | Bon Jovi                                      | Bon Jovi                                      | Bon Jovi                                      | Bon Jovi                                      | Bon Jovi                                      | Bon Jovi                                      | Bon Jovi                                      | Bon Jovi                                      | Bon Jovi                                      | Bon Jovi                                      | Bon Jovi                                      | Bon Jovi                                      | Bon Jovi                                      | Bon Jovi                                      | Bon Jovi                                      | Bon Jovi                                      | Bon Jovi                                      | Bon Jovi                                      | Bon Jovi                                      | Bon Jovi                                      | Bon Jovi                                      | Bon Jovi                                      | Bon Jovi                                      | Bon Jovi                                      | Bon Jovi                                      | Bon Jovi                                      | Bon Jovi                                      | Bon Jovi                                      | Bon Jovi                                      | Bon Jovi                                      | Bon Jovi                                      | Bon Jovi                                      | Bon Jovi                                      | Bon Jovi                                      | Bon Jovi                                      | Bon Jovi                                      | Bon Jovi                                      | Bon Jovi                                      | Bon Jovi                                      | Bon Jovi                                      | Bon Jovi                                      | Bon Jovi                                      | Bon Jovi                                      | Bon Jovi                                      | Bon Jovi                                      | N/A     | N/A     | N/A     | N/A     | N/A     | N/A     | N/A     | N/A     | N/A     | N/A     | N/A     | N/A     | N/A     | N/A     | N/A     | N/A     | N/A     | N/A     | N/A     | N/A     | N/A     | N/A     | N/A     | N/A     | N/A     | N/A     | N/A     | N/A     | N/A     | N/A     | N/A     | N/A     | N/A     | N/A     | N/A     | N/A     | N/A     | N/A     | N/A     | N/A     | N/A     | N/A     | N/A     | N/A     | N/A     | N/A     | N/A     | N/A     | N/A     | N/A     | N/A     | N/A     | N/A     | N/A     | N/A     | N/A     | N/A     | N/A     | N/A     | N/A     | N/A     | N/A     | N/A     | N/A     | N/A     | N/A     | N/A     | N/A     | N/A     | N/A     | N/A     | N/A     | N/A     | N/A     | N/A     | N/A     | N/A     | N/A     | N/A     | N/A     | N/A     | N/A     | N/A     | N/A     | N/A     | N/A     | N/A     | N/A     | N/A     | N/A     | N/A     | N/A     | N/A     | N/A     | N/A     | N/A     | N/A     | N/A     | N/A     | N/A     | Avancé   | Avancé   | Avancé   | Avancé   | Avancé   | Avancé   | Avancé   | Avancé   | Avancé   | Avancé   | Avancé   | Avancé   | Avancé   | Avancé   | Avancé   | Avancé   | Avancé   | Avancé   | Avancé   | Avancé   | Avancé   | Avancé   | Avancé   | Avancé   | Avancé   | Avancé   | Avancé   | Avancé   | Avancé   | Avancé   | Avancé   | Avancé   | Avancé   | Avancé   | Avancé   | Avancé   | Avancé   | Avancé   | Avancé   | Avancé   | Avancé   | Avancé   | Avancé   | Avancé   | Avancé   | Avancé   | Avancé   | Avancé   | Avancé   | Avancé   | Avancé   | Avancé   | Avancé   | Avancé   | Avancé   | Avancé   | Avancé   | Avancé   | Avancé   | Avancé   | Avancé   | Avancé   | Avancé   | Avancé   | Avancé   | Avancé   | Avancé   | Avancé   | Avancé   | Avancé   |
| Hollywood          | Hollywood          | Hollywood          | Hollywood          | Hollywood          | Hollywood          | Hollywood          | Hollywood          | Hollywood          | Hollywood          | Hollywood          | Hollywood          | Hollywood          | Hollywood          | Hollywood          | Hollywood          | Hollywood          | Hollywood          | Hollywood          | Hollywood          | Hollywood          | Hollywood          | Hollywood          | Hollywood          | Hollywood          | Hollywood          | Hollywood          | Hollywood          | Hollywood          | Hollywood          | Hollywood          | Hollywood          | Hollywood          | Hollywood          | Hollywood          | Hollywood          | Hollywood          | Hollywood          | Hollywood          | Hollywood          | Hollywood          | Hollywood          | Hollywood          | Hollywood          | Hollywood          | Hollywood          | Hollywood          | Hollywood          | Hollywood          | Hollywood          | Hollywood          | Hollywood          | Hollywood          | Hollywood          | Hollywood          | Hollywood          | Hollywood          | Hollywood          | Hollywood          | Hollywood          | Hollywood          | Hollywood          | Hollywood          | Hollywood          | Hollywood          | Hollywood          | Hollywood          | Hollywood          | Hollywood          | Hollywood          | Hollywood          | Hollywood          | Hollywood          | Hollywood          | Hollywood          | Hollywood          | Hollywood          | Hollywood          | Hollywood          | Hollywood          | Hollywood          | Hollywood          | Hollywood          | Hollywood          | Hollywood          | Hollywood          | Hollywood          | Hollywood          | Hollywood          | Hollywood          | N/A                                                                 | N/A                                                                 | N/A                                                                 | N/A                                                                 | N/A                                                                 | N/A                                                                 | N/A                                                                 | N/A                                                                 | N/A                                                                 | N/A                                                                 | N/A                                                                 | N/A                                                                 | N/A                                                                 | N/A                                                                 | N/A                                                                 | N/A                                                                 | N/A                                                                 | N/A                                                                 | N/A                                                                 | N/A                                                                 | N/A                                                                 | N/A                                                                 | N/A                                                                 | N/A                                                                 | N/A                                                                 | N/A                                                                 | N/A                                                                 | N/A                                                                 | N/A                                                                 | N/A                                                                 | N/A                                                                 | N/A                                                                 | N/A                                                                 | N/A                                                                 | N/A                                                                 | N/A                                                                 | N/A                                                                 | N/A                                                                 | N/A                                                                 | N/A                                                                 | N/A                                                                 | N/A                                                                 | N/A                                                                 | N/A                                                                 | N/A                                                                 | N/A                                                                 | N/A                                                                 | N/A                                                                 | N/A                                                                 | N/A                                                                 | N/A                                                                 | N/A                                                                 | N/A                                                                 | N/A                                                                 | N/A                                                                 | N/A                                                                 | N/A                                                                 | N/A                                                                 | N/A                                                                 | N/A                                                                 | N/A                                                                 | N/A                                                                 | N/A                                                                 | N/A                                                                 | N/A                                                                 | N/A                                                                 | N/A                                                                 | N/A                                                                 | N/A                                                                 | N/A                                                                 | N/A                                                                 | N/A                                                                 | N/A                                                                 | N/A                                                                 | N/A                                                                 | N/A                                                                 | N/A                                                                 | N/A                                                                 | N/A                                                                 | N/A                                                                 | N/A                                                                 | N/A                                                                 | N/A                                                                 | N/A                                                                 | N/A                                                                 | N/A                                                                 | N/A                                                                 | N/A                                                                 | N/A                                                                 | N/A                                                                 | N/A                                                                 | N/A                                                                 | N/A                                                                 | N/A                                                                 | N/A                                                                 | N/A                                                                 | N/A                                                                 | N/A                                                                 | N/A                                                                 | N/A                                                                 | (Everything I Do) I Do It for You                                                             | (Everything I Do) I Do It for You                                                             | (Everything I Do) I Do It for You                                                             | (Everything I Do) I Do It for You                                                             | (Everything I Do) I Do It for You                                                             | (Everything I Do) I Do It for You                                                             | (Everything I Do) I Do It for You                                                             | (Everything I Do) I Do It for You                                                             | (Everything I Do) I Do It for You                                                             | (Everything I Do) I Do It for You                                                             | (Everything I Do) I Do It for You                                                             | (Everything I Do) I Do It for You                                                             | (Everything I Do) I Do It for You                                                             | (Everything I Do) I Do It for You                                                             | (Everything I Do) I Do It for You                                                             | (Everything I Do) I Do It for You                                                             | (Everything I Do) I Do It for You                                                             | (Everything I Do) I Do It for You                                                             | (Everything I Do) I Do It for You                                                             | (Everything I Do) I Do It for You                                                             | (Everything I Do) I Do It for You                                                             | (Everything I Do) I Do It for You                                                             | (Everything I Do) I Do It for You                                                             | (Everything I Do) I Do It for You                                                             | (Everything I Do) I Do It for You                                                             | (Everything I Do) I Do It for You                                                             | (Everything I Do) I Do It for You                                                             | (Everything I Do) I Do It for You                                                             | (Everything I Do) I Do It for You                                                             | (Everything I Do) I Do It for You                                                             | (Everything I Do) I Do It for You                                                             | (Everything I Do) I Do It for You                                                             | (Everything I Do) I Do It for You                                                             | (Everything I Do) I Do It for You                                                             | (Everything I Do) I Do It for You                                                             | (Everything I Do) I Do It for You                                                             | (Everything I Do) I Do It for You                                                             | (Everything I Do) I Do It for You                                                             | (Everything I Do) I Do It for You                                                             | (Everything I Do) I Do It for You                                                             | (Everything I Do) I Do It for You                                                             | (Everything I Do) I Do It for You                                                             | (Everything I Do) I Do It for You                                                             | (Everything I Do) I Do It for You                                                             | (Everything I Do) I Do It for You                                                             | (Everything I Do) I Do It for You                                                             | (Everything I Do) I Do It for You                                                             | (Everything I Do) I Do It for You                                                             | (Everything I Do) I Do It for You                                                             | (Everything I Do) I Do It for You                                                             | (Everything I Do) I Do It for You                                                             | (Everything I Do) I Do It for You                                                             | (Everything I Do) I Do It for You                                                             | (Everything I Do) I Do It for You                                                             | (Everything I Do) I Do It for You                                                             | (Everything I Do) I Do It for You                                                             | (Everything I Do) I Do It for You                                                             | (Everything I Do) I Do It for You                                                             | (Everything I Do) I Do It for You                                                             | (Everything I Do) I Do It for You                                                             | (Everything I Do) I Do It for You                                                             | (Everything I Do) I Do It for You                                                             | (Everything I Do) I Do It for You                                                             | (Everything I Do) I Do It for You                                                             | (Everything I Do) I Do It for You                                                             | (Everything I Do) I Do It for You                                                             | (Everything I Do) I Do It for You                                                             | (Everything I Do) I Do It for You                                                             | (Everything I Do) I Do It for You                                                             | (Everything I Do) I Do It for You                                                             | (Everything I Do) I Do It for You                                                             | (Everything I Do) I Do It for You                                                             | (Everything I Do) I Do It for You                                                             | (Everything I Do) I Do It for You                                                             | (Everything I Do) I Do It for You                                                             | (Everything I Do) I Do It for You                                                             | (Everything I Do) I Do It for You                                                             | (Everything I Do) I Do It for You                                                             | (Everything I Do) I Do It for You                                                             | (Everything I Do) I Do It for You                                                             | (Everything I Do) I Do It for You                                                             | (Everything I Do) I Do It for You                                                             | (Everything I Do) I Do It for You                                                             | (Everything I Do) I Do It for You                                                             | (Everything I Do) I Do It for You                                                             | (Everything I Do) I Do It for You                                                             | (Everything I Do) I Do It for You                                                             | (Everything I Do) I Do It for You                                                             | (Everything I Do) I Do It for You                                                             | (Everything I Do) I Do It for You                                                             | (Everything I Do) I Do It for You                                                             | (Everything I Do) I Do It for You                                                             | (Everything I Do) I Do It for You                                                             | (Everything I Do) I Do It for You                                                             | (Everything I Do) I Do It for You                                                             | (Everything I Do) I Do It for You                                                             | (Everything I Do) I Do It for You                                                             | (Everything I Do) I Do It for You                                                             | (Everything I Do) I Do It for You                                                             | (Everything I Do) I Do It for You                                                             | (Everything I Do) I Do It for You                                                             | (Everything I Do) I Do It for You                                                             | (Everything I Do) I Do It for You                                                             | (Everything I Do) I Do It for You                                                             | (Everything I Do) I Do It for You                                                             | (Everything I Do) I Do It for You                                                             | (Everything I Do) I Do It for You                                                             | (Everything I Do) I Do It for You                                                             | (Everything I Do) I Do It for You                                                             | (Everything I Do) I Do It for You                                                             | (Everything I Do) I Do It for You                                                             | (Everything I Do) I Do It for You                                                             | (Everything I Do) I Do It for You                                                             | (Everything I Do) I Do It for You                                                             | (Everything I Do) I Do It for You                                                             | (Everything I Do) I Do It for You                                                             | (Everything I Do) I Do It for You                                                             | (Everything I Do) I Do It for You                                                             | (Everything I Do) I Do It for You                                                             | (Everything I Do) I Do It for You                                                             | (Everything I Do) I Do It for You                                                             | (Everything I Do) I Do It for You                                                             | (Everything I Do) I Do It for You                                                             | (Everything I Do) I Do It for You                                                             | (Everything I Do) I Do It for You                                                             | (Everything I Do) I Do It for You                                                             | (Everything I Do) I Do It for You                                                             | (Everything I Do) I Do It for You                                                             | (Everything I Do) I Do It for You                                                             | (Everything I Do) I Do It for You                                                             | Bryan Adams                                   | Bryan Adams                                   | Bryan Adams                                   | Bryan Adams                                   | Bryan Adams                                   | Bryan Adams                                   | Bryan Adams                                   | Bryan Adams                                   | Bryan Adams                                   | Bryan Adams                                   | Bryan Adams                                   | Bryan Adams                                   | Bryan Adams                                   | Bryan Adams                                   | Bryan Adams                                   | Bryan Adams                                   | Bryan Adams                                   | Bryan Adams                                   | Bryan Adams                                   | Bryan Adams                                   | Bryan Adams                                   | Bryan Adams                                   | Bryan Adams                                   | Bryan Adams                                   | Bryan Adams                                   | Bryan Adams                                   | Bryan Adams                                   | Bryan Adams                                   | Bryan Adams                                   | Bryan Adams                                   | Bryan Adams                                   | Bryan Adams                                   | Bryan Adams                                   | Bryan Adams                                   | Bryan Adams                                   | Bryan Adams                                   | Bryan Adams                                   | Bryan Adams                                   | Bryan Adams                                   | Bryan Adams                                   | Bryan Adams                                   | Bryan Adams                                   | Bryan Adams                                   | Bryan Adams                                   | Bryan Adams                                   | Bryan Adams                                   | Bryan Adams                                   | Bryan Adams                                   | Bryan Adams                                   | Bryan Adams                                   | Bryan Adams                                   | Bryan Adams                                   | Bryan Adams                                   | Bryan Adams                                   | Bryan Adams                                   | Bryan Adams                                   | Bryan Adams                                   | Bryan Adams                                   | Bryan Adams                                   | Bryan Adams                                   | Bryan Adams                                   | Bryan Adams                                   | Bryan Adams                                   | Bryan Adams                                   | Bryan Adams                                   | Bryan Adams                                   | Bryan Adams                                   | Bryan Adams                                   | Bryan Adams                                   | Bryan Adams                                   | Bryan Adams                                   | Bryan Adams                                   | Bryan Adams                                   | Bryan Adams                                   | Bryan Adams                                   | Bryan Adams                                   | Bryan Adams                                   | Bryan Adams                                   | Bryan Adams                                   | Bryan Adams                                   | Bryan Adams                                   | Bryan Adams                                   | Bryan Adams                                   | Bryan Adams                                   | Bryan Adams                                   | Bryan Adams                                   | Bryan Adams                                   | Bryan Adams                                   | Bryan Adams                                   | Bryan Adams                                   | Bryan Adams                                   | Bryan Adams                                   | Bryan Adams                                   | Bryan Adams                                   | Bryan Adams                                   | Bryan Adams                                   | Bryan Adams                                   | Bryan Adams                                   | Bryan Adams                                   | Bryan Adams                                   | N/A     | N/A     | N/A     | N/A     | N/A     | N/A     | N/A     | N/A     | N/A     | N/A     | N/A     | N/A     | N/A     | N/A     | N/A     | N/A     | N/A     | N/A     | N/A     | N/A     | N/A     | N/A     | N/A     | N/A     | N/A     | N/A     | N/A     | N/A     | N/A     | N/A     | N/A     | N/A     | N/A     | N/A     | N/A     | N/A     | N/A     | N/A     | N/A     | N/A     | N/A     | N/A     | N/A     | N/A     | N/A     | N/A     | N/A     | N/A     | N/A     | N/A     | N/A     | N/A     | N/A     | N/A     | N/A     | N/A     | N/A     | N/A     | N/A     | N/A     | N/A     | N/A     | N/A     | N/A     | N/A     | N/A     | N/A     | N/A     | N/A     | N/A     | N/A     | N/A     | N/A     | N/A     | N/A     | N/A     | N/A     | N/A     | N/A     | N/A     | N/A     | N/A     | N/A     | N/A     | N/A     | N/A     | N/A     | N/A     | N/A     | N/A     | N/A     | N/A     | N/A     | N/A     | N/A     | N/A     | N/A     | N/A     | N/A     | N/A     | Avancé   | Avancé   | Avancé   | Avancé   | Avancé   | Avancé   | Avancé   | Avancé   | Avancé   | Avancé   | Avancé   | Avancé   | Avancé   | Avancé   | Avancé   | Avancé   | Avancé   | Avancé   | Avancé   | Avancé   | Avancé   | Avancé   | Avancé   | Avancé   | Avancé   | Avancé   | Avancé   | Avancé   | Avancé   | Avancé   | Avancé   | Avancé   | Avancé   | Avancé   | Avancé   | Avancé   | Avancé   | Avancé   | Avancé   | Avancé   | Avancé   | Avancé   | Avancé   | Avancé   | Avancé   | Avancé   | Avancé   | Avancé   | Avancé   | Avancé   | Avancé   | Avancé   | Avancé   | Avancé   | Avancé   | Avancé   | Avancé   | Avancé   | Avancé   | Avancé   | Avancé   | Avancé   | Avancé   | Avancé   | Avancé   | Avancé   | Avancé   | Avancé   | Avancé   | Avancé   |
| Top 50             | Top 50             | Top 50             | Top 50             | Top 50             | Top 50             | Top 50             | Top 50             | Top 50             | Top 50             | Top 50             | Top 50             | Top 50             | Top 50             | Top 50             | Top 50             | Top 50             | Top 50             | Top 50             | Top 50             | Top 50             | Top 50             | Top 50             | Top 50             | Top 50             | Top 50             | Top 50             | Top 50             | Top 50             | Top 50             | Top 50             | Top 50             | Top 50             | Top 50             | Top 50             | Top 50             | Top 50             | Top 50             | Top 50             | Top 50             | Top 50             | Top 50             | Top 50             | Top 50             | Top 50             | Top 50             | Top 50             | Top 50             | Top 50             | Top 50             | Top 50             | Top 50             | Top 50             | Top 50             | Top 50             | Top 50             | Top 50             | Top 50             | Top 50             | Top 50             | Top 50             | Top 50             | Top 50             | Top 50             | Top 50             | Top 50             | Top 50             | Top 50             | Top 50             | Top 50             | Top 50             | Top 50             | Top 50             | Top 50             | Top 50             | Top 50             | Top 50             | Top 50             | Top 50             | Top 50             | Top 50             | Top 50             | Top 50             | Top 50             | Top 50             | Top 50             | Top 50             | Top 50             | Top 50             | Top 50             | N/A                                                                 | N/A                                                                 | N/A                                                                 | N/A                                                                 | N/A                                                                 | N/A                                                                 | N/A                                                                 | N/A                                                                 | N/A                                                                 | N/A                                                                 | N/A                                                                 | N/A                                                                 | N/A                                                                 | N/A                                                                 | N/A                                                                 | N/A                                                                 | N/A                                                                 | N/A                                                                 | N/A                                                                 | N/A                                                                 | N/A                                                                 | N/A                                                                 | N/A                                                                 | N/A                                                                 | N/A                                                                 | N/A                                                                 | N/A                                                                 | N/A                                                                 | N/A                                                                 | N/A                                                                 | N/A                                                                 | N/A                                                                 | N/A                                                                 | N/A                                                                 | N/A                                                                 | N/A                                                                 | N/A                                                                 | N/A                                                                 | N/A                                                                 | N/A                                                                 | N/A                                                                 | N/A                                                                 | N/A                                                                 | N/A                                                                 | N/A                                                                 | N/A                                                                 | N/A                                                                 | N/A                                                                 | N/A                                                                 | N/A                                                                 | N/A                                                                 | N/A                                                                 | N/A                                                                 | N/A                                                                 | N/A                                                                 | N/A                                                                 | N/A                                                                 | N/A                                                                 | N/A                                                                 | N/A                                                                 | N/A                                                                 | N/A                                                                 | N/A                                                                 | N/A                                                                 | N/A                                                                 | N/A                                                                 | N/A                                                                 | N/A                                                                 | N/A                                                                 | N/A                                                                 | N/A                                                                 | N/A                                                                 | N/A                                                                 | N/A                                                                 | N/A                                                                 | N/A                                                                 | N/A                                                                 | N/A                                                                 | N/A                                                                 | N/A                                                                 | N/A                                                                 | N/A                                                                 | N/A                                                                 | N/A                                                                 | N/A                                                                 | N/A                                                                 | N/A                                                                 | N/A                                                                 | N/A                                                                 | N/A                                                                 | N/A                                                                 | N/A                                                                 | N/A                                                                 | N/A                                                                 | N/A                                                                 | N/A                                                                 | N/A                                                                 | N/A                                                                 | N/A                                                                 | N/A                                                                 | I'll Be                                                                                       | I'll Be                                                                                       | I'll Be                                                                                       | I'll Be                                                                                       | I'll Be                                                                                       | I'll Be                                                                                       | I'll Be                                                                                       | I'll Be                                                                                       | I'll Be                                                                                       | I'll Be                                                                                       | I'll Be                                                                                       | I'll Be                                                                                       | I'll Be                                                                                       | I'll Be                                                                                       | I'll Be                                                                                       | I'll Be                                                                                       | I'll Be                                                                                       | I'll Be                                                                                       | I'll Be                                                                                       | I'll Be                                                                                       | I'll Be                                                                                       | I'll Be                                                                                       | I'll Be                                                                                       | I'll Be                                                                                       | I'll Be                                                                                       | I'll Be                                                                                       | I'll Be                                                                                       | I'll Be                                                                                       | I'll Be                                                                                       | I'll Be                                                                                       | I'll Be                                                                                       | I'll Be                                                                                       | I'll Be                                                                                       | I'll Be                                                                                       | I'll Be                                                                                       | I'll Be                                                                                       | I'll Be                                                                                       | I'll Be                                                                                       | I'll Be                                                                                       | I'll Be                                                                                       | I'll Be                                                                                       | I'll Be                                                                                       | I'll Be                                                                                       | I'll Be                                                                                       | I'll Be                                                                                       | I'll Be                                                                                       | I'll Be                                                                                       | I'll Be                                                                                       | I'll Be                                                                                       | I'll Be                                                                                       | I'll Be                                                                                       | I'll Be                                                                                       | I'll Be                                                                                       | I'll Be                                                                                       | I'll Be                                                                                       | I'll Be                                                                                       | I'll Be                                                                                       | I'll Be                                                                                       | I'll Be                                                                                       | I'll Be                                                                                       | I'll Be                                                                                       | I'll Be                                                                                       | I'll Be                                                                                       | I'll Be                                                                                       | I'll Be                                                                                       | I'll Be                                                                                       | I'll Be                                                                                       | I'll Be                                                                                       | I'll Be                                                                                       | I'll Be                                                                                       | I'll Be                                                                                       | I'll Be                                                                                       | I'll Be                                                                                       | I'll Be                                                                                       | I'll Be                                                                                       | I'll Be                                                                                       | I'll Be                                                                                       | I'll Be                                                                                       | I'll Be                                                                                       | I'll Be                                                                                       | I'll Be                                                                                       | I'll Be                                                                                       | I'll Be                                                                                       | I'll Be                                                                                       | I'll Be                                                                                       | I'll Be                                                                                       | I'll Be                                                                                       | I'll Be                                                                                       | I'll Be                                                                                       | I'll Be                                                                                       | I'll Be                                                                                       | I'll Be                                                                                       | I'll Be                                                                                       | I'll Be                                                                                       | I'll Be                                                                                       | I'll Be                                                                                       | I'll Be                                                                                       | I'll Be                                                                                       | I'll Be                                                                                       | I'll Be                                                                                       | I'll Be                                                                                       | I'll Be                                                                                       | I'll Be                                                                                       | I'll Be                                                                                       | I'll Be                                                                                       | I'll Be                                                                                       | I'll Be                                                                                       | I'll Be                                                                                       | I'll Be                                                                                       | I'll Be                                                                                       | I'll Be                                                                                       | I'll Be                                                                                       | I'll Be                                                                                       | I'll Be                                                                                       | I'll Be                                                                                       | I'll Be                                                                                       | I'll Be                                                                                       | I'll Be                                                                                       | I'll Be                                                                                       | I'll Be                                                                                       | I'll Be                                                                                       | I'll Be                                                                                       | I'll Be                                                                                       | I'll Be                                                                                       | I'll Be                                                                                       | I'll Be                                                                                       | I'll Be                                                                                       | I'll Be                                                                                       | I'll Be                                                                                       | I'll Be                                                                                       | Edwin McCain                                  | Edwin McCain                                  | Edwin McCain                                  | Edwin McCain                                  | Edwin McCain                                  | Edwin McCain                                  | Edwin McCain                                  | Edwin McCain                                  | Edwin McCain                                  | Edwin McCain                                  | Edwin McCain                                  | Edwin McCain                                  | Edwin McCain                                  | Edwin McCain                                  | Edwin McCain                                  | Edwin McCain                                  | Edwin McCain                                  | Edwin McCain                                  | Edwin McCain                                  | Edwin McCain                                  | Edwin McCain                                  | Edwin McCain                                  | Edwin McCain                                  | Edwin McCain                                  | Edwin McCain                                  | Edwin McCain                                  | Edwin McCain                                  | Edwin McCain                                  | Edwin McCain                                  | Edwin McCain                                  | Edwin McCain                                  | Edwin McCain                                  | Edwin McCain                                  | Edwin McCain                                  | Edwin McCain                                  | Edwin McCain                                  | Edwin McCain                                  | Edwin McCain                                  | Edwin McCain                                  | Edwin McCain                                  | Edwin McCain                                  | Edwin McCain                                  | Edwin McCain                                  | Edwin McCain                                  | Edwin McCain                                  | Edwin McCain                                  | Edwin McCain                                  | Edwin McCain                                  | Edwin McCain                                  | Edwin McCain                                  | Edwin McCain                                  | Edwin McCain                                  | Edwin McCain                                  | Edwin McCain                                  | Edwin McCain                                  | Edwin McCain                                  | Edwin McCain                                  | Edwin McCain                                  | Edwin McCain                                  | Edwin McCain                                  | Edwin McCain                                  | Edwin McCain                                  | Edwin McCain                                  | Edwin McCain                                  | Edwin McCain                                  | Edwin McCain                                  | Edwin McCain                                  | Edwin McCain                                  | Edwin McCain                                  | Edwin McCain                                  | Edwin McCain                                  | Edwin McCain                                  | Edwin McCain                                  | Edwin McCain                                  | Edwin McCain                                  | Edwin McCain                                  | Edwin McCain                                  | Edwin McCain                                  | Edwin McCain                                  | Edwin McCain                                  | Edwin McCain                                  | Edwin McCain                                  | Edwin McCain                                  | Edwin McCain                                  | Edwin McCain                                  | Edwin McCain                                  | Edwin McCain                                  | Edwin McCain                                  | Edwin McCain                                  | Edwin McCain                                  | Edwin McCain                                  | Edwin McCain                                  | Edwin McCain                                  | Edwin McCain                                  | Edwin McCain                                  | Edwin McCain                                  | Edwin McCain                                  | Edwin McCain                                  | Edwin McCain                                  | Edwin McCain                                  | N/A     | N/A     | N/A     | N/A     | N/A     | N/A     | N/A     | N/A     | N/A     | N/A     | N/A     | N/A     | N/A     | N/A     | N/A     | N/A     | N/A     | N/A     | N/A     | N/A     | N/A     | N/A     | N/A     | N/A     | N/A     | N/A     | N/A     | N/A     | N/A     | N/A     | N/A     | N/A     | N/A     | N/A     | N/A     | N/A     | N/A     | N/A     | N/A     | N/A     | N/A     | N/A     | N/A     | N/A     | N/A     | N/A     | N/A     | N/A     | N/A     | N/A     | N/A     | N/A     | N/A     | N/A     | N/A     | N/A     | N/A     | N/A     | N/A     | N/A     | N/A     | N/A     | N/A     | N/A     | N/A     | N/A     | N/A     | N/A     | N/A     | N/A     | N/A     | N/A     | N/A     | N/A     | N/A     | N/A     | N/A     | N/A     | N/A     | N/A     | N/A     | N/A     | N/A     | N/A     | N/A     | N/A     | N/A     | N/A     | N/A     | N/A     | N/A     | N/A     | N/A     | N/A     | N/A     | N/A     | N/A     | N/A     | N/A     | N/A     | Avancé   | Avancé   | Avancé   | Avancé   | Avancé   | Avancé   | Avancé   | Avancé   | Avancé   | Avancé   | Avancé   | Avancé   | Avancé   | Avancé   | Avancé   | Avancé   | Avancé   | Avancé   | Avancé   | Avancé   | Avancé   | Avancé   | Avancé   | Avancé   | Avancé   | Avancé   | Avancé   | Avancé   | Avancé   | Avancé   | Avancé   | Avancé   | Avancé   | Avancé   | Avancé   | Avancé   | Avancé   | Avancé   | Avancé   | Avancé   | Avancé   | Avancé   | Avancé   | Avancé   | Avancé   | Avancé   | Avancé   | Avancé   | Avancé   | Avancé   | Avancé   | Avancé   | Avancé   | Avancé   | Avancé   | Avancé   | Avancé   | Avancé   | Avancé   | Avancé   | Avancé   | Avancé   | Avancé   | Avancé   | Avancé   | Avancé   | Avancé   | Avancé   | Avancé   | Avancé   |
| Top 24 (12 Hommes) | Top 24 (12 Hommes) | Top 24 (12 Hommes) | Top 24 (12 Hommes) | Top 24 (12 Hommes) | Top 24 (12 Hommes) | Top 24 (12 Hommes) | Top 24 (12 Hommes) | Top 24 (12 Hommes) | Top 24 (12 Hommes) | Top 24 (12 Hommes) | Top 24 (12 Hommes) | Top 24 (12 Hommes) | Top 24 (12 Hommes) | Top 24 (12 Hommes) | Top 24 (12 Hommes) | Top 24 (12 Hommes) | Top 24 (12 Hommes) | Top 24 (12 Hommes) | Top 24 (12 Hommes) | Top 24 (12 Hommes) | Top 24 (12 Hommes) | Top 24 (12 Hommes) | Top 24 (12 Hommes) | Top 24 (12 Hommes) | Top 24 (12 Hommes) | Top 24 (12 Hommes) | Top 24 (12 Hommes) | Top 24 (12 Hommes) | Top 24 (12 Hommes) | Top 24 (12 Hommes) | Top 24 (12 Hommes) | Top 24 (12 Hommes) | Top 24 (12 Hommes) | Top 24 (12 Hommes) | Top 24 (12 Hommes) | Top 24 (12 Hommes) | Top 24 (12 Hommes) | Top 24 (12 Hommes) | Top 24 (12 Hommes) | Top 24 (12 Hommes) | Top 24 (12 Hommes) | Top 24 (12 Hommes) | Top 24 (12 Hommes) | Top 24 (12 Hommes) | Top 24 (12 Hommes) | Top 24 (12 Hommes) | Top 24 (12 Hommes) | Top 24 (12 Hommes) | Top 24 (12 Hommes) | Top 24 (12 Hommes) | Top 24 (12 Hommes) | Top 24 (12 Hommes) | Top 24 (12 Hommes) | Top 24 (12 Hommes) | Top 24 (12 Hommes) | Top 24 (12 Hommes) | Top 24 (12 Hommes) | Top 24 (12 Hommes) | Top 24 (12 Hommes) | Top 24 (12 Hommes) | Top 24 (12 Hommes) | Top 24 (12 Hommes) | Top 24 (12 Hommes) | Top 24 (12 Hommes) | Top 24 (12 Hommes) | Top 24 (12 Hommes) | Top 24 (12 Hommes) | Top 24 (12 Hommes) | Top 24 (12 Hommes) | Top 24 (12 Hommes) | Top 24 (12 Hommes) | Top 24 (12 Hommes) | Top 24 (12 Hommes) | Top 24 (12 Hommes) | Top 24 (12 Hommes) | Top 24 (12 Hommes) | Top 24 (12 Hommes) | Top 24 (12 Hommes) | Top 24 (12 Hommes) | Top 24 (12 Hommes) | Top 24 (12 Hommes) | Top 24 (12 Hommes) | Top 24 (12 Hommes) | Top 24 (12 Hommes) | Top 24 (12 Hommes) | Top 24 (12 Hommes) | Top 24 (12 Hommes) | Top 24 (12 Hommes) | Top 24 (12 Hommes) | Music history of the United States (1960s and 1970s)\|1960s         | Music history of the United States (1960s and 1970s)\|1960s         | Music history of the United States (1960s and 1970s)\|1960s         | Music history of the United States (1960s and 1970s)\|1960s         | Music history of the United States (1960s and 1970s)\|1960s         | Music history of the United States (1960s and 1970s)\|1960s         | Music history of the United States (1960s and 1970s)\|1960s         | Music history of the United States (1960s and 1970s)\|1960s         | Music history of the United States (1960s and 1970s)\|1960s         | Music history of the United States (1960s and 1970s)\|1960s         | Music history of the United States (1960s and 1970s)\|1960s         | Music history of the United States (1960s and 1970s)\|1960s         | Music history of the United States (1960s and 1970s)\|1960s         | Music history of the United States (1960s and 1970s)\|1960s         | Music history of the United States (1960s and 1970s)\|1960s         | Music history of the United States (1960s and 1970s)\|1960s         | Music history of the United States (1960s and 1970s)\|1960s         | Music history of the United States (1960s and 1970s)\|1960s         | Music history of the United States (1960s and 1970s)\|1960s         | Music history of the United States (1960s and 1970s)\|1960s         | Music history of the United States (1960s and 1970s)\|1960s         | Music history of the United States (1960s and 1970s)\|1960s         | Music history of the United States (1960s and 1970s)\|1960s         | Music history of the United States (1960s and 1970s)\|1960s         | Music history of the United States (1960s and 1970s)\|1960s         | Music history of the United States (1960s and 1970s)\|1960s         | Music history of the United States (1960s and 1970s)\|1960s         | Music history of the United States (1960s and 1970s)\|1960s         | Music history of the United States (1960s and 1970s)\|1960s         | Music history of the United States (1960s and 1970s)\|1960s         | Music history of the United States (1960s and 1970s)\|1960s         | Music history of the United States (1960s and 1970s)\|1960s         | Music history of the United States (1960s and 1970s)\|1960s         | Music history of the United States (1960s and 1970s)\|1960s         | Music history of the United States (1960s and 1970s)\|1960s         | Music history of the United States (1960s and 1970s)\|1960s         | Music history of the United States (1960s and 1970s)\|1960s         | Music history of the United States (1960s and 1970s)\|1960s         | Music history of the United States (1960s and 1970s)\|1960s         | Music history of the United States (1960s and 1970s)\|1960s         | Music history of the United States (1960s and 1970s)\|1960s         | Music history of the United States (1960s and 1970s)\|1960s         | Music history of the United States (1960s and 1970s)\|1960s         | Music history of the United States (1960s and 1970s)\|1960s         | Music history of the United States (1960s and 1970s)\|1960s         | Music history of the United States (1960s and 1970s)\|1960s         | Music history of the United States (1960s and 1970s)\|1960s         | Music history of the United States (1960s and 1970s)\|1960s         | Music history of the United States (1960s and 1970s)\|1960s         | Music history of the United States (1960s and 1970s)\|1960s         | Music history of the United States (1960s and 1970s)\|1960s         | Music history of the United States (1960s and 1970s)\|1960s         | Music history of the United States (1960s and 1970s)\|1960s         | Music history of the United States (1960s and 1970s)\|1960s         | Music history of the United States (1960s and 1970s)\|1960s         | Music history of the United States (1960s and 1970s)\|1960s         | Music history of the United States (1960s and 1970s)\|1960s         | Music history of the United States (1960s and 1970s)\|1960s         | Music history of the United States (1960s and 1970s)\|1960s         | Music history of the United States (1960s and 1970s)\|1960s         | Music history of the United States (1960s and 1970s)\|1960s         | Music history of the United States (1960s and 1970s)\|1960s         | Music history of the United States (1960s and 1970s)\|1960s         | Music history of the United States (1960s and 1970s)\|1960s         | Music history of the United States (1960s and 1970s)\|1960s         | Music history of the United States (1960s and 1970s)\|1960s         | Music history of the United States (1960s and 1970s)\|1960s         | Music history of the United States (1960s and 1970s)\|1960s         | Music history of the United States (1960s and 1970s)\|1960s         | Music history of the United States (1960s and 1970s)\|1960s         | Music history of the United States (1960s and 1970s)\|1960s         | Music history of the United States (1960s and 1970s)\|1960s         | Music history of the United States (1960s and 1970s)\|1960s         | Music history of the United States (1960s and 1970s)\|1960s         | Music history of the United States (1960s and 1970s)\|1960s         | Music history of the United States (1960s and 1970s)\|1960s         | Music history of the United States (1960s and 1970s)\|1960s         | Music history of the United States (1960s and 1970s)\|1960s         | Music history of the United States (1960s and 1970s)\|1960s         | Music history of the United States (1960s and 1970s)\|1960s         | Music history of the United States (1960s and 1970s)\|1960s         | Music history of the United States (1960s and 1970s)\|1960s         | Music history of the United States (1960s and 1970s)\|1960s         | Music history of the United States (1960s and 1970s)\|1960s         | Music history of the United States (1960s and 1970s)\|1960s         | Music history of the United States (1960s and 1970s)\|1960s         | Music history of the United States (1960s and 1970s)\|1960s         | Music history of the United States (1960s and 1970s)\|1960s         | Music history of the United States (1960s and 1970s)\|1960s         | Music history of the United States (1960s and 1970s)\|1960s         | Music history of the United States (1960s and 1970s)\|1960s         | Music history of the United States (1960s and 1970s)\|1960s         | Music history of the United States (1960s and 1970s)\|1960s         | Music history of the United States (1960s and 1970s)\|1960s         | Music history of the United States (1960s and 1970s)\|1960s         | Music history of the United States (1960s and 1970s)\|1960s         | Music history of the United States (1960s and 1970s)\|1960s         | Music history of the United States (1960s and 1970s)\|1960s         | Music history of the United States (1960s and 1970s)\|1960s         | Music history of the United States (1960s and 1970s)\|1960s         | Happy Together                                                                                | Happy Together                                                                                | Happy Together                                                                                | Happy Together                                                                                | Happy Together                                                                                | Happy Together                                                                                | Happy Together                                                                                | Happy Together                                                                                | Happy Together                                                                                | Happy Together                                                                                | Happy Together                                                                                | Happy Together                                                                                | Happy Together                                                                                | Happy Together                                                                                | Happy Together                                                                                | Happy Together                                                                                | Happy Together                                                                                | Happy Together                                                                                | Happy Together                                                                                | Happy Together                                                                                | Happy Together                                                                                | Happy Together                                                                                | Happy Together                                                                                | Happy Together                                                                                | Happy Together                                                                                | Happy Together                                                                                | Happy Together                                                                                | Happy Together                                                                                | Happy Together                                                                                | Happy Together                                                                                | Happy Together                                                                                | Happy Together                                                                                | Happy Together                                                                                | Happy Together                                                                                | Happy Together                                                                                | Happy Together                                                                                | Happy Together                                                                                | Happy Together                                                                                | Happy Together                                                                                | Happy Together                                                                                | Happy Together                                                                                | Happy Together                                                                                | Happy Together                                                                                | Happy Together                                                                                | Happy Together                                                                                | Happy Together                                                                                | Happy Together                                                                                | Happy Together                                                                                | Happy Together                                                                                | Happy Together                                                                                | Happy Together                                                                                | Happy Together                                                                                | Happy Together                                                                                | Happy Together                                                                                | Happy Together                                                                                | Happy Together                                                                                | Happy Together                                                                                | Happy Together                                                                                | Happy Together                                                                                | Happy Together                                                                                | Happy Together                                                                                | Happy Together                                                                                | Happy Together                                                                                | Happy Together                                                                                | Happy Together                                                                                | Happy Together                                                                                | Happy Together                                                                                | Happy Together                                                                                | Happy Together                                                                                | Happy Together                                                                                | Happy Together                                                                                | Happy Together                                                                                | Happy Together                                                                                | Happy Together                                                                                | Happy Together                                                                                | Happy Together                                                                                | Happy Together                                                                                | Happy Together                                                                                | Happy Together                                                                                | Happy Together                                                                                | Happy Together                                                                                | Happy Together                                                                                | Happy Together                                                                                | Happy Together                                                                                | Happy Together                                                                                | Happy Together                                                                                | Happy Together                                                                                | Happy Together                                                                                | Happy Together                                                                                | Happy Together                                                                                | Happy Together                                                                                | Happy Together                                                                                | Happy Together                                                                                | Happy Together                                                                                | Happy Together                                                                                | Happy Together                                                                                | Happy Together                                                                                | Happy Together                                                                                | Happy Together                                                                                | Happy Together                                                                                | Happy Together                                                                                | Happy Together                                                                                | Happy Together                                                                                | Happy Together                                                                                | Happy Together                                                                                | Happy Together                                                                                | Happy Together                                                                                | Happy Together                                                                                | Happy Together                                                                                | Happy Together                                                                                | Happy Together                                                                                | Happy Together                                                                                | Happy Together                                                                                | Happy Together                                                                                | Happy Together                                                                                | Happy Together                                                                                | Happy Together                                                                                | Happy Together                                                                                | Happy Together                                                                                | Happy Together                                                                                | Happy Together                                                                                | Happy Together                                                                                | Happy Together                                                                                | Happy Together                                                                                | Happy Together                                                                                | Happy Together                                                                                | Happy Together                                                                                | Happy Together                                                                                | Happy Together                                                                                | Happy Together                                                                                | The Turtles                                   | The Turtles                                   | The Turtles                                   | The Turtles                                   | The Turtles                                   | The Turtles                                   | The Turtles                                   | The Turtles                                   | The Turtles                                   | The Turtles                                   | The Turtles                                   | The Turtles                                   | The Turtles                                   | The Turtles                                   | The Turtles                                   | The Turtles                                   | The Turtles                                   | The Turtles                                   | The Turtles                                   | The Turtles                                   | The Turtles                                   | The Turtles                                   | The Turtles                                   | The Turtles                                   | The Turtles                                   | The Turtles                                   | The Turtles                                   | The Turtles                                   | The Turtles                                   | The Turtles                                   | The Turtles                                   | The Turtles                                   | The Turtles                                   | The Turtles                                   | The Turtles                                   | The Turtles                                   | The Turtles                                   | The Turtles                                   | The Turtles                                   | The Turtles                                   | The Turtles                                   | The Turtles                                   | The Turtles                                   | The Turtles                                   | The Turtles                                   | The Turtles                                   | The Turtles                                   | The Turtles                                   | The Turtles                                   | The Turtles                                   | The Turtles                                   | The Turtles                                   | The Turtles                                   | The Turtles                                   | The Turtles                                   | The Turtles                                   | The Turtles                                   | The Turtles                                   | The Turtles                                   | The Turtles                                   | The Turtles                                   | The Turtles                                   | The Turtles                                   | The Turtles                                   | The Turtles                                   | The Turtles                                   | The Turtles                                   | The Turtles                                   | The Turtles                                   | The Turtles                                   | The Turtles                                   | The Turtles                                   | The Turtles                                   | The Turtles                                   | The Turtles                                   | The Turtles                                   | The Turtles                                   | The Turtles                                   | The Turtles                                   | The Turtles                                   | The Turtles                                   | The Turtles                                   | The Turtles                                   | The Turtles                                   | The Turtles                                   | The Turtles                                   | The Turtles                                   | The Turtles                                   | The Turtles                                   | The Turtles                                   | The Turtles                                   | The Turtles                                   | The Turtles                                   | The Turtles                                   | The Turtles                                   | The Turtles                                   | The Turtles                                   | The Turtles                                   | The Turtles                                   | The Turtles                                   | 3       | 3       | 3       | 3       | 3       | 3       | 3       | 3       | 3       | 3       | 3       | 3       | 3       | 3       | 3       | 3       | 3       | 3       | 3       | 3       | 3       | 3       | 3       | 3       | 3       | 3       | 3       | 3       | 3       | 3       | 3       | 3       | 3       | 3       | 3       | 3       | 3       | 3       | 3       | 3       | 3       | 3       | 3       | 3       | 3       | 3       | 3       | 3       | 3       | 3       | 3       | 3       | 3       | 3       | 3       | 3       | 3       | 3       | 3       | 3       | 3       | 3       | 3       | 3       | 3       | 3       | 3       | 3       | 3       | 3       | 3       | 3       | 3       | 3       | 3       | 3       | 3       | 3       | 3       | 3       | 3       | 3       | 3       | 3       | 3       | 3       | 3       | 3       | 3       | 3       | 3       | 3       | 3       | 3       | 3       | 3       | 3       | 3       | 3       | 3       | Sauf     | Sauf     | Sauf     | Sauf     | Sauf     | Sauf     | Sauf     | Sauf     | Sauf     | Sauf     | Sauf     | Sauf     | Sauf     | Sauf     | Sauf     | Sauf     | Sauf     | Sauf     | Sauf     | Sauf     | Sauf     | Sauf     | Sauf     | Sauf     | Sauf     | Sauf     | Sauf     | Sauf     | Sauf     | Sauf     | Sauf     | Sauf     | Sauf     | Sauf     | Sauf     | Sauf     | Sauf     | Sauf     | Sauf     | Sauf     | Sauf     | Sauf     | Sauf     | Sauf     | Sauf     | Sauf     | Sauf     | Sauf     | Sauf     | Sauf     | Sauf     | Sauf     | Sauf     | Sauf     | Sauf     | Sauf     | Sauf     | Sauf     | Sauf     | Sauf     | Sauf     | Sauf     | Sauf     | Sauf     | Sauf     | Sauf     | Sauf     | Sauf     | Sauf     | Sauf     |
| Top 20 (10 Hommes) | Top 20 (10 Hommes) | Top 20 (10 Hommes) | Top 20 (10 Hommes) | Top 20 (10 Hommes) | Top 20 (10 Hommes) | Top 20 (10 Hommes) | Top 20 (10 Hommes) | Top 20 (10 Hommes) | Top 20 (10 Hommes) | Top 20 (10 Hommes) | Top 20 (10 Hommes) | Top 20 (10 Hommes) | Top 20 (10 Hommes) | Top 20 (10 Hommes) | Top 20 (10 Hommes) | Top 20 (10 Hommes) | Top 20 (10 Hommes) | Top 20 (10 Hommes) | Top 20 (10 Hommes) | Top 20 (10 Hommes) | Top 20 (10 Hommes) | Top 20 (10 Hommes) | Top 20 (10 Hommes) | Top 20 (10 Hommes) | Top 20 (10 Hommes) | Top 20 (10 Hommes) | Top 20 (10 Hommes) | Top 20 (10 Hommes) | Top 20 (10 Hommes) | Top 20 (10 Hommes) | Top 20 (10 Hommes) | Top 20 (10 Hommes) | Top 20 (10 Hommes) | Top 20 (10 Hommes) | Top 20 (10 Hommes) | Top 20 (10 Hommes) | Top 20 (10 Hommes) | Top 20 (10 Hommes) | Top 20 (10 Hommes) | Top 20 (10 Hommes) | Top 20 (10 Hommes) | Top 20 (10 Hommes) | Top 20 (10 Hommes) | Top 20 (10 Hommes) | Top 20 (10 Hommes) | Top 20 (10 Hommes) | Top 20 (10 Hommes) | Top 20 (10 Hommes) | Top 20 (10 Hommes) | Top 20 (10 Hommes) | Top 20 (10 Hommes) | Top 20 (10 Hommes) | Top 20 (10 Hommes) | Top 20 (10 Hommes) | Top 20 (10 Hommes) | Top 20 (10 Hommes) | Top 20 (10 Hommes) | Top 20 (10 Hommes) | Top 20 (10 Hommes) | Top 20 (10 Hommes) | Top 20 (10 Hommes) | Top 20 (10 Hommes) | Top 20 (10 Hommes) | Top 20 (10 Hommes) | Top 20 (10 Hommes) | Top 20 (10 Hommes) | Top 20 (10 Hommes) | Top 20 (10 Hommes) | Top 20 (10 Hommes) | Top 20 (10 Hommes) | Top 20 (10 Hommes) | Top 20 (10 Hommes) | Top 20 (10 Hommes) | Top 20 (10 Hommes) | Top 20 (10 Hommes) | Top 20 (10 Hommes) | Top 20 (10 Hommes) | Top 20 (10 Hommes) | Top 20 (10 Hommes) | Top 20 (10 Hommes) | Top 20 (10 Hommes) | Top 20 (10 Hommes) | Top 20 (10 Hommes) | Top 20 (10 Hommes) | Top 20 (10 Hommes) | Top 20 (10 Hommes) | Top 20 (10 Hommes) | Top 20 (10 Hommes) | Top 20 (10 Hommes) | Music history of the United States (1960s and 70s)\|1970s           | Music history of the United States (1960s and 70s)\|1970s           | Music history of the United States (1960s and 70s)\|1970s           | Music history of the United States (1960s and 70s)\|1970s           | Music history of the United States (1960s and 70s)\|1970s           | Music history of the United States (1960s and 70s)\|1970s           | Music history of the United States (1960s and 70s)\|1970s           | Music history of the United States (1960s and 70s)\|1970s           | Music history of the United States (1960s and 70s)\|1970s           | Music history of the United States (1960s and 70s)\|1970s           | Music history of the United States (1960s and 70s)\|1970s           | Music history of the United States (1960s and 70s)\|1970s           | Music history of the United States (1960s and 70s)\|1970s           | Music history of the United States (1960s and 70s)\|1970s           | Music history of the United States (1960s and 70s)\|1970s           | Music history of the United States (1960s and 70s)\|1970s           | Music history of the United States (1960s and 70s)\|1970s           | Music history of the United States (1960s and 70s)\|1970s           | Music history of the United States (1960s and 70s)\|1970s           | Music history of the United States (1960s and 70s)\|1970s           | Music history of the United States (1960s and 70s)\|1970s           | Music history of the United States (1960s and 70s)\|1970s           | Music history of the United States (1960s and 70s)\|1970s           | Music history of the United States (1960s and 70s)\|1970s           | Music history of the United States (1960s and 70s)\|1970s           | Music history of the United States (1960s and 70s)\|1970s           | Music history of the United States (1960s and 70s)\|1970s           | Music history of the United States (1960s and 70s)\|1970s           | Music history of the United States (1960s and 70s)\|1970s           | Music history of the United States (1960s and 70s)\|1970s           | Music history of the United States (1960s and 70s)\|1970s           | Music history of the United States (1960s and 70s)\|1970s           | Music history of the United States (1960s and 70s)\|1970s           | Music history of the United States (1960s and 70s)\|1970s           | Music history of the United States (1960s and 70s)\|1970s           | Music history of the United States (1960s and 70s)\|1970s           | Music history of the United States (1960s and 70s)\|1970s           | Music history of the United States (1960s and 70s)\|1970s           | Music history of the United States (1960s and 70s)\|1970s           | Music history of the United States (1960s and 70s)\|1970s           | Music history of the United States (1960s and 70s)\|1970s           | Music history of the United States (1960s and 70s)\|1970s           | Music history of the United States (1960s and 70s)\|1970s           | Music history of the United States (1960s and 70s)\|1970s           | Music history of the United States (1960s and 70s)\|1970s           | Music history of the United States (1960s and 70s)\|1970s           | Music history of the United States (1960s and 70s)\|1970s           | Music history of the United States (1960s and 70s)\|1970s           | Music history of the United States (1960s and 70s)\|1970s           | Music history of the United States (1960s and 70s)\|1970s           | Music history of the United States (1960s and 70s)\|1970s           | Music history of the United States (1960s and 70s)\|1970s           | Music history of the United States (1960s and 70s)\|1970s           | Music history of the United States (1960s and 70s)\|1970s           | Music history of the United States (1960s and 70s)\|1970s           | Music history of the United States (1960s and 70s)\|1970s           | Music history of the United States (1960s and 70s)\|1970s           | Music history of the United States (1960s and 70s)\|1970s           | Music history of the United States (1960s and 70s)\|1970s           | Music history of the United States (1960s and 70s)\|1970s           | Music history of the United States (1960s and 70s)\|1970s           | Music history of the United States (1960s and 70s)\|1970s           | Music history of the United States (1960s and 70s)\|1970s           | Music history of the United States (1960s and 70s)\|1970s           | Music history of the United States (1960s and 70s)\|1970s           | Music history of the United States (1960s and 70s)\|1970s           | Music history of the United States (1960s and 70s)\|1970s           | Music history of the United States (1960s and 70s)\|1970s           | Music history of the United States (1960s and 70s)\|1970s           | Music history of the United States (1960s and 70s)\|1970s           | Music history of the United States (1960s and 70s)\|1970s           | Music history of the United States (1960s and 70s)\|1970s           | Music history of the United States (1960s and 70s)\|1970s           | Music history of the United States (1960s and 70s)\|1970s           | Music history of the United States (1960s and 70s)\|1970s           | Music history of the United States (1960s and 70s)\|1970s           | Music history of the United States (1960s and 70s)\|1970s           | Music history of the United States (1960s and 70s)\|1970s           | Music history of the United States (1960s and 70s)\|1970s           | Music history of the United States (1960s and 70s)\|1970s           | Music history of the United States (1960s and 70s)\|1970s           | Music history of the United States (1960s and 70s)\|1970s           | Music history of the United States (1960s and 70s)\|1970s           | Music history of the United States (1960s and 70s)\|1970s           | Music history of the United States (1960s and 70s)\|1970s           | Music history of the United States (1960s and 70s)\|1970s           | Music history of the United States (1960s and 70s)\|1970s           | Music history of the United States (1960s and 70s)\|1970s           | Music history of the United States (1960s and 70s)\|1970s           | Music history of the United States (1960s and 70s)\|1970s           | Music history of the United States (1960s and 70s)\|1970s           | Music history of the United States (1960s and 70s)\|1970s           | Music history of the United States (1960s and 70s)\|1970s           | Music history of the United States (1960s and 70s)\|1970s           | Music history of the United States (1960s and 70s)\|1970s           | Music history of the United States (1960s and 70s)\|1970s           | Music history of the United States (1960s and 70s)\|1970s           | Music history of the United States (1960s and 70s)\|1970s           | Music history of the United States (1960s and 70s)\|1970s           | Music history of the United States (1960s and 70s)\|1970s           | All Right Now                                                                                 | All Right Now                                                                                 | All Right Now                                                                                 | All Right Now                                                                                 | All Right Now                                                                                 | All Right Now                                                                                 | All Right Now                                                                                 | All Right Now                                                                                 | All Right Now                                                                                 | All Right Now                                                                                 | All Right Now                                                                                 | All Right Now                                                                                 | All Right Now                                                                                 | All Right Now                                                                                 | All Right Now                                                                                 | All Right Now                                                                                 | All Right Now                                                                                 | All Right Now                                                                                 | All Right Now                                                                                 | All Right Now                                                                                 | All Right Now                                                                                 | All Right Now                                                                                 | All Right Now                                                                                 | All Right Now                                                                                 | All Right Now                                                                                 | All Right Now                                                                                 | All Right Now                                                                                 | All Right Now                                                                                 | All Right Now                                                                                 | All Right Now                                                                                 | All Right Now                                                                                 | All Right Now                                                                                 | All Right Now                                                                                 | All Right Now                                                                                 | All Right Now                                                                                 | All Right Now                                                                                 | All Right Now                                                                                 | All Right Now                                                                                 | All Right Now                                                                                 | All Right Now                                                                                 | All Right Now                                                                                 | All Right Now                                                                                 | All Right Now                                                                                 | All Right Now                                                                                 | All Right Now                                                                                 | All Right Now                                                                                 | All Right Now                                                                                 | All Right Now                                                                                 | All Right Now                                                                                 | All Right Now                                                                                 | All Right Now                                                                                 | All Right Now                                                                                 | All Right Now                                                                                 | All Right Now                                                                                 | All Right Now                                                                                 | All Right Now                                                                                 | All Right Now                                                                                 | All Right Now                                                                                 | All Right Now                                                                                 | All Right Now                                                                                 | All Right Now                                                                                 | All Right Now                                                                                 | All Right Now                                                                                 | All Right Now                                                                                 | All Right Now                                                                                 | All Right Now                                                                                 | All Right Now                                                                                 | All Right Now                                                                                 | All Right Now                                                                                 | All Right Now                                                                                 | All Right Now                                                                                 | All Right Now                                                                                 | All Right Now                                                                                 | All Right Now                                                                                 | All Right Now                                                                                 | All Right Now                                                                                 | All Right Now                                                                                 | All Right Now                                                                                 | All Right Now                                                                                 | All Right Now                                                                                 | All Right Now                                                                                 | All Right Now                                                                                 | All Right Now                                                                                 | All Right Now                                                                                 | All Right Now                                                                                 | All Right Now                                                                                 | All Right Now                                                                                 | All Right Now                                                                                 | All Right Now                                                                                 | All Right Now                                                                                 | All Right Now                                                                                 | All Right Now                                                                                 | All Right Now                                                                                 | All Right Now                                                                                 | All Right Now                                                                                 | All Right Now                                                                                 | All Right Now                                                                                 | All Right Now                                                                                 | All Right Now                                                                                 | All Right Now                                                                                 | All Right Now                                                                                 | All Right Now                                                                                 | All Right Now                                                                                 | All Right Now                                                                                 | All Right Now                                                                                 | All Right Now                                                                                 | All Right Now                                                                                 | All Right Now                                                                                 | All Right Now                                                                                 | All Right Now                                                                                 | All Right Now                                                                                 | All Right Now                                                                                 | All Right Now                                                                                 | All Right Now                                                                                 | All Right Now                                                                                 | All Right Now                                                                                 | All Right Now                                                                                 | All Right Now                                                                                 | All Right Now                                                                                 | All Right Now                                                                                 | All Right Now                                                                                 | All Right Now                                                                                 | All Right Now                                                                                 | All Right Now                                                                                 | All Right Now                                                                                 | All Right Now                                                                                 | All Right Now                                                                                 | All Right Now                                                                                 | All Right Now                                                                                 | All Right Now                                                                                 | Free                                          | Free                                          | Free                                          | Free                                          | Free                                          | Free                                          | Free                                          | Free                                          | Free                                          | Free                                          | Free                                          | Free                                          | Free                                          | Free                                          | Free                                          | Free                                          | Free                                          | Free                                          | Free                                          | Free                                          | Free                                          | Free                                          | Free                                          | Free                                          | Free                                          | Free                                          | Free                                          | Free                                          | Free                                          | Free                                          | Free                                          | Free                                          | Free                                          | Free                                          | Free                                          | Free                                          | Free                                          | Free                                          | Free                                          | Free                                          | Free                                          | Free                                          | Free                                          | Free                                          | Free                                          | Free                                          | Free                                          | Free                                          | Free                                          | Free                                          | Free                                          | Free                                          | Free                                          | Free                                          | Free                                          | Free                                          | Free                                          | Free                                          | Free                                          | Free                                          | Free                                          | Free                                          | Free                                          | Free                                          | Free                                          | Free                                          | Free                                          | Free                                          | Free                                          | Free                                          | Free                                          | Free                                          | Free                                          | Free                                          | Free                                          | Free                                          | Free                                          | Free                                          | Free                                          | Free                                          | Free                                          | Free                                          | Free                                          | Free                                          | Free                                          | Free                                          | Free                                          | Free                                          | Free                                          | Free                                          | Free                                          | Free                                          | Free                                          | Free                                          | Free                                          | Free                                          | Free                                          | Free                                          | Free                                          | Free                                          | 9       | 9       | 9       | 9       | 9       | 9       | 9       | 9       | 9       | 9       | 9       | 9       | 9       | 9       | 9       | 9       | 9       | 9       | 9       | 9       | 9       | 9       | 9       | 9       | 9       | 9       | 9       | 9       | 9       | 9       | 9       | 9       | 9       | 9       | 9       | 9       | 9       | 9       | 9       | 9       | 9       | 9       | 9       | 9       | 9       | 9       | 9       | 9       | 9       | 9       | 9       | 9       | 9       | 9       | 9       | 9       | 9       | 9       | 9       | 9       | 9       | 9       | 9       | 9       | 9       | 9       | 9       | 9       | 9       | 9       | 9       | 9       | 9       | 9       | 9       | 9       | 9       | 9       | 9       | 9       | 9       | 9       | 9       | 9       | 9       | 9       | 9       | 9       | 9       | 9       | 9       | 9       | 9       | 9       | 9       | 9       | 9       | 9       | 9       | 9       | Sauf     | Sauf     | Sauf     | Sauf     | Sauf     | Sauf     | Sauf     | Sauf     | Sauf     | Sauf     | Sauf     | Sauf     | Sauf     | Sauf     | Sauf     | Sauf     | Sauf     | Sauf     | Sauf     | Sauf     | Sauf     | Sauf     | Sauf     | Sauf     | Sauf     | Sauf     | Sauf     | Sauf     | Sauf     | Sauf     | Sauf     | Sauf     | Sauf     | Sauf     | Sauf     | Sauf     | Sauf     | Sauf     | Sauf     | Sauf     | Sauf     | Sauf     | Sauf     | Sauf     | Sauf     | Sauf     | Sauf     | Sauf     | Sauf     | Sauf     | Sauf     | Sauf     | Sauf     | Sauf     | Sauf     | Sauf     | Sauf     | Sauf     | Sauf     | Sauf     | Sauf     | Sauf     | Sauf     | Sauf     | Sauf     | Sauf     | Sauf     | Sauf     | Sauf     | Sauf     |
| Top 16 (8 Hommes)  | Top 16 (8 Hommes)  | Top 16 (8 Hommes)  | Top 16 (8 Hommes)  | Top 16 (8 Hommes)  | Top 16 (8 Hommes)  | Top 16 (8 Hommes)  | Top 16 (8 Hommes)  | Top 16 (8 Hommes)  | Top 16 (8 Hommes)  | Top 16 (8 Hommes)  | Top 16 (8 Hommes)  | Top 16 (8 Hommes)  | Top 16 (8 Hommes)  | Top 16 (8 Hommes)  | Top 16 (8 Hommes)  | Top 16 (8 Hommes)  | Top 16 (8 Hommes)  | Top 16 (8 Hommes)  | Top 16 (8 Hommes)  | Top 16 (8 Hommes)  | Top 16 (8 Hommes)  | Top 16 (8 Hommes)  | Top 16 (8 Hommes)  | Top 16 (8 Hommes)  | Top 16 (8 Hommes)  | Top 16 (8 Hommes)  | Top 16 (8 Hommes)  | Top 16 (8 Hommes)  | Top 16 (8 Hommes)  | Top 16 (8 Hommes)  | Top 16 (8 Hommes)  | Top 16 (8 Hommes)  | Top 16 (8 Hommes)  | Top 16 (8 Hommes)  | Top 16 (8 Hommes)  | Top 16 (8 Hommes)  | Top 16 (8 Hommes)  | Top 16 (8 Hommes)  | Top 16 (8 Hommes)  | Top 16 (8 Hommes)  | Top 16 (8 Hommes)  | Top 16 (8 Hommes)  | Top 16 (8 Hommes)  | Top 16 (8 Hommes)  | Top 16 (8 Hommes)  | Top 16 (8 Hommes)  | Top 16 (8 Hommes)  | Top 16 (8 Hommes)  | Top 16 (8 Hommes)  | Top 16 (8 Hommes)  | Top 16 (8 Hommes)  | Top 16 (8 Hommes)  | Top 16 (8 Hommes)  | Top 16 (8 Hommes)  | Top 16 (8 Hommes)  | Top 16 (8 Hommes)  | Top 16 (8 Hommes)  | Top 16 (8 Hommes)  | Top 16 (8 Hommes)  | Top 16 (8 Hommes)  | Top 16 (8 Hommes)  | Top 16 (8 Hommes)  | Top 16 (8 Hommes)  | Top 16 (8 Hommes)  | Top 16 (8 Hommes)  | Top 16 (8 Hommes)  | Top 16 (8 Hommes)  | Top 16 (8 Hommes)  | Top 16 (8 Hommes)  | Top 16 (8 Hommes)  | Top 16 (8 Hommes)  | Top 16 (8 Hommes)  | Top 16 (8 Hommes)  | Top 16 (8 Hommes)  | Top 16 (8 Hommes)  | Top 16 (8 Hommes)  | Top 16 (8 Hommes)  | Top 16 (8 Hommes)  | Top 16 (8 Hommes)  | Top 16 (8 Hommes)  | Top 16 (8 Hommes)  | Top 16 (8 Hommes)  | Top 16 (8 Hommes)  | Top 16 (8 Hommes)  | Top 16 (8 Hommes)  | Top 16 (8 Hommes)  | Top 16 (8 Hommes)  | Top 16 (8 Hommes)  | Top 16 (8 Hommes)  | Music history of the United States (1980s to the present)\|1980s    | Music history of the United States (1980s to the present)\|1980s    | Music history of the United States (1980s to the present)\|1980s    | Music history of the United States (1980s to the present)\|1980s    | Music history of the United States (1980s to the present)\|1980s    | Music history of the United States (1980s to the present)\|1980s    | Music history of the United States (1980s to the present)\|1980s    | Music history of the United States (1980s to the present)\|1980s    | Music history of the United States (1980s to the present)\|1980s    | Music history of the United States (1980s to the present)\|1980s    | Music history of the United States (1980s to the present)\|1980s    | Music history of the United States (1980s to the present)\|1980s    | Music history of the United States (1980s to the present)\|1980s    | Music history of the United States (1980s to the present)\|1980s    | Music history of the United States (1980s to the present)\|1980s    | Music history of the United States (1980s to the present)\|1980s    | Music history of the United States (1980s to the present)\|1980s    | Music history of the United States (1980s to the present)\|1980s    | Music history of the United States (1980s to the present)\|1980s    | Music history of the United States (1980s to the present)\|1980s    | Music history of the United States (1980s to the present)\|1980s    | Music history of the United States (1980s to the present)\|1980s    | Music history of the United States (1980s to the present)\|1980s    | Music history of the United States (1980s to the present)\|1980s    | Music history of the United States (1980s to the present)\|1980s    | Music history of the United States (1980s to the present)\|1980s    | Music history of the United States (1980s to the present)\|1980s    | Music history of the United States (1980s to the present)\|1980s    | Music history of the United States (1980s to the present)\|1980s    | Music history of the United States (1980s to the present)\|1980s    | Music history of the United States (1980s to the present)\|1980s    | Music history of the United States (1980s to the present)\|1980s    | Music history of the United States (1980s to the present)\|1980s    | Music history of the United States (1980s to the present)\|1980s    | Music history of the United States (1980s to the present)\|1980s    | Music history of the United States (1980s to the present)\|1980s    | Music history of the United States (1980s to the present)\|1980s    | Music history of the United States (1980s to the present)\|1980s    | Music history of the United States (1980s to the present)\|1980s    | Music history of the United States (1980s to the present)\|1980s    | Music history of the United States (1980s to the present)\|1980s    | Music history of the United States (1980s to the present)\|1980s    | Music history of the United States (1980s to the present)\|1980s    | Music history of the United States (1980s to the present)\|1980s    | Music history of the United States (1980s to the present)\|1980s    | Music history of the United States (1980s to the present)\|1980s    | Music history of the United States (1980s to the present)\|1980s    | Music history of the United States (1980s to the present)\|1980s    | Music history of the United States (1980s to the present)\|1980s    | Music history of the United States (1980s to the present)\|1980s    | Music history of the United States (1980s to the present)\|1980s    | Music history of the United States (1980s to the present)\|1980s    | Music history of the United States (1980s to the present)\|1980s    | Music history of the United States (1980s to the present)\|1980s    | Music history of the United States (1980s to the present)\|1980s    | Music history of the United States (1980s to the present)\|1980s    | Music history of the United States (1980s to the present)\|1980s    | Music history of the United States (1980s to the present)\|1980s    | Music history of the United States (1980s to the present)\|1980s    | Music history of the United States (1980s to the present)\|1980s    | Music history of the United States (1980s to the present)\|1980s    | Music history of the United States (1980s to the present)\|1980s    | Music history of the United States (1980s to the present)\|1980s    | Music history of the United States (1980s to the present)\|1980s    | Music history of the United States (1980s to the present)\|1980s    | Music history of the United States (1980s to the present)\|1980s    | Music history of the United States (1980s to the present)\|1980s    | Music history of the United States (1980s to the present)\|1980s    | Music history of the United States (1980s to the present)\|1980s    | Music history of the United States (1980s to the present)\|1980s    | Music history of the United States (1980s to the present)\|1980s    | Music history of the United States (1980s to the present)\|1980s    | Music history of the United States (1980s to the present)\|1980s    | Music history of the United States (1980s to the present)\|1980s    | Music history of the United States (1980s to the present)\|1980s    | Music history of the United States (1980s to the present)\|1980s    | Music history of the United States (1980s to the present)\|1980s    | Music history of the United States (1980s to the present)\|1980s    | Music history of the United States (1980s to the present)\|1980s    | Music history of the United States (1980s to the present)\|1980s    | Music history of the United States (1980s to the present)\|1980s    | Music history of the United States (1980s to the present)\|1980s    | Music history of the United States (1980s to the present)\|1980s    | Music history of the United States (1980s to the present)\|1980s    | Music history of the United States (1980s to the present)\|1980s    | Music history of the United States (1980s to the present)\|1980s    | Music history of the United States (1980s to the present)\|1980s    | Music history of the United States (1980s to the present)\|1980s    | Music history of the United States (1980s to the present)\|1980s    | Music history of the United States (1980s to the present)\|1980s    | Music history of the United States (1980s to the present)\|1980s    | Music history of the United States (1980s to the present)\|1980s    | Music history of the United States (1980s to the present)\|1980s    | Music history of the United States (1980s to the present)\|1980s    | Music history of the United States (1980s to the present)\|1980s    | Music history of the United States (1980s to the present)\|1980s    | Music history of the United States (1980s to the present)\|1980s    | Music history of the United States (1980s to the present)\|1980s    | Music history of the United States (1980s to the present)\|1980s    | Music history of the United States (1980s to the present)\|1980s    | Hello                                                                                         | Hello                                                                                         | Hello                                                                                         | Hello                                                                                         | Hello                                                                                         | Hello                                                                                         | Hello                                                                                         | Hello                                                                                         | Hello                                                                                         | Hello                                                                                         | Hello                                                                                         | Hello                                                                                         | Hello                                                                                         | Hello                                                                                         | Hello                                                                                         | Hello                                                                                         | Hello                                                                                         | Hello                                                                                         | Hello                                                                                         | Hello                                                                                         | Hello                                                                                         | Hello                                                                                         | Hello                                                                                         | Hello                                                                                         | Hello                                                                                         | Hello                                                                                         | Hello                                                                                         | Hello                                                                                         | Hello                                                                                         | Hello                                                                                         | Hello                                                                                         | Hello                                                                                         | Hello                                                                                         | Hello                                                                                         | Hello                                                                                         | Hello                                                                                         | Hello                                                                                         | Hello                                                                                         | Hello                                                                                         | Hello                                                                                         | Hello                                                                                         | Hello                                                                                         | Hello                                                                                         | Hello                                                                                         | Hello                                                                                         | Hello                                                                                         | Hello                                                                                         | Hello                                                                                         | Hello                                                                                         | Hello                                                                                         | Hello                                                                                         | Hello                                                                                         | Hello                                                                                         | Hello                                                                                         | Hello                                                                                         | Hello                                                                                         | Hello                                                                                         | Hello                                                                                         | Hello                                                                                         | Hello                                                                                         | Hello                                                                                         | Hello                                                                                         | Hello                                                                                         | Hello                                                                                         | Hello                                                                                         | Hello                                                                                         | Hello                                                                                         | Hello                                                                                         | Hello                                                                                         | Hello                                                                                         | Hello                                                                                         | Hello                                                                                         | Hello                                                                                         | Hello                                                                                         | Hello                                                                                         | Hello                                                                                         | Hello                                                                                         | Hello                                                                                         | Hello                                                                                         | Hello                                                                                         | Hello                                                                                         | Hello                                                                                         | Hello                                                                                         | Hello                                                                                         | Hello                                                                                         | Hello                                                                                         | Hello                                                                                         | Hello                                                                                         | Hello                                                                                         | Hello                                                                                         | Hello                                                                                         | Hello                                                                                         | Hello                                                                                         | Hello                                                                                         | Hello                                                                                         | Hello                                                                                         | Hello                                                                                         | Hello                                                                                         | Hello                                                                                         | Hello                                                                                         | Hello                                                                                         | Hello                                                                                         | Hello                                                                                         | Hello                                                                                         | Hello                                                                                         | Hello                                                                                         | Hello                                                                                         | Hello                                                                                         | Hello                                                                                         | Hello                                                                                         | Hello                                                                                         | Hello                                                                                         | Hello                                                                                         | Hello                                                                                         | Hello                                                                                         | Hello                                                                                         | Hello                                                                                         | Hello                                                                                         | Hello                                                                                         | Hello                                                                                         | Hello                                                                                         | Hello                                                                                         | Hello                                                                                         | Hello                                                                                         | Hello                                                                                         | Hello                                                                                         | Hello                                                                                         | Hello                                                                                         | Hello                                                                                         | Hello                                                                                         | Lionel Richie                                 | Lionel Richie                                 | Lionel Richie                                 | Lionel Richie                                 | Lionel Richie                                 | Lionel Richie                                 | Lionel Richie                                 | Lionel Richie                                 | Lionel Richie                                 | Lionel Richie                                 | Lionel Richie                                 | Lionel Richie                                 | Lionel Richie                                 | Lionel Richie                                 | Lionel Richie                                 | Lionel Richie                                 | Lionel Richie                                 | Lionel Richie                                 | Lionel Richie                                 | Lionel Richie                                 | Lionel Richie                                 | Lionel Richie                                 | Lionel Richie                                 | Lionel Richie                                 | Lionel Richie                                 | Lionel Richie                                 | Lionel Richie                                 | Lionel Richie                                 | Lionel Richie                                 | Lionel Richie                                 | Lionel Richie                                 | Lionel Richie                                 | Lionel Richie                                 | Lionel Richie                                 | Lionel Richie                                 | Lionel Richie                                 | Lionel Richie                                 | Lionel Richie                                 | Lionel Richie                                 | Lionel Richie                                 | Lionel Richie                                 | Lionel Richie                                 | Lionel Richie                                 | Lionel Richie                                 | Lionel Richie                                 | Lionel Richie                                 | Lionel Richie                                 | Lionel Richie                                 | Lionel Richie                                 | Lionel Richie                                 | Lionel Richie                                 | Lionel Richie                                 | Lionel Richie                                 | Lionel Richie                                 | Lionel Richie                                 | Lionel Richie                                 | Lionel Richie                                 | Lionel Richie                                 | Lionel Richie                                 | Lionel Richie                                 | Lionel Richie                                 | Lionel Richie                                 | Lionel Richie                                 | Lionel Richie                                 | Lionel Richie                                 | Lionel Richie                                 | Lionel Richie                                 | Lionel Richie                                 | Lionel Richie                                 | Lionel Richie                                 | Lionel Richie                                 | Lionel Richie                                 | Lionel Richie                                 | Lionel Richie                                 | Lionel Richie                                 | Lionel Richie                                 | Lionel Richie                                 | Lionel Richie                                 | Lionel Richie                                 | Lionel Richie                                 | Lionel Richie                                 | Lionel Richie                                 | Lionel Richie                                 | Lionel Richie                                 | Lionel Richie                                 | Lionel Richie                                 | Lionel Richie                                 | Lionel Richie                                 | Lionel Richie                                 | Lionel Richie                                 | Lionel Richie                                 | Lionel Richie                                 | Lionel Richie                                 | Lionel Richie                                 | Lionel Richie                                 | Lionel Richie                                 | Lionel Richie                                 | Lionel Richie                                 | Lionel Richie                                 | Lionel Richie                                 | 6       | 6       | 6       | 6       | 6       | 6       | 6       | 6       | 6       | 6       | 6       | 6       | 6       | 6       | 6       | 6       | 6       | 6       | 6       | 6       | 6       | 6       | 6       | 6       | 6       | 6       | 6       | 6       | 6       | 6       | 6       | 6       | 6       | 6       | 6       | 6       | 6       | 6       | 6       | 6       | 6       | 6       | 6       | 6       | 6       | 6       | 6       | 6       | 6       | 6       | 6       | 6       | 6       | 6       | 6       | 6       | 6       | 6       | 6       | 6       | 6       | 6       | 6       | 6       | 6       | 6       | 6       | 6       | 6       | 6       | 6       | 6       | 6       | 6       | 6       | 6       | 6       | 6       | 6       | 6       | 6       | 6       | 6       | 6       | 6       | 6       | 6       | 6       | 6       | 6       | 6       | 6       | 6       | 6       | 6       | 6       | 6       | 6       | 6       | 6       | Sauf     | Sauf     | Sauf     | Sauf     | Sauf     | Sauf     | Sauf     | Sauf     | Sauf     | Sauf     | Sauf     | Sauf     | Sauf     | Sauf     | Sauf     | Sauf     | Sauf     | Sauf     | Sauf     | Sauf     | Sauf     | Sauf     | Sauf     | Sauf     | Sauf     | Sauf     | Sauf     | Sauf     | Sauf     | Sauf     | Sauf     | Sauf     | Sauf     | Sauf     | Sauf     | Sauf     | Sauf     | Sauf     | Sauf     | Sauf     | Sauf     | Sauf     | Sauf     | Sauf     | Sauf     | Sauf     | Sauf     | Sauf     | Sauf     | Sauf     | Sauf     | Sauf     | Sauf     | Sauf     | Sauf     | Sauf     | Sauf     | Sauf     | Sauf     | Sauf     | Sauf     | Sauf     | Sauf     | Sauf     | Sauf     | Sauf     | Sauf     | Sauf     | Sauf     | Sauf     |
| Top 12             | Top 12             | Top 12             | Top 12             | Top 12             | Top 12             | Top 12             | Top 12             | Top 12             | Top 12             | Top 12             | Top 12             | Top 12             | Top 12             | Top 12             | Top 12             | Top 12             | Top 12             | Top 12             | Top 12             | Top 12             | Top 12             | Top 12             | Top 12             | Top 12             | Top 12             | Top 12             | Top 12             | Top 12             | Top 12             | Top 12             | Top 12             | Top 12             | Top 12             | Top 12             | Top 12             | Top 12             | Top 12             | Top 12             | Top 12             | Top 12             | Top 12             | Top 12             | Top 12             | Top 12             | Top 12             | Top 12             | Top 12             | Top 12             | Top 12             | Top 12             | Top 12             | Top 12             | Top 12             | Top 12             | Top 12             | Top 12             | Top 12             | Top 12             | Top 12             | Top 12             | Top 12             | Top 12             | Top 12             | Top 12             | Top 12             | Top 12             | Top 12             | Top 12             | Top 12             | Top 12             | Top 12             | Top 12             | Top 12             | Top 12             | Top 12             | Top 12             | Top 12             | Top 12             | Top 12             | Top 12             | Top 12             | Top 12             | Top 12             | Top 12             | Top 12             | Top 12             | Top 12             | Top 12             | Top 12             | Lennon/McCartney                                                    | Lennon/McCartney                                                    | Lennon/McCartney                                                    | Lennon/McCartney                                                    | Lennon/McCartney                                                    | Lennon/McCartney                                                    | Lennon/McCartney                                                    | Lennon/McCartney                                                    | Lennon/McCartney                                                    | Lennon/McCartney                                                    | Lennon/McCartney                                                    | Lennon/McCartney                                                    | Lennon/McCartney                                                    | Lennon/McCartney                                                    | Lennon/McCartney                                                    | Lennon/McCartney                                                    | Lennon/McCartney                                                    | Lennon/McCartney                                                    | Lennon/McCartney                                                    | Lennon/McCartney                                                    | Lennon/McCartney                                                    | Lennon/McCartney                                                    | Lennon/McCartney                                                    | Lennon/McCartney                                                    | Lennon/McCartney                                                    | Lennon/McCartney                                                    | Lennon/McCartney                                                    | Lennon/McCartney                                                    | Lennon/McCartney                                                    | Lennon/McCartney                                                    | Lennon/McCartney                                                    | Lennon/McCartney                                                    | Lennon/McCartney                                                    | Lennon/McCartney                                                    | Lennon/McCartney                                                    | Lennon/McCartney                                                    | Lennon/McCartney                                                    | Lennon/McCartney                                                    | Lennon/McCartney                                                    | Lennon/McCartney                                                    | Lennon/McCartney                                                    | Lennon/McCartney                                                    | Lennon/McCartney                                                    | Lennon/McCartney                                                    | Lennon/McCartney                                                    | Lennon/McCartney                                                    | Lennon/McCartney                                                    | Lennon/McCartney                                                    | Lennon/McCartney                                                    | Lennon/McCartney                                                    | Lennon/McCartney                                                    | Lennon/McCartney                                                    | Lennon/McCartney                                                    | Lennon/McCartney                                                    | Lennon/McCartney                                                    | Lennon/McCartney                                                    | Lennon/McCartney                                                    | Lennon/McCartney                                                    | Lennon/McCartney                                                    | Lennon/McCartney                                                    | Lennon/McCartney                                                    | Lennon/McCartney                                                    | Lennon/McCartney                                                    | Lennon/McCartney                                                    | Lennon/McCartney                                                    | Lennon/McCartney                                                    | Lennon/McCartney                                                    | Lennon/McCartney                                                    | Lennon/McCartney                                                    | Lennon/McCartney                                                    | Lennon/McCartney                                                    | Lennon/McCartney                                                    | Lennon/McCartney                                                    | Lennon/McCartney                                                    | Lennon/McCartney                                                    | Lennon/McCartney                                                    | Lennon/McCartney                                                    | Lennon/McCartney                                                    | Lennon/McCartney                                                    | Lennon/McCartney                                                    | Lennon/McCartney                                                    | Lennon/McCartney                                                    | Lennon/McCartney                                                    | Lennon/McCartney                                                    | Lennon/McCartney                                                    | Lennon/McCartney                                                    | Lennon/McCartney                                                    | Lennon/McCartney                                                    | Lennon/McCartney                                                    | Lennon/McCartney                                                    | Lennon/McCartney                                                    | Lennon/McCartney                                                    | Lennon/McCartney                                                    | Lennon/McCartney                                                    | Lennon/McCartney                                                    | Lennon/McCartney                                                    | Lennon/McCartney                                                    | Lennon/McCartney                                                    | Lennon/McCartney                                                    | Lennon/McCartney                                                    | Eleanor Rigby                                                                                 | Eleanor Rigby                                                                                 | Eleanor Rigby                                                                                 | Eleanor Rigby                                                                                 | Eleanor Rigby                                                                                 | Eleanor Rigby                                                                                 | Eleanor Rigby                                                                                 | Eleanor Rigby                                                                                 | Eleanor Rigby                                                                                 | Eleanor Rigby                                                                                 | Eleanor Rigby                                                                                 | Eleanor Rigby                                                                                 | Eleanor Rigby                                                                                 | Eleanor Rigby                                                                                 | Eleanor Rigby                                                                                 | Eleanor Rigby                                                                                 | Eleanor Rigby                                                                                 | Eleanor Rigby                                                                                 | Eleanor Rigby                                                                                 | Eleanor Rigby                                                                                 | Eleanor Rigby                                                                                 | Eleanor Rigby                                                                                 | Eleanor Rigby                                                                                 | Eleanor Rigby                                                                                 | Eleanor Rigby                                                                                 | Eleanor Rigby                                                                                 | Eleanor Rigby                                                                                 | Eleanor Rigby                                                                                 | Eleanor Rigby                                                                                 | Eleanor Rigby                                                                                 | Eleanor Rigby                                                                                 | Eleanor Rigby                                                                                 | Eleanor Rigby                                                                                 | Eleanor Rigby                                                                                 | Eleanor Rigby                                                                                 | Eleanor Rigby                                                                                 | Eleanor Rigby                                                                                 | Eleanor Rigby                                                                                 | Eleanor Rigby                                                                                 | Eleanor Rigby                                                                                 | Eleanor Rigby                                                                                 | Eleanor Rigby                                                                                 | Eleanor Rigby                                                                                 | Eleanor Rigby                                                                                 | Eleanor Rigby                                                                                 | Eleanor Rigby                                                                                 | Eleanor Rigby                                                                                 | Eleanor Rigby                                                                                 | Eleanor Rigby                                                                                 | Eleanor Rigby                                                                                 | Eleanor Rigby                                                                                 | Eleanor Rigby                                                                                 | Eleanor Rigby                                                                                 | Eleanor Rigby                                                                                 | Eleanor Rigby                                                                                 | Eleanor Rigby                                                                                 | Eleanor Rigby                                                                                 | Eleanor Rigby                                                                                 | Eleanor Rigby                                                                                 | Eleanor Rigby                                                                                 | Eleanor Rigby                                                                                 | Eleanor Rigby                                                                                 | Eleanor Rigby                                                                                 | Eleanor Rigby                                                                                 | Eleanor Rigby                                                                                 | Eleanor Rigby                                                                                 | Eleanor Rigby                                                                                 | Eleanor Rigby                                                                                 | Eleanor Rigby                                                                                 | Eleanor Rigby                                                                                 | Eleanor Rigby                                                                                 | Eleanor Rigby                                                                                 | Eleanor Rigby                                                                                 | Eleanor Rigby                                                                                 | Eleanor Rigby                                                                                 | Eleanor Rigby                                                                                 | Eleanor Rigby                                                                                 | Eleanor Rigby                                                                                 | Eleanor Rigby                                                                                 | Eleanor Rigby                                                                                 | Eleanor Rigby                                                                                 | Eleanor Rigby                                                                                 | Eleanor Rigby                                                                                 | Eleanor Rigby                                                                                 | Eleanor Rigby                                                                                 | Eleanor Rigby                                                                                 | Eleanor Rigby                                                                                 | Eleanor Rigby                                                                                 | Eleanor Rigby                                                                                 | Eleanor Rigby                                                                                 | Eleanor Rigby                                                                                 | Eleanor Rigby                                                                                 | Eleanor Rigby                                                                                 | Eleanor Rigby                                                                                 | Eleanor Rigby                                                                                 | Eleanor Rigby                                                                                 | Eleanor Rigby                                                                                 | Eleanor Rigby                                                                                 | Eleanor Rigby                                                                                 | Eleanor Rigby                                                                                 | Eleanor Rigby                                                                                 | Eleanor Rigby                                                                                 | Eleanor Rigby                                                                                 | Eleanor Rigby                                                                                 | Eleanor Rigby                                                                                 | Eleanor Rigby                                                                                 | Eleanor Rigby                                                                                 | Eleanor Rigby                                                                                 | Eleanor Rigby                                                                                 | Eleanor Rigby                                                                                 | Eleanor Rigby                                                                                 | Eleanor Rigby                                                                                 | Eleanor Rigby                                                                                 | Eleanor Rigby                                                                                 | Eleanor Rigby                                                                                 | Eleanor Rigby                                                                                 | Eleanor Rigby                                                                                 | Eleanor Rigby                                                                                 | Eleanor Rigby                                                                                 | Eleanor Rigby                                                                                 | Eleanor Rigby                                                                                 | Eleanor Rigby                                                                                 | Eleanor Rigby                                                                                 | Eleanor Rigby                                                                                 | Eleanor Rigby                                                                                 | Eleanor Rigby                                                                                 | Eleanor Rigby                                                                                 | Eleanor Rigby                                                                                 | Eleanor Rigby                                                                                 | Eleanor Rigby                                                                                 | The Beatles                                   | The Beatles                                   | The Beatles                                   | The Beatles                                   | The Beatles                                   | The Beatles                                   | The Beatles                                   | The Beatles                                   | The Beatles                                   | The Beatles                                   | The Beatles                                   | The Beatles                                   | The Beatles                                   | The Beatles                                   | The Beatles                                   | The Beatles                                   | The Beatles                                   | The Beatles                                   | The Beatles                                   | The Beatles                                   | The Beatles                                   | The Beatles                                   | The Beatles                                   | The Beatles                                   | The Beatles                                   | The Beatles                                   | The Beatles                                   | The Beatles                                   | The Beatles                                   | The Beatles                                   | The Beatles                                   | The Beatles                                   | The Beatles                                   | The Beatles                                   | The Beatles                                   | The Beatles                                   | The Beatles                                   | The Beatles                                   | The Beatles                                   | The Beatles                                   | The Beatles                                   | The Beatles                                   | The Beatles                                   | The Beatles                                   | The Beatles                                   | The Beatles                                   | The Beatles                                   | The Beatles                                   | The Beatles                                   | The Beatles                                   | The Beatles                                   | The Beatles                                   | The Beatles                                   | The Beatles                                   | The Beatles                                   | The Beatles                                   | The Beatles                                   | The Beatles                                   | The Beatles                                   | The Beatles                                   | The Beatles                                   | The Beatles                                   | The Beatles                                   | The Beatles                                   | The Beatles                                   | The Beatles                                   | The Beatles                                   | The Beatles                                   | The Beatles                                   | The Beatles                                   | The Beatles                                   | The Beatles                                   | The Beatles                                   | The Beatles                                   | The Beatles                                   | The Beatles                                   | The Beatles                                   | The Beatles                                   | The Beatles                                   | The Beatles                                   | The Beatles                                   | The Beatles                                   | The Beatles                                   | The Beatles                                   | The Beatles                                   | The Beatles                                   | The Beatles                                   | The Beatles                                   | The Beatles                                   | The Beatles                                   | The Beatles                                   | The Beatles                                   | The Beatles                                   | The Beatles                                   | The Beatles                                   | The Beatles                                   | The Beatles                                   | The Beatles                                   | The Beatles                                   | The Beatles                                   | 6       | 6       | 6       | 6       | 6       | 6       | 6       | 6       | 6       | 6       | 6       | 6       | 6       | 6       | 6       | 6       | 6       | 6       | 6       | 6       | 6       | 6       | 6       | 6       | 6       | 6       | 6       | 6       | 6       | 6       | 6       | 6       | 6       | 6       | 6       | 6       | 6       | 6       | 6       | 6       | 6       | 6       | 6       | 6       | 6       | 6       | 6       | 6       | 6       | 6       | 6       | 6       | 6       | 6       | 6       | 6       | 6       | 6       | 6       | 6       | 6       | 6       | 6       | 6       | 6       | 6       | 6       | 6       | 6       | 6       | 6       | 6       | 6       | 6       | 6       | 6       | 6       | 6       | 6       | 6       | 6       | 6       | 6       | 6       | 6       | 6       | 6       | 6       | 6       | 6       | 6       | 6       | 6       | 6       | 6       | 6       | 6       | 6       | 6       | 6       | Sauf     | Sauf     | Sauf     | Sauf     | Sauf     | Sauf     | Sauf     | Sauf     | Sauf     | Sauf     | Sauf     | Sauf     | Sauf     | Sauf     | Sauf     | Sauf     | Sauf     | Sauf     | Sauf     | Sauf     | Sauf     | Sauf     | Sauf     | Sauf     | Sauf     | Sauf     | Sauf     | Sauf     | Sauf     | Sauf     | Sauf     | Sauf     | Sauf     | Sauf     | Sauf     | Sauf     | Sauf     | Sauf     | Sauf     | Sauf     | Sauf     | Sauf     | Sauf     | Sauf     | Sauf     | Sauf     | Sauf     | Sauf     | Sauf     | Sauf     | Sauf     | Sauf     | Sauf     | Sauf     | Sauf     | Sauf     | Sauf     | Sauf     | Sauf     | Sauf     | Sauf     | Sauf     | Sauf     | Sauf     | Sauf     | Sauf     | Sauf     | Sauf     | Sauf     | Sauf     |
| Top 11             | Top 11             | Top 11             | Top 11             | Top 11             | Top 11             | Top 11             | Top 11             | Top 11             | Top 11             | Top 11             | Top 11             | Top 11             | Top 11             | Top 11             | Top 11             | Top 11             | Top 11             | Top 11             | Top 11             | Top 11             | Top 11             | Top 11             | Top 11             | Top 11             | Top 11             | Top 11             | Top 11             | Top 11             | Top 11             | Top 11             | Top 11             | Top 11             | Top 11             | Top 11             | Top 11             | Top 11             | Top 11             | Top 11             | Top 11             | Top 11             | Top 11             | Top 11             | Top 11             | Top 11             | Top 11             | Top 11             | Top 11             | Top 11             | Top 11             | Top 11             | Top 11             | Top 11             | Top 11             | Top 11             | Top 11             | Top 11             | Top 11             | Top 11             | Top 11             | Top 11             | Top 11             | Top 11             | Top 11             | Top 11             | Top 11             | Top 11             | Top 11             | Top 11             | Top 11             | Top 11             | Top 11             | Top 11             | Top 11             | Top 11             | Top 11             | Top 11             | Top 11             | Top 11             | Top 11             | Top 11             | Top 11             | Top 11             | Top 11             | Top 11             | Top 11             | Top 11             | Top 11             | Top 11             | Top 11             | The Beatles                                                         | The Beatles                                                         | The Beatles                                                         | The Beatles                                                         | The Beatles                                                         | The Beatles                                                         | The Beatles                                                         | The Beatles                                                         | The Beatles                                                         | The Beatles                                                         | The Beatles                                                         | The Beatles                                                         | The Beatles                                                         | The Beatles                                                         | The Beatles                                                         | The Beatles                                                         | The Beatles                                                         | The Beatles                                                         | The Beatles                                                         | The Beatles                                                         | The Beatles                                                         | The Beatles                                                         | The Beatles                                                         | The Beatles                                                         | The Beatles                                                         | The Beatles                                                         | The Beatles                                                         | The Beatles                                                         | The Beatles                                                         | The Beatles                                                         | The Beatles                                                         | The Beatles                                                         | The Beatles                                                         | The Beatles                                                         | The Beatles                                                         | The Beatles                                                         | The Beatles                                                         | The Beatles                                                         | The Beatles                                                         | The Beatles                                                         | The Beatles                                                         | The Beatles                                                         | The Beatles                                                         | The Beatles                                                         | The Beatles                                                         | The Beatles                                                         | The Beatles                                                         | The Beatles                                                         | The Beatles                                                         | The Beatles                                                         | The Beatles                                                         | The Beatles                                                         | The Beatles                                                         | The Beatles                                                         | The Beatles                                                         | The Beatles                                                         | The Beatles                                                         | The Beatles                                                         | The Beatles                                                         | The Beatles                                                         | The Beatles                                                         | The Beatles                                                         | The Beatles                                                         | The Beatles                                                         | The Beatles                                                         | The Beatles                                                         | The Beatles                                                         | The Beatles                                                         | The Beatles                                                         | The Beatles                                                         | The Beatles                                                         | The Beatles                                                         | The Beatles                                                         | The Beatles                                                         | The Beatles                                                         | The Beatles                                                         | The Beatles                                                         | The Beatles                                                         | The Beatles                                                         | The Beatles                                                         | The Beatles                                                         | The Beatles                                                         | The Beatles                                                         | The Beatles                                                         | The Beatles                                                         | The Beatles                                                         | The Beatles                                                         | The Beatles                                                         | The Beatles                                                         | The Beatles                                                         | The Beatles                                                         | The Beatles                                                         | The Beatles                                                         | The Beatles                                                         | The Beatles                                                         | The Beatles                                                         | The Beatles                                                         | The Beatles                                                         | The Beatles                                                         | The Beatles                                                         | Day Tripper                                                                                   | Day Tripper                                                                                   | Day Tripper                                                                                   | Day Tripper                                                                                   | Day Tripper                                                                                   | Day Tripper                                                                                   | Day Tripper                                                                                   | Day Tripper                                                                                   | Day Tripper                                                                                   | Day Tripper                                                                                   | Day Tripper                                                                                   | Day Tripper                                                                                   | Day Tripper                                                                                   | Day Tripper                                                                                   | Day Tripper                                                                                   | Day Tripper                                                                                   | Day Tripper                                                                                   | Day Tripper                                                                                   | Day Tripper                                                                                   | Day Tripper                                                                                   | Day Tripper                                                                                   | Day Tripper                                                                                   | Day Tripper                                                                                   | Day Tripper                                                                                   | Day Tripper                                                                                   | Day Tripper                                                                                   | Day Tripper                                                                                   | Day Tripper                                                                                   | Day Tripper                                                                                   | Day Tripper                                                                                   | Day Tripper                                                                                   | Day Tripper                                                                                   | Day Tripper                                                                                   | Day Tripper                                                                                   | Day Tripper                                                                                   | Day Tripper                                                                                   | Day Tripper                                                                                   | Day Tripper                                                                                   | Day Tripper                                                                                   | Day Tripper                                                                                   | Day Tripper                                                                                   | Day Tripper                                                                                   | Day Tripper                                                                                   | Day Tripper                                                                                   | Day Tripper                                                                                   | Day Tripper                                                                                   | Day Tripper                                                                                   | Day Tripper                                                                                   | Day Tripper                                                                                   | Day Tripper                                                                                   | Day Tripper                                                                                   | Day Tripper                                                                                   | Day Tripper                                                                                   | Day Tripper                                                                                   | Day Tripper                                                                                   | Day Tripper                                                                                   | Day Tripper                                                                                   | Day Tripper                                                                                   | Day Tripper                                                                                   | Day Tripper                                                                                   | Day Tripper                                                                                   | Day Tripper                                                                                   | Day Tripper                                                                                   | Day Tripper                                                                                   | Day Tripper                                                                                   | Day Tripper                                                                                   | Day Tripper                                                                                   | Day Tripper                                                                                   | Day Tripper                                                                                   | Day Tripper                                                                                   | Day Tripper                                                                                   | Day Tripper                                                                                   | Day Tripper                                                                                   | Day Tripper                                                                                   | Day Tripper                                                                                   | Day Tripper                                                                                   | Day Tripper                                                                                   | Day Tripper                                                                                   | Day Tripper                                                                                   | Day Tripper                                                                                   | Day Tripper                                                                                   | Day Tripper                                                                                   | Day Tripper                                                                                   | Day Tripper                                                                                   | Day Tripper                                                                                   | Day Tripper                                                                                   | Day Tripper                                                                                   | Day Tripper                                                                                   | Day Tripper                                                                                   | Day Tripper                                                                                   | Day Tripper                                                                                   | Day Tripper                                                                                   | Day Tripper                                                                                   | Day Tripper                                                                                   | Day Tripper                                                                                   | Day Tripper                                                                                   | Day Tripper                                                                                   | Day Tripper                                                                                   | Day Tripper                                                                                   | Day Tripper                                                                                   | Day Tripper                                                                                   | Day Tripper                                                                                   | Day Tripper                                                                                   | Day Tripper                                                                                   | Day Tripper                                                                                   | Day Tripper                                                                                   | Day Tripper                                                                                   | Day Tripper                                                                                   | Day Tripper                                                                                   | Day Tripper                                                                                   | Day Tripper                                                                                   | Day Tripper                                                                                   | Day Tripper                                                                                   | Day Tripper                                                                                   | Day Tripper                                                                                   | Day Tripper                                                                                   | Day Tripper                                                                                   | Day Tripper                                                                                   | Day Tripper                                                                                   | Day Tripper                                                                                   | Day Tripper                                                                                   | Day Tripper                                                                                   | Day Tripper                                                                                   | Day Tripper                                                                                   | Day Tripper                                                                                   | Day Tripper                                                                                   | Day Tripper                                                                                   | Day Tripper                                                                                   | Day Tripper                                                                                   | Day Tripper                                                                                   | The Beatles                                   | The Beatles                                   | The Beatles                                   | The Beatles                                   | The Beatles                                   | The Beatles                                   | The Beatles                                   | The Beatles                                   | The Beatles                                   | The Beatles                                   | The Beatles                                   | The Beatles                                   | The Beatles                                   | The Beatles                                   | The Beatles                                   | The Beatles                                   | The Beatles                                   | The Beatles                                   | The Beatles                                   | The Beatles                                   | The Beatles                                   | The Beatles                                   | The Beatles                                   | The Beatles                                   | The Beatles                                   | The Beatles                                   | The Beatles                                   | The Beatles                                   | The Beatles                                   | The Beatles                                   | The Beatles                                   | The Beatles                                   | The Beatles                                   | The Beatles                                   | The Beatles                                   | The Beatles                                   | The Beatles                                   | The Beatles                                   | The Beatles                                   | The Beatles                                   | The Beatles                                   | The Beatles                                   | The Beatles                                   | The Beatles                                   | The Beatles                                   | The Beatles                                   | The Beatles                                   | The Beatles                                   | The Beatles                                   | The Beatles                                   | The Beatles                                   | The Beatles                                   | The Beatles                                   | The Beatles                                   | The Beatles                                   | The Beatles                                   | The Beatles                                   | The Beatles                                   | The Beatles                                   | The Beatles                                   | The Beatles                                   | The Beatles                                   | The Beatles                                   | The Beatles                                   | The Beatles                                   | The Beatles                                   | The Beatles                                   | The Beatles                                   | The Beatles                                   | The Beatles                                   | The Beatles                                   | The Beatles                                   | The Beatles                                   | The Beatles                                   | The Beatles                                   | The Beatles                                   | The Beatles                                   | The Beatles                                   | The Beatles                                   | The Beatles                                   | The Beatles                                   | The Beatles                                   | The Beatles                                   | The Beatles                                   | The Beatles                                   | The Beatles                                   | The Beatles                                   | The Beatles                                   | The Beatles                                   | The Beatles                                   | The Beatles                                   | The Beatles                                   | The Beatles                                   | The Beatles                                   | The Beatles                                   | The Beatles                                   | The Beatles                                   | The Beatles                                   | The Beatles                                   | The Beatles                                   | 6       | 6       | 6       | 6       | 6       | 6       | 6       | 6       | 6       | 6       | 6       | 6       | 6       | 6       | 6       | 6       | 6       | 6       | 6       | 6       | 6       | 6       | 6       | 6       | 6       | 6       | 6       | 6       | 6       | 6       | 6       | 6       | 6       | 6       | 6       | 6       | 6       | 6       | 6       | 6       | 6       | 6       | 6       | 6       | 6       | 6       | 6       | 6       | 6       | 6       | 6       | 6       | 6       | 6       | 6       | 6       | 6       | 6       | 6       | 6       | 6       | 6       | 6       | 6       | 6       | 6       | 6       | 6       | 6       | 6       | 6       | 6       | 6       | 6       | 6       | 6       | 6       | 6       | 6       | 6       | 6       | 6       | 6       | 6       | 6       | 6       | 6       | 6       | 6       | 6       | 6       | 6       | 6       | 6       | 6       | 6       | 6       | 6       | 6       | 6       | Sauf     | Sauf     | Sauf     | Sauf     | Sauf     | Sauf     | Sauf     | Sauf     | Sauf     | Sauf     | Sauf     | Sauf     | Sauf     | Sauf     | Sauf     | Sauf     | Sauf     | Sauf     | Sauf     | Sauf     | Sauf     | Sauf     | Sauf     | Sauf     | Sauf     | Sauf     | Sauf     | Sauf     | Sauf     | Sauf     | Sauf     | Sauf     | Sauf     | Sauf     | Sauf     | Sauf     | Sauf     | Sauf     | Sauf     | Sauf     | Sauf     | Sauf     | Sauf     | Sauf     | Sauf     | Sauf     | Sauf     | Sauf     | Sauf     | Sauf     | Sauf     | Sauf     | Sauf     | Sauf     | Sauf     | Sauf     | Sauf     | Sauf     | Sauf     | Sauf     | Sauf     | Sauf     | Sauf     | Sauf     | Sauf     | Sauf     | Sauf     | Sauf     | Sauf     | Sauf     |
| Top 10             | Top 10             | Top 10             | Top 10             | Top 10             | Top 10             | Top 10             | Top 10             | Top 10             | Top 10             | Top 10             | Top 10             | Top 10             | Top 10             | Top 10             | Top 10             | Top 10             | Top 10             | Top 10             | Top 10             | Top 10             | Top 10             | Top 10             | Top 10             | Top 10             | Top 10             | Top 10             | Top 10             | Top 10             | Top 10             | Top 10             | Top 10             | Top 10             | Top 10             | Top 10             | Top 10             | Top 10             | Top 10             | Top 10             | Top 10             | Top 10             | Top 10             | Top 10             | Top 10             | Top 10             | Top 10             | Top 10             | Top 10             | Top 10             | Top 10             | Top 10             | Top 10             | Top 10             | Top 10             | Top 10             | Top 10             | Top 10             | Top 10             | Top 10             | Top 10             | Top 10             | Top 10             | Top 10             | Top 10             | Top 10             | Top 10             | Top 10             | Top 10             | Top 10             | Top 10             | Top 10             | Top 10             | Top 10             | Top 10             | Top 10             | Top 10             | Top 10             | Top 10             | Top 10             | Top 10             | Top 10             | Top 10             | Top 10             | Top 10             | Top 10             | Top 10             | Top 10             | Top 10             | Top 10             | Top 10             | Year They Were Born                                                 | Year They Were Born                                                 | Year They Were Born                                                 | Year They Were Born                                                 | Year They Were Born                                                 | Year They Were Born                                                 | Year They Were Born                                                 | Year They Were Born                                                 | Year They Were Born                                                 | Year They Were Born                                                 | Year They Were Born                                                 | Year They Were Born                                                 | Year They Were Born                                                 | Year They Were Born                                                 | Year They Were Born                                                 | Year They Were Born                                                 | Year They Were Born                                                 | Year They Were Born                                                 | Year They Were Born                                                 | Year They Were Born                                                 | Year They Were Born                                                 | Year They Were Born                                                 | Year They Were Born                                                 | Year They Were Born                                                 | Year They Were Born                                                 | Year They Were Born                                                 | Year They Were Born                                                 | Year They Were Born                                                 | Year They Were Born                                                 | Year They Were Born                                                 | Year They Were Born                                                 | Year They Were Born                                                 | Year They Were Born                                                 | Year They Were Born                                                 | Year They Were Born                                                 | Year They Were Born                                                 | Year They Were Born                                                 | Year They Were Born                                                 | Year They Were Born                                                 | Year They Were Born                                                 | Year They Were Born                                                 | Year They Were Born                                                 | Year They Were Born                                                 | Year They Were Born                                                 | Year They Were Born                                                 | Year They Were Born                                                 | Year They Were Born                                                 | Year They Were Born                                                 | Year They Were Born                                                 | Year They Were Born                                                 | Year They Were Born                                                 | Year They Were Born                                                 | Year They Were Born                                                 | Year They Were Born                                                 | Year They Were Born                                                 | Year They Were Born                                                 | Year They Were Born                                                 | Year They Were Born                                                 | Year They Were Born                                                 | Year They Were Born                                                 | Year They Were Born                                                 | Year They Were Born                                                 | Year They Were Born                                                 | Year They Were Born                                                 | Year They Were Born                                                 | Year They Were Born                                                 | Year They Were Born                                                 | Year They Were Born                                                 | Year They Were Born                                                 | Year They Were Born                                                 | Year They Were Born                                                 | Year They Were Born                                                 | Year They Were Born                                                 | Year They Were Born                                                 | Year They Were Born                                                 | Year They Were Born                                                 | Year They Were Born                                                 | Year They Were Born                                                 | Year They Were Born                                                 | Year They Were Born                                                 | Year They Were Born                                                 | Year They Were Born                                                 | Year They Were Born                                                 | Year They Were Born                                                 | Year They Were Born                                                 | Year They Were Born                                                 | Year They Were Born                                                 | Year They Were Born                                                 | Year They Were Born                                                 | Year They Were Born                                                 | Year They Were Born                                                 | Year They Were Born                                                 | Year They Were Born                                                 | Year They Were Born                                                 | Year They Were Born                                                 | Year They Were Born                                                 | Year They Were Born                                                 | Year They Were Born                                                 | Year They Were Born                                                 | Year They Were Born                                                 | Billie Jean                                                                                   | Billie Jean                                                                                   | Billie Jean                                                                                   | Billie Jean                                                                                   | Billie Jean                                                                                   | Billie Jean                                                                                   | Billie Jean                                                                                   | Billie Jean                                                                                   | Billie Jean                                                                                   | Billie Jean                                                                                   | Billie Jean                                                                                   | Billie Jean                                                                                   | Billie Jean                                                                                   | Billie Jean                                                                                   | Billie Jean                                                                                   | Billie Jean                                                                                   | Billie Jean                                                                                   | Billie Jean                                                                                   | Billie Jean                                                                                   | Billie Jean                                                                                   | Billie Jean                                                                                   | Billie Jean                                                                                   | Billie Jean                                                                                   | Billie Jean                                                                                   | Billie Jean                                                                                   | Billie Jean                                                                                   | Billie Jean                                                                                   | Billie Jean                                                                                   | Billie Jean                                                                                   | Billie Jean                                                                                   | Billie Jean                                                                                   | Billie Jean                                                                                   | Billie Jean                                                                                   | Billie Jean                                                                                   | Billie Jean                                                                                   | Billie Jean                                                                                   | Billie Jean                                                                                   | Billie Jean                                                                                   | Billie Jean                                                                                   | Billie Jean                                                                                   | Billie Jean                                                                                   | Billie Jean                                                                                   | Billie Jean                                                                                   | Billie Jean                                                                                   | Billie Jean                                                                                   | Billie Jean                                                                                   | Billie Jean                                                                                   | Billie Jean                                                                                   | Billie Jean                                                                                   | Billie Jean                                                                                   | Billie Jean                                                                                   | Billie Jean                                                                                   | Billie Jean                                                                                   | Billie Jean                                                                                   | Billie Jean                                                                                   | Billie Jean                                                                                   | Billie Jean                                                                                   | Billie Jean                                                                                   | Billie Jean                                                                                   | Billie Jean                                                                                   | Billie Jean                                                                                   | Billie Jean                                                                                   | Billie Jean                                                                                   | Billie Jean                                                                                   | Billie Jean                                                                                   | Billie Jean                                                                                   | Billie Jean                                                                                   | Billie Jean                                                                                   | Billie Jean                                                                                   | Billie Jean                                                                                   | Billie Jean                                                                                   | Billie Jean                                                                                   | Billie Jean                                                                                   | Billie Jean                                                                                   | Billie Jean                                                                                   | Billie Jean                                                                                   | Billie Jean                                                                                   | Billie Jean                                                                                   | Billie Jean                                                                                   | Billie Jean                                                                                   | Billie Jean                                                                                   | Billie Jean                                                                                   | Billie Jean                                                                                   | Billie Jean                                                                                   | Billie Jean                                                                                   | Billie Jean                                                                                   | Billie Jean                                                                                   | Billie Jean                                                                                   | Billie Jean                                                                                   | Billie Jean                                                                                   | Billie Jean                                                                                   | Billie Jean                                                                                   | Billie Jean                                                                                   | Billie Jean                                                                                   | Billie Jean                                                                                   | Billie Jean                                                                                   | Billie Jean                                                                                   | Billie Jean                                                                                   | Billie Jean                                                                                   | Billie Jean                                                                                   | Billie Jean                                                                                   | Billie Jean                                                                                   | Billie Jean                                                                                   | Billie Jean                                                                                   | Billie Jean                                                                                   | Billie Jean                                                                                   | Billie Jean                                                                                   | Billie Jean                                                                                   | Billie Jean                                                                                   | Billie Jean                                                                                   | Billie Jean                                                                                   | Billie Jean                                                                                   | Billie Jean                                                                                   | Billie Jean                                                                                   | Billie Jean                                                                                   | Billie Jean                                                                                   | Billie Jean                                                                                   | Billie Jean                                                                                   | Billie Jean                                                                                   | Billie Jean                                                                                   | Billie Jean                                                                                   | Billie Jean                                                                                   | Billie Jean                                                                                   | Billie Jean                                                                                   | Billie Jean                                                                                   | Billie Jean                                                                                   | Billie Jean                                                                                   | Billie Jean                                                                                   | Billie Jean                                                                                   | Billie Jean                                                                                   | Michael Jackson                               | Michael Jackson                               | Michael Jackson                               | Michael Jackson                               | Michael Jackson                               | Michael Jackson                               | Michael Jackson                               | Michael Jackson                               | Michael Jackson                               | Michael Jackson                               | Michael Jackson                               | Michael Jackson                               | Michael Jackson                               | Michael Jackson                               | Michael Jackson                               | Michael Jackson                               | Michael Jackson                               | Michael Jackson                               | Michael Jackson                               | Michael Jackson                               | Michael Jackson                               | Michael Jackson                               | Michael Jackson                               | Michael Jackson                               | Michael Jackson                               | Michael Jackson                               | Michael Jackson                               | Michael Jackson                               | Michael Jackson                               | Michael Jackson                               | Michael Jackson                               | Michael Jackson                               | Michael Jackson                               | Michael Jackson                               | Michael Jackson                               | Michael Jackson                               | Michael Jackson                               | Michael Jackson                               | Michael Jackson                               | Michael Jackson                               | Michael Jackson                               | Michael Jackson                               | Michael Jackson                               | Michael Jackson                               | Michael Jackson                               | Michael Jackson                               | Michael Jackson                               | Michael Jackson                               | Michael Jackson                               | Michael Jackson                               | Michael Jackson                               | Michael Jackson                               | Michael Jackson                               | Michael Jackson                               | Michael Jackson                               | Michael Jackson                               | Michael Jackson                               | Michael Jackson                               | Michael Jackson                               | Michael Jackson                               | Michael Jackson                               | Michael Jackson                               | Michael Jackson                               | Michael Jackson                               | Michael Jackson                               | Michael Jackson                               | Michael Jackson                               | Michael Jackson                               | Michael Jackson                               | Michael Jackson                               | Michael Jackson                               | Michael Jackson                               | Michael Jackson                               | Michael Jackson                               | Michael Jackson                               | Michael Jackson                               | Michael Jackson                               | Michael Jackson                               | Michael Jackson                               | Michael Jackson                               | Michael Jackson                               | Michael Jackson                               | Michael Jackson                               | Michael Jackson                               | Michael Jackson                               | Michael Jackson                               | Michael Jackson                               | Michael Jackson                               | Michael Jackson                               | Michael Jackson                               | Michael Jackson                               | Michael Jackson                               | Michael Jackson                               | Michael Jackson                               | Michael Jackson                               | Michael Jackson                               | Michael Jackson                               | Michael Jackson                               | Michael Jackson                               | Michael Jackson                               | 10      | 10      | 10      | 10      | 10      | 10      | 10      | 10      | 10      | 10      | 10      | 10      | 10      | 10      | 10      | 10      | 10      | 10      | 10      | 10      | 10      | 10      | 10      | 10      | 10      | 10      | 10      | 10      | 10      | 10      | 10      | 10      | 10      | 10      | 10      | 10      | 10      | 10      | 10      | 10      | 10      | 10      | 10      | 10      | 10      | 10      | 10      | 10      | 10      | 10      | 10      | 10      | 10      | 10      | 10      | 10      | 10      | 10      | 10      | 10      | 10      | 10      | 10      | 10      | 10      | 10      | 10      | 10      | 10      | 10      | 10      | 10      | 10      | 10      | 10      | 10      | 10      | 10      | 10      | 10      | 10      | 10      | 10      | 10      | 10      | 10      | 10      | 10      | 10      | 10      | 10      | 10      | 10      | 10      | 10      | 10      | 10      | 10      | 10      | 10      | Sauf     | Sauf     | Sauf     | Sauf     | Sauf     | Sauf     | Sauf     | Sauf     | Sauf     | Sauf     | Sauf     | Sauf     | Sauf     | Sauf     | Sauf     | Sauf     | Sauf     | Sauf     | Sauf     | Sauf     | Sauf     | Sauf     | Sauf     | Sauf     | Sauf     | Sauf     | Sauf     | Sauf     | Sauf     | Sauf     | Sauf     | Sauf     | Sauf     | Sauf     | Sauf     | Sauf     | Sauf     | Sauf     | Sauf     | Sauf     | Sauf     | Sauf     | Sauf     | Sauf     | Sauf     | Sauf     | Sauf     | Sauf     | Sauf     | Sauf     | Sauf     | Sauf     | Sauf     | Sauf     | Sauf     | Sauf     | Sauf     | Sauf     | Sauf     | Sauf     | Sauf     | Sauf     | Sauf     | Sauf     | Sauf     | Sauf     | Sauf     | Sauf     | Sauf     | Sauf     |
| Top 9              | Top 9              | Top 9              | Top 9              | Top 9              | Top 9              | Top 9              | Top 9              | Top 9              | Top 9              | Top 9              | Top 9              | Top 9              | Top 9              | Top 9              | Top 9              | Top 9              | Top 9              | Top 9              | Top 9              | Top 9              | Top 9              | Top 9              | Top 9              | Top 9              | Top 9              | Top 9              | Top 9              | Top 9              | Top 9              | Top 9              | Top 9              | Top 9              | Top 9              | Top 9              | Top 9              | Top 9              | Top 9              | Top 9              | Top 9              | Top 9              | Top 9              | Top 9              | Top 9              | Top 9              | Top 9              | Top 9              | Top 9              | Top 9              | Top 9              | Top 9              | Top 9              | Top 9              | Top 9              | Top 9              | Top 9              | Top 9              | Top 9              | Top 9              | Top 9              | Top 9              | Top 9              | Top 9              | Top 9              | Top 9              | Top 9              | Top 9              | Top 9              | Top 9              | Top 9              | Top 9              | Top 9              | Top 9              | Top 9              | Top 9              | Top 9              | Top 9              | Top 9              | Top 9              | Top 9              | Top 9              | Top 9              | Top 9              | Top 9              | Top 9              | Top 9              | Top 9              | Top 9              | Top 9              | Top 9              | Dolly Parton                                                        | Dolly Parton                                                        | Dolly Parton                                                        | Dolly Parton                                                        | Dolly Parton                                                        | Dolly Parton                                                        | Dolly Parton                                                        | Dolly Parton                                                        | Dolly Parton                                                        | Dolly Parton                                                        | Dolly Parton                                                        | Dolly Parton                                                        | Dolly Parton                                                        | Dolly Parton                                                        | Dolly Parton                                                        | Dolly Parton                                                        | Dolly Parton                                                        | Dolly Parton                                                        | Dolly Parton                                                        | Dolly Parton                                                        | Dolly Parton                                                        | Dolly Parton                                                        | Dolly Parton                                                        | Dolly Parton                                                        | Dolly Parton                                                        | Dolly Parton                                                        | Dolly Parton                                                        | Dolly Parton                                                        | Dolly Parton                                                        | Dolly Parton                                                        | Dolly Parton                                                        | Dolly Parton                                                        | Dolly Parton                                                        | Dolly Parton                                                        | Dolly Parton                                                        | Dolly Parton                                                        | Dolly Parton                                                        | Dolly Parton                                                        | Dolly Parton                                                        | Dolly Parton                                                        | Dolly Parton                                                        | Dolly Parton                                                        | Dolly Parton                                                        | Dolly Parton                                                        | Dolly Parton                                                        | Dolly Parton                                                        | Dolly Parton                                                        | Dolly Parton                                                        | Dolly Parton                                                        | Dolly Parton                                                        | Dolly Parton                                                        | Dolly Parton                                                        | Dolly Parton                                                        | Dolly Parton                                                        | Dolly Parton                                                        | Dolly Parton                                                        | Dolly Parton                                                        | Dolly Parton                                                        | Dolly Parton                                                        | Dolly Parton                                                        | Dolly Parton                                                        | Dolly Parton                                                        | Dolly Parton                                                        | Dolly Parton                                                        | Dolly Parton                                                        | Dolly Parton                                                        | Dolly Parton                                                        | Dolly Parton                                                        | Dolly Parton                                                        | Dolly Parton                                                        | Dolly Parton                                                        | Dolly Parton                                                        | Dolly Parton                                                        | Dolly Parton                                                        | Dolly Parton                                                        | Dolly Parton                                                        | Dolly Parton                                                        | Dolly Parton                                                        | Dolly Parton                                                        | Dolly Parton                                                        | Dolly Parton                                                        | Dolly Parton                                                        | Dolly Parton                                                        | Dolly Parton                                                        | Dolly Parton                                                        | Dolly Parton                                                        | Dolly Parton                                                        | Dolly Parton                                                        | Dolly Parton                                                        | Dolly Parton                                                        | Dolly Parton                                                        | Dolly Parton                                                        | Dolly Parton                                                        | Dolly Parton                                                        | Dolly Parton                                                        | Dolly Parton                                                        | Dolly Parton                                                        | Dolly Parton                                                        | Dolly Parton                                                        | Dolly Parton                                                        | Little Sparrow                                                                                | Little Sparrow                                                                                | Little Sparrow                                                                                | Little Sparrow                                                                                | Little Sparrow                                                                                | Little Sparrow                                                                                | Little Sparrow                                                                                | Little Sparrow                                                                                | Little Sparrow                                                                                | Little Sparrow                                                                                | Little Sparrow                                                                                | Little Sparrow                                                                                | Little Sparrow                                                                                | Little Sparrow                                                                                | Little Sparrow                                                                                | Little Sparrow                                                                                | Little Sparrow                                                                                | Little Sparrow                                                                                | Little Sparrow                                                                                | Little Sparrow                                                                                | Little Sparrow                                                                                | Little Sparrow                                                                                | Little Sparrow                                                                                | Little Sparrow                                                                                | Little Sparrow                                                                                | Little Sparrow                                                                                | Little Sparrow                                                                                | Little Sparrow                                                                                | Little Sparrow                                                                                | Little Sparrow                                                                                | Little Sparrow                                                                                | Little Sparrow                                                                                | Little Sparrow                                                                                | Little Sparrow                                                                                | Little Sparrow                                                                                | Little Sparrow                                                                                | Little Sparrow                                                                                | Little Sparrow                                                                                | Little Sparrow                                                                                | Little Sparrow                                                                                | Little Sparrow                                                                                | Little Sparrow                                                                                | Little Sparrow                                                                                | Little Sparrow                                                                                | Little Sparrow                                                                                | Little Sparrow                                                                                | Little Sparrow                                                                                | Little Sparrow                                                                                | Little Sparrow                                                                                | Little Sparrow                                                                                | Little Sparrow                                                                                | Little Sparrow                                                                                | Little Sparrow                                                                                | Little Sparrow                                                                                | Little Sparrow                                                                                | Little Sparrow                                                                                | Little Sparrow                                                                                | Little Sparrow                                                                                | Little Sparrow                                                                                | Little Sparrow                                                                                | Little Sparrow                                                                                | Little Sparrow                                                                                | Little Sparrow                                                                                | Little Sparrow                                                                                | Little Sparrow                                                                                | Little Sparrow                                                                                | Little Sparrow                                                                                | Little Sparrow                                                                                | Little Sparrow                                                                                | Little Sparrow                                                                                | Little Sparrow                                                                                | Little Sparrow                                                                                | Little Sparrow                                                                                | Little Sparrow                                                                                | Little Sparrow                                                                                | Little Sparrow                                                                                | Little Sparrow                                                                                | Little Sparrow                                                                                | Little Sparrow                                                                                | Little Sparrow                                                                                | Little Sparrow                                                                                | Little Sparrow                                                                                | Little Sparrow                                                                                | Little Sparrow                                                                                | Little Sparrow                                                                                | Little Sparrow                                                                                | Little Sparrow                                                                                | Little Sparrow                                                                                | Little Sparrow                                                                                | Little Sparrow                                                                                | Little Sparrow                                                                                | Little Sparrow                                                                                | Little Sparrow                                                                                | Little Sparrow                                                                                | Little Sparrow                                                                                | Little Sparrow                                                                                | Little Sparrow                                                                                | Little Sparrow                                                                                | Little Sparrow                                                                                | Little Sparrow                                                                                | Little Sparrow                                                                                | Little Sparrow                                                                                | Little Sparrow                                                                                | Little Sparrow                                                                                | Little Sparrow                                                                                | Little Sparrow                                                                                | Little Sparrow                                                                                | Little Sparrow                                                                                | Little Sparrow                                                                                | Little Sparrow                                                                                | Little Sparrow                                                                                | Little Sparrow                                                                                | Little Sparrow                                                                                | Little Sparrow                                                                                | Little Sparrow                                                                                | Little Sparrow                                                                                | Little Sparrow                                                                                | Little Sparrow                                                                                | Little Sparrow                                                                                | Little Sparrow                                                                                | Little Sparrow                                                                                | Little Sparrow                                                                                | Little Sparrow                                                                                | Little Sparrow                                                                                | Little Sparrow                                                                                | Little Sparrow                                                                                | Little Sparrow                                                                                | Little Sparrow                                                                                | Little Sparrow                                                                                | Little Sparrow                                                                                | Dolly Parton                                  | Dolly Parton                                  | Dolly Parton                                  | Dolly Parton                                  | Dolly Parton                                  | Dolly Parton                                  | Dolly Parton                                  | Dolly Parton                                  | Dolly Parton                                  | Dolly Parton                                  | Dolly Parton                                  | Dolly Parton                                  | Dolly Parton                                  | Dolly Parton                                  | Dolly Parton                                  | Dolly Parton                                  | Dolly Parton                                  | Dolly Parton                                  | Dolly Parton                                  | Dolly Parton                                  | Dolly Parton                                  | Dolly Parton                                  | Dolly Parton                                  | Dolly Parton                                  | Dolly Parton                                  | Dolly Parton                                  | Dolly Parton                                  | Dolly Parton                                  | Dolly Parton                                  | Dolly Parton                                  | Dolly Parton                                  | Dolly Parton                                  | Dolly Parton                                  | Dolly Parton                                  | Dolly Parton                                  | Dolly Parton                                  | Dolly Parton                                  | Dolly Parton                                  | Dolly Parton                                  | Dolly Parton                                  | Dolly Parton                                  | Dolly Parton                                  | Dolly Parton                                  | Dolly Parton                                  | Dolly Parton                                  | Dolly Parton                                  | Dolly Parton                                  | Dolly Parton                                  | Dolly Parton                                  | Dolly Parton                                  | Dolly Parton                                  | Dolly Parton                                  | Dolly Parton                                  | Dolly Parton                                  | Dolly Parton                                  | Dolly Parton                                  | Dolly Parton                                  | Dolly Parton                                  | Dolly Parton                                  | Dolly Parton                                  | Dolly Parton                                  | Dolly Parton                                  | Dolly Parton                                  | Dolly Parton                                  | Dolly Parton                                  | Dolly Parton                                  | Dolly Parton                                  | Dolly Parton                                  | Dolly Parton                                  | Dolly Parton                                  | Dolly Parton                                  | Dolly Parton                                  | Dolly Parton                                  | Dolly Parton                                  | Dolly Parton                                  | Dolly Parton                                  | Dolly Parton                                  | Dolly Parton                                  | Dolly Parton                                  | Dolly Parton                                  | Dolly Parton                                  | Dolly Parton                                  | Dolly Parton                                  | Dolly Parton                                  | Dolly Parton                                  | Dolly Parton                                  | Dolly Parton                                  | Dolly Parton                                  | Dolly Parton                                  | Dolly Parton                                  | Dolly Parton                                  | Dolly Parton                                  | Dolly Parton                                  | Dolly Parton                                  | Dolly Parton                                  | Dolly Parton                                  | Dolly Parton                                  | Dolly Parton                                  | Dolly Parton                                  | Dolly Parton                                  | 2       | 2       | 2       | 2       | 2       | 2       | 2       | 2       | 2       | 2       | 2       | 2       | 2       | 2       | 2       | 2       | 2       | 2       | 2       | 2       | 2       | 2       | 2       | 2       | 2       | 2       | 2       | 2       | 2       | 2       | 2       | 2       | 2       | 2       | 2       | 2       | 2       | 2       | 2       | 2       | 2       | 2       | 2       | 2       | 2       | 2       | 2       | 2       | 2       | 2       | 2       | 2       | 2       | 2       | 2       | 2       | 2       | 2       | 2       | 2       | 2       | 2       | 2       | 2       | 2       | 2       | 2       | 2       | 2       | 2       | 2       | 2       | 2       | 2       | 2       | 2       | 2       | 2       | 2       | 2       | 2       | 2       | 2       | 2       | 2       | 2       | 2       | 2       | 2       | 2       | 2       | 2       | 2       | 2       | 2       | 2       | 2       | 2       | 2       | 2       | Sauf     | Sauf     | Sauf     | Sauf     | Sauf     | Sauf     | Sauf     | Sauf     | Sauf     | Sauf     | Sauf     | Sauf     | Sauf     | Sauf     | Sauf     | Sauf     | Sauf     | Sauf     | Sauf     | Sauf     | Sauf     | Sauf     | Sauf     | Sauf     | Sauf     | Sauf     | Sauf     | Sauf     | Sauf     | Sauf     | Sauf     | Sauf     | Sauf     | Sauf     | Sauf     | Sauf     | Sauf     | Sauf     | Sauf     | Sauf     | Sauf     | Sauf     | Sauf     | Sauf     | Sauf     | Sauf     | Sauf     | Sauf     | Sauf     | Sauf     | Sauf     | Sauf     | Sauf     | Sauf     | Sauf     | Sauf     | Sauf     | Sauf     | Sauf     | Sauf     | Sauf     | Sauf     | Sauf     | Sauf     | Sauf     | Sauf     | Sauf     | Sauf     | Sauf     | Sauf     |
| Top 8              | Top 8              | Top 8              | Top 8              | Top 8              | Top 8              | Top 8              | Top 8              | Top 8              | Top 8              | Top 8              | Top 8              | Top 8              | Top 8              | Top 8              | Top 8              | Top 8              | Top 8              | Top 8              | Top 8              | Top 8              | Top 8              | Top 8              | Top 8              | Top 8              | Top 8              | Top 8              | Top 8              | Top 8              | Top 8              | Top 8              | Top 8              | Top 8              | Top 8              | Top 8              | Top 8              | Top 8              | Top 8              | Top 8              | Top 8              | Top 8              | Top 8              | Top 8              | Top 8              | Top 8              | Top 8              | Top 8              | Top 8              | Top 8              | Top 8              | Top 8              | Top 8              | Top 8              | Top 8              | Top 8              | Top 8              | Top 8              | Top 8              | Top 8              | Top 8              | Top 8              | Top 8              | Top 8              | Top 8              | Top 8              | Top 8              | Top 8              | Top 8              | Top 8              | Top 8              | Top 8              | Top 8              | Top 8              | Top 8              | Top 8              | Top 8              | Top 8              | Top 8              | Top 8              | Top 8              | Top 8              | Top 8              | Top 8              | Top 8              | Top 8              | Top 8              | Top 8              | Top 8              | Top 8              | Top 8              | Inspirational Songs                                                 | Inspirational Songs                                                 | Inspirational Songs                                                 | Inspirational Songs                                                 | Inspirational Songs                                                 | Inspirational Songs                                                 | Inspirational Songs                                                 | Inspirational Songs                                                 | Inspirational Songs                                                 | Inspirational Songs                                                 | Inspirational Songs                                                 | Inspirational Songs                                                 | Inspirational Songs                                                 | Inspirational Songs                                                 | Inspirational Songs                                                 | Inspirational Songs                                                 | Inspirational Songs                                                 | Inspirational Songs                                                 | Inspirational Songs                                                 | Inspirational Songs                                                 | Inspirational Songs                                                 | Inspirational Songs                                                 | Inspirational Songs                                                 | Inspirational Songs                                                 | Inspirational Songs                                                 | Inspirational Songs                                                 | Inspirational Songs                                                 | Inspirational Songs                                                 | Inspirational Songs                                                 | Inspirational Songs                                                 | Inspirational Songs                                                 | Inspirational Songs                                                 | Inspirational Songs                                                 | Inspirational Songs                                                 | Inspirational Songs                                                 | Inspirational Songs                                                 | Inspirational Songs                                                 | Inspirational Songs                                                 | Inspirational Songs                                                 | Inspirational Songs                                                 | Inspirational Songs                                                 | Inspirational Songs                                                 | Inspirational Songs                                                 | Inspirational Songs                                                 | Inspirational Songs                                                 | Inspirational Songs                                                 | Inspirational Songs                                                 | Inspirational Songs                                                 | Inspirational Songs                                                 | Inspirational Songs                                                 | Inspirational Songs                                                 | Inspirational Songs                                                 | Inspirational Songs                                                 | Inspirational Songs                                                 | Inspirational Songs                                                 | Inspirational Songs                                                 | Inspirational Songs                                                 | Inspirational Songs                                                 | Inspirational Songs                                                 | Inspirational Songs                                                 | Inspirational Songs                                                 | Inspirational Songs                                                 | Inspirational Songs                                                 | Inspirational Songs                                                 | Inspirational Songs                                                 | Inspirational Songs                                                 | Inspirational Songs                                                 | Inspirational Songs                                                 | Inspirational Songs                                                 | Inspirational Songs                                                 | Inspirational Songs                                                 | Inspirational Songs                                                 | Inspirational Songs                                                 | Inspirational Songs                                                 | Inspirational Songs                                                 | Inspirational Songs                                                 | Inspirational Songs                                                 | Inspirational Songs                                                 | Inspirational Songs                                                 | Inspirational Songs                                                 | Inspirational Songs                                                 | Inspirational Songs                                                 | Inspirational Songs                                                 | Inspirational Songs                                                 | Inspirational Songs                                                 | Inspirational Songs                                                 | Inspirational Songs                                                 | Inspirational Songs                                                 | Inspirational Songs                                                 | Inspirational Songs                                                 | Inspirational Songs                                                 | Inspirational Songs                                                 | Inspirational Songs                                                 | Inspirational Songs                                                 | Inspirational Songs                                                 | Inspirational Songs                                                 | Inspirational Songs                                                 | Inspirational Songs                                                 | Inspirational Songs                                                 | Inspirational Songs                                                 | Innocent                                                                                      | Innocent                                                                                      | Innocent                                                                                      | Innocent                                                                                      | Innocent                                                                                      | Innocent                                                                                      | Innocent                                                                                      | Innocent                                                                                      | Innocent                                                                                      | Innocent                                                                                      | Innocent                                                                                      | Innocent                                                                                      | Innocent                                                                                      | Innocent                                                                                      | Innocent                                                                                      | Innocent                                                                                      | Innocent                                                                                      | Innocent                                                                                      | Innocent                                                                                      | Innocent                                                                                      | Innocent                                                                                      | Innocent                                                                                      | Innocent                                                                                      | Innocent                                                                                      | Innocent                                                                                      | Innocent                                                                                      | Innocent                                                                                      | Innocent                                                                                      | Innocent                                                                                      | Innocent                                                                                      | Innocent                                                                                      | Innocent                                                                                      | Innocent                                                                                      | Innocent                                                                                      | Innocent                                                                                      | Innocent                                                                                      | Innocent                                                                                      | Innocent                                                                                      | Innocent                                                                                      | Innocent                                                                                      | Innocent                                                                                      | Innocent                                                                                      | Innocent                                                                                      | Innocent                                                                                      | Innocent                                                                                      | Innocent                                                                                      | Innocent                                                                                      | Innocent                                                                                      | Innocent                                                                                      | Innocent                                                                                      | Innocent                                                                                      | Innocent                                                                                      | Innocent                                                                                      | Innocent                                                                                      | Innocent                                                                                      | Innocent                                                                                      | Innocent                                                                                      | Innocent                                                                                      | Innocent                                                                                      | Innocent                                                                                      | Innocent                                                                                      | Innocent                                                                                      | Innocent                                                                                      | Innocent                                                                                      | Innocent                                                                                      | Innocent                                                                                      | Innocent                                                                                      | Innocent                                                                                      | Innocent                                                                                      | Innocent                                                                                      | Innocent                                                                                      | Innocent                                                                                      | Innocent                                                                                      | Innocent                                                                                      | Innocent                                                                                      | Innocent                                                                                      | Innocent                                                                                      | Innocent                                                                                      | Innocent                                                                                      | Innocent                                                                                      | Innocent                                                                                      | Innocent                                                                                      | Innocent                                                                                      | Innocent                                                                                      | Innocent                                                                                      | Innocent                                                                                      | Innocent                                                                                      | Innocent                                                                                      | Innocent                                                                                      | Innocent                                                                                      | Innocent                                                                                      | Innocent                                                                                      | Innocent                                                                                      | Innocent                                                                                      | Innocent                                                                                      | Innocent                                                                                      | Innocent                                                                                      | Innocent                                                                                      | Innocent                                                                                      | Innocent                                                                                      | Innocent                                                                                      | Innocent                                                                                      | Innocent                                                                                      | Innocent                                                                                      | Innocent                                                                                      | Innocent                                                                                      | Innocent                                                                                      | Innocent                                                                                      | Innocent                                                                                      | Innocent                                                                                      | Innocent                                                                                      | Innocent                                                                                      | Innocent                                                                                      | Innocent                                                                                      | Innocent                                                                                      | Innocent                                                                                      | Innocent                                                                                      | Innocent                                                                                      | Innocent                                                                                      | Innocent                                                                                      | Innocent                                                                                      | Innocent                                                                                      | Innocent                                                                                      | Innocent                                                                                      | Innocent                                                                                      | Innocent                                                                                      | Innocent                                                                                      | Innocent                                                                                      | Innocent                                                                                      | Innocent                                                                                      | Our Lady Peace                                | Our Lady Peace                                | Our Lady Peace                                | Our Lady Peace                                | Our Lady Peace                                | Our Lady Peace                                | Our Lady Peace                                | Our Lady Peace                                | Our Lady Peace                                | Our Lady Peace                                | Our Lady Peace                                | Our Lady Peace                                | Our Lady Peace                                | Our Lady Peace                                | Our Lady Peace                                | Our Lady Peace                                | Our Lady Peace                                | Our Lady Peace                                | Our Lady Peace                                | Our Lady Peace                                | Our Lady Peace                                | Our Lady Peace                                | Our Lady Peace                                | Our Lady Peace                                | Our Lady Peace                                | Our Lady Peace                                | Our Lady Peace                                | Our Lady Peace                                | Our Lady Peace                                | Our Lady Peace                                | Our Lady Peace                                | Our Lady Peace                                | Our Lady Peace                                | Our Lady Peace                                | Our Lady Peace                                | Our Lady Peace                                | Our Lady Peace                                | Our Lady Peace                                | Our Lady Peace                                | Our Lady Peace                                | Our Lady Peace                                | Our Lady Peace                                | Our Lady Peace                                | Our Lady Peace                                | Our Lady Peace                                | Our Lady Peace                                | Our Lady Peace                                | Our Lady Peace                                | Our Lady Peace                                | Our Lady Peace                                | Our Lady Peace                                | Our Lady Peace                                | Our Lady Peace                                | Our Lady Peace                                | Our Lady Peace                                | Our Lady Peace                                | Our Lady Peace                                | Our Lady Peace                                | Our Lady Peace                                | Our Lady Peace                                | Our Lady Peace                                | Our Lady Peace                                | Our Lady Peace                                | Our Lady Peace                                | Our Lady Peace                                | Our Lady Peace                                | Our Lady Peace                                | Our Lady Peace                                | Our Lady Peace                                | Our Lady Peace                                | Our Lady Peace                                | Our Lady Peace                                | Our Lady Peace                                | Our Lady Peace                                | Our Lady Peace                                | Our Lady Peace                                | Our Lady Peace                                | Our Lady Peace                                | Our Lady Peace                                | Our Lady Peace                                | Our Lady Peace                                | Our Lady Peace                                | Our Lady Peace                                | Our Lady Peace                                | Our Lady Peace                                | Our Lady Peace                                | Our Lady Peace                                | Our Lady Peace                                | Our Lady Peace                                | Our Lady Peace                                | Our Lady Peace                                | Our Lady Peace                                | Our Lady Peace                                | Our Lady Peace                                | Our Lady Peace                                | Our Lady Peace                                | Our Lady Peace                                | Our Lady Peace                                | Our Lady Peace                                | Our Lady Peace                                | 5       | 5       | 5       | 5       | 5       | 5       | 5       | 5       | 5       | 5       | 5       | 5       | 5       | 5       | 5       | 5       | 5       | 5       | 5       | 5       | 5       | 5       | 5       | 5       | 5       | 5       | 5       | 5       | 5       | 5       | 5       | 5       | 5       | 5       | 5       | 5       | 5       | 5       | 5       | 5       | 5       | 5       | 5       | 5       | 5       | 5       | 5       | 5       | 5       | 5       | 5       | 5       | 5       | 5       | 5       | 5       | 5       | 5       | 5       | 5       | 5       | 5       | 5       | 5       | 5       | 5       | 5       | 5       | 5       | 5       | 5       | 5       | 5       | 5       | 5       | 5       | 5       | 5       | 5       | 5       | 5       | 5       | 5       | 5       | 5       | 5       | 5       | 5       | 5       | 5       | 5       | 5       | 5       | 5       | 5       | 5       | 5       | 5       | 5       | 5       | Sauf     | Sauf     | Sauf     | Sauf     | Sauf     | Sauf     | Sauf     | Sauf     | Sauf     | Sauf     | Sauf     | Sauf     | Sauf     | Sauf     | Sauf     | Sauf     | Sauf     | Sauf     | Sauf     | Sauf     | Sauf     | Sauf     | Sauf     | Sauf     | Sauf     | Sauf     | Sauf     | Sauf     | Sauf     | Sauf     | Sauf     | Sauf     | Sauf     | Sauf     | Sauf     | Sauf     | Sauf     | Sauf     | Sauf     | Sauf     | Sauf     | Sauf     | Sauf     | Sauf     | Sauf     | Sauf     | Sauf     | Sauf     | Sauf     | Sauf     | Sauf     | Sauf     | Sauf     | Sauf     | Sauf     | Sauf     | Sauf     | Sauf     | Sauf     | Sauf     | Sauf     | Sauf     | Sauf     | Sauf     | Sauf     | Sauf     | Sauf     | Sauf     | Sauf     | Sauf     |
| Top 7              | Top 7              | Top 7              | Top 7              | Top 7              | Top 7              | Top 7              | Top 7              | Top 7              | Top 7              | Top 7              | Top 7              | Top 7              | Top 7              | Top 7              | Top 7              | Top 7              | Top 7              | Top 7              | Top 7              | Top 7              | Top 7              | Top 7              | Top 7              | Top 7              | Top 7              | Top 7              | Top 7              | Top 7              | Top 7              | Top 7              | Top 7              | Top 7              | Top 7              | Top 7              | Top 7              | Top 7              | Top 7              | Top 7              | Top 7              | Top 7              | Top 7              | Top 7              | Top 7              | Top 7              | Top 7              | Top 7              | Top 7              | Top 7              | Top 7              | Top 7              | Top 7              | Top 7              | Top 7              | Top 7              | Top 7              | Top 7              | Top 7              | Top 7              | Top 7              | Top 7              | Top 7              | Top 7              | Top 7              | Top 7              | Top 7              | Top 7              | Top 7              | Top 7              | Top 7              | Top 7              | Top 7              | Top 7              | Top 7              | Top 7              | Top 7              | Top 7              | Top 7              | Top 7              | Top 7              | Top 7              | Top 7              | Top 7              | Top 7              | Top 7              | Top 7              | Top 7              | Top 7              | Top 7              | Top 7              | Mariah Carey                                                        | Mariah Carey                                                        | Mariah Carey                                                        | Mariah Carey                                                        | Mariah Carey                                                        | Mariah Carey                                                        | Mariah Carey                                                        | Mariah Carey                                                        | Mariah Carey                                                        | Mariah Carey                                                        | Mariah Carey                                                        | Mariah Carey                                                        | Mariah Carey                                                        | Mariah Carey                                                        | Mariah Carey                                                        | Mariah Carey                                                        | Mariah Carey                                                        | Mariah Carey                                                        | Mariah Carey                                                        | Mariah Carey                                                        | Mariah Carey                                                        | Mariah Carey                                                        | Mariah Carey                                                        | Mariah Carey                                                        | Mariah Carey                                                        | Mariah Carey                                                        | Mariah Carey                                                        | Mariah Carey                                                        | Mariah Carey                                                        | Mariah Carey                                                        | Mariah Carey                                                        | Mariah Carey                                                        | Mariah Carey                                                        | Mariah Carey                                                        | Mariah Carey                                                        | Mariah Carey                                                        | Mariah Carey                                                        | Mariah Carey                                                        | Mariah Carey                                                        | Mariah Carey                                                        | Mariah Carey                                                        | Mariah Carey                                                        | Mariah Carey                                                        | Mariah Carey                                                        | Mariah Carey                                                        | Mariah Carey                                                        | Mariah Carey                                                        | Mariah Carey                                                        | Mariah Carey                                                        | Mariah Carey                                                        | Mariah Carey                                                        | Mariah Carey                                                        | Mariah Carey                                                        | Mariah Carey                                                        | Mariah Carey                                                        | Mariah Carey                                                        | Mariah Carey                                                        | Mariah Carey                                                        | Mariah Carey                                                        | Mariah Carey                                                        | Mariah Carey                                                        | Mariah Carey                                                        | Mariah Carey                                                        | Mariah Carey                                                        | Mariah Carey                                                        | Mariah Carey                                                        | Mariah Carey                                                        | Mariah Carey                                                        | Mariah Carey                                                        | Mariah Carey                                                        | Mariah Carey                                                        | Mariah Carey                                                        | Mariah Carey                                                        | Mariah Carey                                                        | Mariah Carey                                                        | Mariah Carey                                                        | Mariah Carey                                                        | Mariah Carey                                                        | Mariah Carey                                                        | Mariah Carey                                                        | Mariah Carey                                                        | Mariah Carey                                                        | Mariah Carey                                                        | Mariah Carey                                                        | Mariah Carey                                                        | Mariah Carey                                                        | Mariah Carey                                                        | Mariah Carey                                                        | Mariah Carey                                                        | Mariah Carey                                                        | Mariah Carey                                                        | Mariah Carey                                                        | Mariah Carey                                                        | Mariah Carey                                                        | Mariah Carey                                                        | Mariah Carey                                                        | Mariah Carey                                                        | Mariah Carey                                                        | Mariah Carey                                                        | Mariah Carey                                                        | Always Be My Baby                                                                             | Always Be My Baby                                                                             | Always Be My Baby                                                                             | Always Be My Baby                                                                             | Always Be My Baby                                                                             | Always Be My Baby                                                                             | Always Be My Baby                                                                             | Always Be My Baby                                                                             | Always Be My Baby                                                                             | Always Be My Baby                                                                             | Always Be My Baby                                                                             | Always Be My Baby                                                                             | Always Be My Baby                                                                             | Always Be My Baby                                                                             | Always Be My Baby                                                                             | Always Be My Baby                                                                             | Always Be My Baby                                                                             | Always Be My Baby                                                                             | Always Be My Baby                                                                             | Always Be My Baby                                                                             | Always Be My Baby                                                                             | Always Be My Baby                                                                             | Always Be My Baby                                                                             | Always Be My Baby                                                                             | Always Be My Baby                                                                             | Always Be My Baby                                                                             | Always Be My Baby                                                                             | Always Be My Baby                                                                             | Always Be My Baby                                                                             | Always Be My Baby                                                                             | Always Be My Baby                                                                             | Always Be My Baby                                                                             | Always Be My Baby                                                                             | Always Be My Baby                                                                             | Always Be My Baby                                                                             | Always Be My Baby                                                                             | Always Be My Baby                                                                             | Always Be My Baby                                                                             | Always Be My Baby                                                                             | Always Be My Baby                                                                             | Always Be My Baby                                                                             | Always Be My Baby                                                                             | Always Be My Baby                                                                             | Always Be My Baby                                                                             | Always Be My Baby                                                                             | Always Be My Baby                                                                             | Always Be My Baby                                                                             | Always Be My Baby                                                                             | Always Be My Baby                                                                             | Always Be My Baby                                                                             | Always Be My Baby                                                                             | Always Be My Baby                                                                             | Always Be My Baby                                                                             | Always Be My Baby                                                                             | Always Be My Baby                                                                             | Always Be My Baby                                                                             | Always Be My Baby                                                                             | Always Be My Baby                                                                             | Always Be My Baby                                                                             | Always Be My Baby                                                                             | Always Be My Baby                                                                             | Always Be My Baby                                                                             | Always Be My Baby                                                                             | Always Be My Baby                                                                             | Always Be My Baby                                                                             | Always Be My Baby                                                                             | Always Be My Baby                                                                             | Always Be My Baby                                                                             | Always Be My Baby                                                                             | Always Be My Baby                                                                             | Always Be My Baby                                                                             | Always Be My Baby                                                                             | Always Be My Baby                                                                             | Always Be My Baby                                                                             | Always Be My Baby                                                                             | Always Be My Baby                                                                             | Always Be My Baby                                                                             | Always Be My Baby                                                                             | Always Be My Baby                                                                             | Always Be My Baby                                                                             | Always Be My Baby                                                                             | Always Be My Baby                                                                             | Always Be My Baby                                                                             | Always Be My Baby                                                                             | Always Be My Baby                                                                             | Always Be My Baby                                                                             | Always Be My Baby                                                                             | Always Be My Baby                                                                             | Always Be My Baby                                                                             | Always Be My Baby                                                                             | Always Be My Baby                                                                             | Always Be My Baby                                                                             | Always Be My Baby                                                                             | Always Be My Baby                                                                             | Always Be My Baby                                                                             | Always Be My Baby                                                                             | Always Be My Baby                                                                             | Always Be My Baby                                                                             | Always Be My Baby                                                                             | Always Be My Baby                                                                             | Always Be My Baby                                                                             | Always Be My Baby                                                                             | Always Be My Baby                                                                             | Always Be My Baby                                                                             | Always Be My Baby                                                                             | Always Be My Baby                                                                             | Always Be My Baby                                                                             | Always Be My Baby                                                                             | Always Be My Baby                                                                             | Always Be My Baby                                                                             | Always Be My Baby                                                                             | Always Be My Baby                                                                             | Always Be My Baby                                                                             | Always Be My Baby                                                                             | Always Be My Baby                                                                             | Always Be My Baby                                                                             | Always Be My Baby                                                                             | Always Be My Baby                                                                             | Always Be My Baby                                                                             | Always Be My Baby                                                                             | Always Be My Baby                                                                             | Always Be My Baby                                                                             | Always Be My Baby                                                                             | Always Be My Baby                                                                             | Always Be My Baby                                                                             | Always Be My Baby                                                                             | Always Be My Baby                                                                             | Always Be My Baby                                                                             | Always Be My Baby                                                                             | Always Be My Baby                                                                             | Mariah Carey                                  | Mariah Carey                                  | Mariah Carey                                  | Mariah Carey                                  | Mariah Carey                                  | Mariah Carey                                  | Mariah Carey                                  | Mariah Carey                                  | Mariah Carey                                  | Mariah Carey                                  | Mariah Carey                                  | Mariah Carey                                  | Mariah Carey                                  | Mariah Carey                                  | Mariah Carey                                  | Mariah Carey                                  | Mariah Carey                                  | Mariah Carey                                  | Mariah Carey                                  | Mariah Carey                                  | Mariah Carey                                  | Mariah Carey                                  | Mariah Carey                                  | Mariah Carey                                  | Mariah Carey                                  | Mariah Carey                                  | Mariah Carey                                  | Mariah Carey                                  | Mariah Carey                                  | Mariah Carey                                  | Mariah Carey                                  | Mariah Carey                                  | Mariah Carey                                  | Mariah Carey                                  | Mariah Carey                                  | Mariah Carey                                  | Mariah Carey                                  | Mariah Carey                                  | Mariah Carey                                  | Mariah Carey                                  | Mariah Carey                                  | Mariah Carey                                  | Mariah Carey                                  | Mariah Carey                                  | Mariah Carey                                  | Mariah Carey                                  | Mariah Carey                                  | Mariah Carey                                  | Mariah Carey                                  | Mariah Carey                                  | Mariah Carey                                  | Mariah Carey                                  | Mariah Carey                                  | Mariah Carey                                  | Mariah Carey                                  | Mariah Carey                                  | Mariah Carey                                  | Mariah Carey                                  | Mariah Carey                                  | Mariah Carey                                  | Mariah Carey                                  | Mariah Carey                                  | Mariah Carey                                  | Mariah Carey                                  | Mariah Carey                                  | Mariah Carey                                  | Mariah Carey                                  | Mariah Carey                                  | Mariah Carey                                  | Mariah Carey                                  | Mariah Carey                                  | Mariah Carey                                  | Mariah Carey                                  | Mariah Carey                                  | Mariah Carey                                  | Mariah Carey                                  | Mariah Carey                                  | Mariah Carey                                  | Mariah Carey                                  | Mariah Carey                                  | Mariah Carey                                  | Mariah Carey                                  | Mariah Carey                                  | Mariah Carey                                  | Mariah Carey                                  | Mariah Carey                                  | Mariah Carey                                  | Mariah Carey                                  | Mariah Carey                                  | Mariah Carey                                  | Mariah Carey                                  | Mariah Carey                                  | Mariah Carey                                  | Mariah Carey                                  | Mariah Carey                                  | Mariah Carey                                  | Mariah Carey                                  | Mariah Carey                                  | Mariah Carey                                  | Mariah Carey                                  | 6       | 6       | 6       | 6       | 6       | 6       | 6       | 6       | 6       | 6       | 6       | 6       | 6       | 6       | 6       | 6       | 6       | 6       | 6       | 6       | 6       | 6       | 6       | 6       | 6       | 6       | 6       | 6       | 6       | 6       | 6       | 6       | 6       | 6       | 6       | 6       | 6       | 6       | 6       | 6       | 6       | 6       | 6       | 6       | 6       | 6       | 6       | 6       | 6       | 6       | 6       | 6       | 6       | 6       | 6       | 6       | 6       | 6       | 6       | 6       | 6       | 6       | 6       | 6       | 6       | 6       | 6       | 6       | 6       | 6       | 6       | 6       | 6       | 6       | 6       | 6       | 6       | 6       | 6       | 6       | 6       | 6       | 6       | 6       | 6       | 6       | 6       | 6       | 6       | 6       | 6       | 6       | 6       | 6       | 6       | 6       | 6       | 6       | 6       | 6       | Sauf     | Sauf     | Sauf     | Sauf     | Sauf     | Sauf     | Sauf     | Sauf     | Sauf     | Sauf     | Sauf     | Sauf     | Sauf     | Sauf     | Sauf     | Sauf     | Sauf     | Sauf     | Sauf     | Sauf     | Sauf     | Sauf     | Sauf     | Sauf     | Sauf     | Sauf     | Sauf     | Sauf     | Sauf     | Sauf     | Sauf     | Sauf     | Sauf     | Sauf     | Sauf     | Sauf     | Sauf     | Sauf     | Sauf     | Sauf     | Sauf     | Sauf     | Sauf     | Sauf     | Sauf     | Sauf     | Sauf     | Sauf     | Sauf     | Sauf     | Sauf     | Sauf     | Sauf     | Sauf     | Sauf     | Sauf     | Sauf     | Sauf     | Sauf     | Sauf     | Sauf     | Sauf     | Sauf     | Sauf     | Sauf     | Sauf     | Sauf     | Sauf     | Sauf     | Sauf     |
| Top 6              | Top 6              | Top 6              | Top 6              | Top 6              | Top 6              | Top 6              | Top 6              | Top 6              | Top 6              | Top 6              | Top 6              | Top 6              | Top 6              | Top 6              | Top 6              | Top 6              | Top 6              | Top 6              | Top 6              | Top 6              | Top 6              | Top 6              | Top 6              | Top 6              | Top 6              | Top 6              | Top 6              | Top 6              | Top 6              | Top 6              | Top 6              | Top 6              | Top 6              | Top 6              | Top 6              | Top 6              | Top 6              | Top 6              | Top 6              | Top 6              | Top 6              | Top 6              | Top 6              | Top 6              | Top 6              | Top 6              | Top 6              | Top 6              | Top 6              | Top 6              | Top 6              | Top 6              | Top 6              | Top 6              | Top 6              | Top 6              | Top 6              | Top 6              | Top 6              | Top 6              | Top 6              | Top 6              | Top 6              | Top 6              | Top 6              | Top 6              | Top 6              | Top 6              | Top 6              | Top 6              | Top 6              | Top 6              | Top 6              | Top 6              | Top 6              | Top 6              | Top 6              | Top 6              | Top 6              | Top 6              | Top 6              | Top 6              | Top 6              | Top 6              | Top 6              | Top 6              | Top 6              | Top 6              | Top 6              | Andrew Lloyd Webber                                                 | Andrew Lloyd Webber                                                 | Andrew Lloyd Webber                                                 | Andrew Lloyd Webber                                                 | Andrew Lloyd Webber                                                 | Andrew Lloyd Webber                                                 | Andrew Lloyd Webber                                                 | Andrew Lloyd Webber                                                 | Andrew Lloyd Webber                                                 | Andrew Lloyd Webber                                                 | Andrew Lloyd Webber                                                 | Andrew Lloyd Webber                                                 | Andrew Lloyd Webber                                                 | Andrew Lloyd Webber                                                 | Andrew Lloyd Webber                                                 | Andrew Lloyd Webber                                                 | Andrew Lloyd Webber                                                 | Andrew Lloyd Webber                                                 | Andrew Lloyd Webber                                                 | Andrew Lloyd Webber                                                 | Andrew Lloyd Webber                                                 | Andrew Lloyd Webber                                                 | Andrew Lloyd Webber                                                 | Andrew Lloyd Webber                                                 | Andrew Lloyd Webber                                                 | Andrew Lloyd Webber                                                 | Andrew Lloyd Webber                                                 | Andrew Lloyd Webber                                                 | Andrew Lloyd Webber                                                 | Andrew Lloyd Webber                                                 | Andrew Lloyd Webber                                                 | Andrew Lloyd Webber                                                 | Andrew Lloyd Webber                                                 | Andrew Lloyd Webber                                                 | Andrew Lloyd Webber                                                 | Andrew Lloyd Webber                                                 | Andrew Lloyd Webber                                                 | Andrew Lloyd Webber                                                 | Andrew Lloyd Webber                                                 | Andrew Lloyd Webber                                                 | Andrew Lloyd Webber                                                 | Andrew Lloyd Webber                                                 | Andrew Lloyd Webber                                                 | Andrew Lloyd Webber                                                 | Andrew Lloyd Webber                                                 | Andrew Lloyd Webber                                                 | Andrew Lloyd Webber                                                 | Andrew Lloyd Webber                                                 | Andrew Lloyd Webber                                                 | Andrew Lloyd Webber                                                 | Andrew Lloyd Webber                                                 | Andrew Lloyd Webber                                                 | Andrew Lloyd Webber                                                 | Andrew Lloyd Webber                                                 | Andrew Lloyd Webber                                                 | Andrew Lloyd Webber                                                 | Andrew Lloyd Webber                                                 | Andrew Lloyd Webber                                                 | Andrew Lloyd Webber                                                 | Andrew Lloyd Webber                                                 | Andrew Lloyd Webber                                                 | Andrew Lloyd Webber                                                 | Andrew Lloyd Webber                                                 | Andrew Lloyd Webber                                                 | Andrew Lloyd Webber                                                 | Andrew Lloyd Webber                                                 | Andrew Lloyd Webber                                                 | Andrew Lloyd Webber                                                 | Andrew Lloyd Webber                                                 | Andrew Lloyd Webber                                                 | Andrew Lloyd Webber                                                 | Andrew Lloyd Webber                                                 | Andrew Lloyd Webber                                                 | Andrew Lloyd Webber                                                 | Andrew Lloyd Webber                                                 | Andrew Lloyd Webber                                                 | Andrew Lloyd Webber                                                 | Andrew Lloyd Webber                                                 | Andrew Lloyd Webber                                                 | Andrew Lloyd Webber                                                 | Andrew Lloyd Webber                                                 | Andrew Lloyd Webber                                                 | Andrew Lloyd Webber                                                 | Andrew Lloyd Webber                                                 | Andrew Lloyd Webber                                                 | Andrew Lloyd Webber                                                 | Andrew Lloyd Webber                                                 | Andrew Lloyd Webber                                                 | Andrew Lloyd Webber                                                 | Andrew Lloyd Webber                                                 | Andrew Lloyd Webber                                                 | Andrew Lloyd Webber                                                 | Andrew Lloyd Webber                                                 | Andrew Lloyd Webber                                                 | Andrew Lloyd Webber                                                 | Andrew Lloyd Webber                                                 | Andrew Lloyd Webber                                                 | Andrew Lloyd Webber                                                 | Andrew Lloyd Webber                                                 | Andrew Lloyd Webber                                                 | The Music of the Night                                                                        | The Music of the Night                                                                        | The Music of the Night                                                                        | The Music of the Night                                                                        | The Music of the Night                                                                        | The Music of the Night                                                                        | The Music of the Night                                                                        | The Music of the Night                                                                        | The Music of the Night                                                                        | The Music of the Night                                                                        | The Music of the Night                                                                        | The Music of the Night                                                                        | The Music of the Night                                                                        | The Music of the Night                                                                        | The Music of the Night                                                                        | The Music of the Night                                                                        | The Music of the Night                                                                        | The Music of the Night                                                                        | The Music of the Night                                                                        | The Music of the Night                                                                        | The Music of the Night                                                                        | The Music of the Night                                                                        | The Music of the Night                                                                        | The Music of the Night                                                                        | The Music of the Night                                                                        | The Music of the Night                                                                        | The Music of the Night                                                                        | The Music of the Night                                                                        | The Music of the Night                                                                        | The Music of the Night                                                                        | The Music of the Night                                                                        | The Music of the Night                                                                        | The Music of the Night                                                                        | The Music of the Night                                                                        | The Music of the Night                                                                        | The Music of the Night                                                                        | The Music of the Night                                                                        | The Music of the Night                                                                        | The Music of the Night                                                                        | The Music of the Night                                                                        | The Music of the Night                                                                        | The Music of the Night                                                                        | The Music of the Night                                                                        | The Music of the Night                                                                        | The Music of the Night                                                                        | The Music of the Night                                                                        | The Music of the Night                                                                        | The Music of the Night                                                                        | The Music of the Night                                                                        | The Music of the Night                                                                        | The Music of the Night                                                                        | The Music of the Night                                                                        | The Music of the Night                                                                        | The Music of the Night                                                                        | The Music of the Night                                                                        | The Music of the Night                                                                        | The Music of the Night                                                                        | The Music of the Night                                                                        | The Music of the Night                                                                        | The Music of the Night                                                                        | The Music of the Night                                                                        | The Music of the Night                                                                        | The Music of the Night                                                                        | The Music of the Night                                                                        | The Music of the Night                                                                        | The Music of the Night                                                                        | The Music of the Night                                                                        | The Music of the Night                                                                        | The Music of the Night                                                                        | The Music of the Night                                                                        | The Music of the Night                                                                        | The Music of the Night                                                                        | The Music of the Night                                                                        | The Music of the Night                                                                        | The Music of the Night                                                                        | The Music of the Night                                                                        | The Music of the Night                                                                        | The Music of the Night                                                                        | The Music of the Night                                                                        | The Music of the Night                                                                        | The Music of the Night                                                                        | The Music of the Night                                                                        | The Music of the Night                                                                        | The Music of the Night                                                                        | The Music of the Night                                                                        | The Music of the Night                                                                        | The Music of the Night                                                                        | The Music of the Night                                                                        | The Music of the Night                                                                        | The Music of the Night                                                                        | The Music of the Night                                                                        | The Music of the Night                                                                        | The Music of the Night                                                                        | The Music of the Night                                                                        | The Music of the Night                                                                        | The Music of the Night                                                                        | The Music of the Night                                                                        | The Music of the Night                                                                        | The Music of the Night                                                                        | The Music of the Night                                                                        | The Music of the Night                                                                        | The Music of the Night                                                                        | The Music of the Night                                                                        | The Music of the Night                                                                        | The Music of the Night                                                                        | The Music of the Night                                                                        | The Music of the Night                                                                        | The Music of the Night                                                                        | The Music of the Night                                                                        | The Music of the Night                                                                        | The Music of the Night                                                                        | The Music of the Night                                                                        | The Music of the Night                                                                        | The Music of the Night                                                                        | The Music of the Night                                                                        | The Music of the Night                                                                        | The Music of the Night                                                                        | The Music of the Night                                                                        | The Music of the Night                                                                        | The Music of the Night                                                                        | The Music of the Night                                                                        | The Music of the Night                                                                        | The Music of the Night                                                                        | The Music of the Night                                                                        | The Music of the Night                                                                        | The Music of the Night                                                                        | The Music of the Night                                                                        | The Music of the Night                                                                        | The Music of the Night                                                                        | The Music of the Night                                                                        | The Phantom of the Opera                      | The Phantom of the Opera                      | The Phantom of the Opera                      | The Phantom of the Opera                      | The Phantom of the Opera                      | The Phantom of the Opera                      | The Phantom of the Opera                      | The Phantom of the Opera                      | The Phantom of the Opera                      | The Phantom of the Opera                      | The Phantom of the Opera                      | The Phantom of the Opera                      | The Phantom of the Opera                      | The Phantom of the Opera                      | The Phantom of the Opera                      | The Phantom of the Opera                      | The Phantom of the Opera                      | The Phantom of the Opera                      | The Phantom of the Opera                      | The Phantom of the Opera                      | The Phantom of the Opera                      | The Phantom of the Opera                      | The Phantom of the Opera                      | The Phantom of the Opera                      | The Phantom of the Opera                      | The Phantom of the Opera                      | The Phantom of the Opera                      | The Phantom of the Opera                      | The Phantom of the Opera                      | The Phantom of the Opera                      | The Phantom of the Opera                      | The Phantom of the Opera                      | The Phantom of the Opera                      | The Phantom of the Opera                      | The Phantom of the Opera                      | The Phantom of the Opera                      | The Phantom of the Opera                      | The Phantom of the Opera                      | The Phantom of the Opera                      | The Phantom of the Opera                      | The Phantom of the Opera                      | The Phantom of the Opera                      | The Phantom of the Opera                      | The Phantom of the Opera                      | The Phantom of the Opera                      | The Phantom of the Opera                      | The Phantom of the Opera                      | The Phantom of the Opera                      | The Phantom of the Opera                      | The Phantom of the Opera                      | The Phantom of the Opera                      | The Phantom of the Opera                      | The Phantom of the Opera                      | The Phantom of the Opera                      | The Phantom of the Opera                      | The Phantom of the Opera                      | The Phantom of the Opera                      | The Phantom of the Opera                      | The Phantom of the Opera                      | The Phantom of the Opera                      | The Phantom of the Opera                      | The Phantom of the Opera                      | The Phantom of the Opera                      | The Phantom of the Opera                      | The Phantom of the Opera                      | The Phantom of the Opera                      | The Phantom of the Opera                      | The Phantom of the Opera                      | The Phantom of the Opera                      | The Phantom of the Opera                      | The Phantom of the Opera                      | The Phantom of the Opera                      | The Phantom of the Opera                      | The Phantom of the Opera                      | The Phantom of the Opera                      | The Phantom of the Opera                      | The Phantom of the Opera                      | The Phantom of the Opera                      | The Phantom of the Opera                      | The Phantom of the Opera                      | The Phantom of the Opera                      | The Phantom of the Opera                      | The Phantom of the Opera                      | The Phantom of the Opera                      | The Phantom of the Opera                      | The Phantom of the Opera                      | The Phantom of the Opera                      | The Phantom of the Opera                      | The Phantom of the Opera                      | The Phantom of the Opera                      | The Phantom of the Opera                      | The Phantom of the Opera                      | The Phantom of the Opera                      | The Phantom of the Opera                      | The Phantom of the Opera                      | The Phantom of the Opera                      | The Phantom of the Opera                      | The Phantom of the Opera                      | The Phantom of the Opera                      | The Phantom of the Opera                      | 6       | 6       | 6       | 6       | 6       | 6       | 6       | 6       | 6       | 6       | 6       | 6       | 6       | 6       | 6       | 6       | 6       | 6       | 6       | 6       | 6       | 6       | 6       | 6       | 6       | 6       | 6       | 6       | 6       | 6       | 6       | 6       | 6       | 6       | 6       | 6       | 6       | 6       | 6       | 6       | 6       | 6       | 6       | 6       | 6       | 6       | 6       | 6       | 6       | 6       | 6       | 6       | 6       | 6       | 6       | 6       | 6       | 6       | 6       | 6       | 6       | 6       | 6       | 6       | 6       | 6       | 6       | 6       | 6       | 6       | 6       | 6       | 6       | 6       | 6       | 6       | 6       | 6       | 6       | 6       | 6       | 6       | 6       | 6       | 6       | 6       | 6       | 6       | 6       | 6       | 6       | 6       | 6       | 6       | 6       | 6       | 6       | 6       | 6       | 6       | Sauf     | Sauf     | Sauf     | Sauf     | Sauf     | Sauf     | Sauf     | Sauf     | Sauf     | Sauf     | Sauf     | Sauf     | Sauf     | Sauf     | Sauf     | Sauf     | Sauf     | Sauf     | Sauf     | Sauf     | Sauf     | Sauf     | Sauf     | Sauf     | Sauf     | Sauf     | Sauf     | Sauf     | Sauf     | Sauf     | Sauf     | Sauf     | Sauf     | Sauf     | Sauf     | Sauf     | Sauf     | Sauf     | Sauf     | Sauf     | Sauf     | Sauf     | Sauf     | Sauf     | Sauf     | Sauf     | Sauf     | Sauf     | Sauf     | Sauf     | Sauf     | Sauf     | Sauf     | Sauf     | Sauf     | Sauf     | Sauf     | Sauf     | Sauf     | Sauf     | Sauf     | Sauf     | Sauf     | Sauf     | Sauf     | Sauf     | Sauf     | Sauf     | Sauf     | Sauf     |
| Top 5              | Top 5              | Top 5              | Top 5              | Top 5              | Top 5              | Top 5              | Top 5              | Top 5              | Top 5              | Top 5              | Top 5              | Top 5              | Top 5              | Top 5              | Top 5              | Top 5              | Top 5              | Top 5              | Top 5              | Top 5              | Top 5              | Top 5              | Top 5              | Top 5              | Top 5              | Top 5              | Top 5              | Top 5              | Top 5              | Top 5              | Top 5              | Top 5              | Top 5              | Top 5              | Top 5              | Top 5              | Top 5              | Top 5              | Top 5              | Top 5              | Top 5              | Top 5              | Top 5              | Top 5              | Top 5              | Top 5              | Top 5              | Top 5              | Top 5              | Top 5              | Top 5              | Top 5              | Top 5              | Top 5              | Top 5              | Top 5              | Top 5              | Top 5              | Top 5              | Top 5              | Top 5              | Top 5              | Top 5              | Top 5              | Top 5              | Top 5              | Top 5              | Top 5              | Top 5              | Top 5              | Top 5              | Top 5              | Top 5              | Top 5              | Top 5              | Top 5              | Top 5              | Top 5              | Top 5              | Top 5              | Top 5              | Top 5              | Top 5              | Top 5              | Top 5              | Top 5              | Top 5              | Top 5              | Top 5              | Neil Diamond                                                        | Neil Diamond                                                        | Neil Diamond                                                        | Neil Diamond                                                        | Neil Diamond                                                        | Neil Diamond                                                        | Neil Diamond                                                        | Neil Diamond                                                        | Neil Diamond                                                        | Neil Diamond                                                        | Neil Diamond                                                        | Neil Diamond                                                        | Neil Diamond                                                        | Neil Diamond                                                        | Neil Diamond                                                        | Neil Diamond                                                        | Neil Diamond                                                        | Neil Diamond                                                        | Neil Diamond                                                        | Neil Diamond                                                        | Neil Diamond                                                        | Neil Diamond                                                        | Neil Diamond                                                        | Neil Diamond                                                        | Neil Diamond                                                        | Neil Diamond                                                        | Neil Diamond                                                        | Neil Diamond                                                        | Neil Diamond                                                        | Neil Diamond                                                        | Neil Diamond                                                        | Neil Diamond                                                        | Neil Diamond                                                        | Neil Diamond                                                        | Neil Diamond                                                        | Neil Diamond                                                        | Neil Diamond                                                        | Neil Diamond                                                        | Neil Diamond                                                        | Neil Diamond                                                        | Neil Diamond                                                        | Neil Diamond                                                        | Neil Diamond                                                        | Neil Diamond                                                        | Neil Diamond                                                        | Neil Diamond                                                        | Neil Diamond                                                        | Neil Diamond                                                        | Neil Diamond                                                        | Neil Diamond                                                        | Neil Diamond                                                        | Neil Diamond                                                        | Neil Diamond                                                        | Neil Diamond                                                        | Neil Diamond                                                        | Neil Diamond                                                        | Neil Diamond                                                        | Neil Diamond                                                        | Neil Diamond                                                        | Neil Diamond                                                        | Neil Diamond                                                        | Neil Diamond                                                        | Neil Diamond                                                        | Neil Diamond                                                        | Neil Diamond                                                        | Neil Diamond                                                        | Neil Diamond                                                        | Neil Diamond                                                        | Neil Diamond                                                        | Neil Diamond                                                        | Neil Diamond                                                        | Neil Diamond                                                        | Neil Diamond                                                        | Neil Diamond                                                        | Neil Diamond                                                        | Neil Diamond                                                        | Neil Diamond                                                        | Neil Diamond                                                        | Neil Diamond                                                        | Neil Diamond                                                        | Neil Diamond                                                        | Neil Diamond                                                        | Neil Diamond                                                        | Neil Diamond                                                        | Neil Diamond                                                        | Neil Diamond                                                        | Neil Diamond                                                        | Neil Diamond                                                        | Neil Diamond                                                        | Neil Diamond                                                        | Neil Diamond                                                        | Neil Diamond                                                        | Neil Diamond                                                        | Neil Diamond                                                        | Neil Diamond                                                        | Neil Diamond                                                        | Neil Diamond                                                        | Neil Diamond                                                        | Neil Diamond                                                        | Neil Diamond                                                        | I'm Alive All I Really Need Is You                                                            | I'm Alive All I Really Need Is You                                                            | I'm Alive All I Really Need Is You                                                            | I'm Alive All I Really Need Is You                                                            | I'm Alive All I Really Need Is You                                                            | I'm Alive All I Really Need Is You                                                            | I'm Alive All I Really Need Is You                                                            | I'm Alive All I Really Need Is You                                                            | I'm Alive All I Really Need Is You                                                            | I'm Alive All I Really Need Is You                                                            | I'm Alive All I Really Need Is You                                                            | I'm Alive All I Really Need Is You                                                            | I'm Alive All I Really Need Is You                                                            | I'm Alive All I Really Need Is You                                                            | I'm Alive All I Really Need Is You                                                            | I'm Alive All I Really Need Is You                                                            | I'm Alive All I Really Need Is You                                                            | I'm Alive All I Really Need Is You                                                            | I'm Alive All I Really Need Is You                                                            | I'm Alive All I Really Need Is You                                                            | I'm Alive All I Really Need Is You                                                            | I'm Alive All I Really Need Is You                                                            | I'm Alive All I Really Need Is You                                                            | I'm Alive All I Really Need Is You                                                            | I'm Alive All I Really Need Is You                                                            | I'm Alive All I Really Need Is You                                                            | I'm Alive All I Really Need Is You                                                            | I'm Alive All I Really Need Is You                                                            | I'm Alive All I Really Need Is You                                                            | I'm Alive All I Really Need Is You                                                            | I'm Alive All I Really Need Is You                                                            | I'm Alive All I Really Need Is You                                                            | I'm Alive All I Really Need Is You                                                            | I'm Alive All I Really Need Is You                                                            | I'm Alive All I Really Need Is You                                                            | I'm Alive All I Really Need Is You                                                            | I'm Alive All I Really Need Is You                                                            | I'm Alive All I Really Need Is You                                                            | I'm Alive All I Really Need Is You                                                            | I'm Alive All I Really Need Is You                                                            | I'm Alive All I Really Need Is You                                                            | I'm Alive All I Really Need Is You                                                            | I'm Alive All I Really Need Is You                                                            | I'm Alive All I Really Need Is You                                                            | I'm Alive All I Really Need Is You                                                            | I'm Alive All I Really Need Is You                                                            | I'm Alive All I Really Need Is You                                                            | I'm Alive All I Really Need Is You                                                            | I'm Alive All I Really Need Is You                                                            | I'm Alive All I Really Need Is You                                                            | I'm Alive All I Really Need Is You                                                            | I'm Alive All I Really Need Is You                                                            | I'm Alive All I Really Need Is You                                                            | I'm Alive All I Really Need Is You                                                            | I'm Alive All I Really Need Is You                                                            | I'm Alive All I Really Need Is You                                                            | I'm Alive All I Really Need Is You                                                            | I'm Alive All I Really Need Is You                                                            | I'm Alive All I Really Need Is You                                                            | I'm Alive All I Really Need Is You                                                            | I'm Alive All I Really Need Is You                                                            | I'm Alive All I Really Need Is You                                                            | I'm Alive All I Really Need Is You                                                            | I'm Alive All I Really Need Is You                                                            | I'm Alive All I Really Need Is You                                                            | I'm Alive All I Really Need Is You                                                            | I'm Alive All I Really Need Is You                                                            | I'm Alive All I Really Need Is You                                                            | I'm Alive All I Really Need Is You                                                            | I'm Alive All I Really Need Is You                                                            | I'm Alive All I Really Need Is You                                                            | I'm Alive All I Really Need Is You                                                            | I'm Alive All I Really Need Is You                                                            | I'm Alive All I Really Need Is You                                                            | I'm Alive All I Really Need Is You                                                            | I'm Alive All I Really Need Is You                                                            | I'm Alive All I Really Need Is You                                                            | I'm Alive All I Really Need Is You                                                            | I'm Alive All I Really Need Is You                                                            | I'm Alive All I Really Need Is You                                                            | I'm Alive All I Really Need Is You                                                            | I'm Alive All I Really Need Is You                                                            | I'm Alive All I Really Need Is You                                                            | I'm Alive All I Really Need Is You                                                            | I'm Alive All I Really Need Is You                                                            | I'm Alive All I Really Need Is You                                                            | I'm Alive All I Really Need Is You                                                            | I'm Alive All I Really Need Is You                                                            | I'm Alive All I Really Need Is You                                                            | I'm Alive All I Really Need Is You                                                            | I'm Alive All I Really Need Is You                                                            | I'm Alive All I Really Need Is You                                                            | I'm Alive All I Really Need Is You                                                            | I'm Alive All I Really Need Is You                                                            | I'm Alive All I Really Need Is You                                                            | I'm Alive All I Really Need Is You                                                            | I'm Alive All I Really Need Is You                                                            | I'm Alive All I Really Need Is You                                                            | I'm Alive All I Really Need Is You                                                            | I'm Alive All I Really Need Is You                                                            | I'm Alive All I Really Need Is You                                                            | I'm Alive All I Really Need Is You                                                            | I'm Alive All I Really Need Is You                                                            | I'm Alive All I Really Need Is You                                                            | I'm Alive All I Really Need Is You                                                            | I'm Alive All I Really Need Is You                                                            | I'm Alive All I Really Need Is You                                                            | I'm Alive All I Really Need Is You                                                            | I'm Alive All I Really Need Is You                                                            | I'm Alive All I Really Need Is You                                                            | I'm Alive All I Really Need Is You                                                            | I'm Alive All I Really Need Is You                                                            | I'm Alive All I Really Need Is You                                                            | I'm Alive All I Really Need Is You                                                            | I'm Alive All I Really Need Is You                                                            | I'm Alive All I Really Need Is You                                                            | I'm Alive All I Really Need Is You                                                            | I'm Alive All I Really Need Is You                                                            | I'm Alive All I Really Need Is You                                                            | I'm Alive All I Really Need Is You                                                            | I'm Alive All I Really Need Is You                                                            | I'm Alive All I Really Need Is You                                                            | I'm Alive All I Really Need Is You                                                            | I'm Alive All I Really Need Is You                                                            | I'm Alive All I Really Need Is You                                                            | I'm Alive All I Really Need Is You                                                            | I'm Alive All I Really Need Is You                                                            | I'm Alive All I Really Need Is You                                                            | I'm Alive All I Really Need Is You                                                            | I'm Alive All I Really Need Is You                                                            | Neil Diamond                                  | Neil Diamond                                  | Neil Diamond                                  | Neil Diamond                                  | Neil Diamond                                  | Neil Diamond                                  | Neil Diamond                                  | Neil Diamond                                  | Neil Diamond                                  | Neil Diamond                                  | Neil Diamond                                  | Neil Diamond                                  | Neil Diamond                                  | Neil Diamond                                  | Neil Diamond                                  | Neil Diamond                                  | Neil Diamond                                  | Neil Diamond                                  | Neil Diamond                                  | Neil Diamond                                  | Neil Diamond                                  | Neil Diamond                                  | Neil Diamond                                  | Neil Diamond                                  | Neil Diamond                                  | Neil Diamond                                  | Neil Diamond                                  | Neil Diamond                                  | Neil Diamond                                  | Neil Diamond                                  | Neil Diamond                                  | Neil Diamond                                  | Neil Diamond                                  | Neil Diamond                                  | Neil Diamond                                  | Neil Diamond                                  | Neil Diamond                                  | Neil Diamond                                  | Neil Diamond                                  | Neil Diamond                                  | Neil Diamond                                  | Neil Diamond                                  | Neil Diamond                                  | Neil Diamond                                  | Neil Diamond                                  | Neil Diamond                                  | Neil Diamond                                  | Neil Diamond                                  | Neil Diamond                                  | Neil Diamond                                  | Neil Diamond                                  | Neil Diamond                                  | Neil Diamond                                  | Neil Diamond                                  | Neil Diamond                                  | Neil Diamond                                  | Neil Diamond                                  | Neil Diamond                                  | Neil Diamond                                  | Neil Diamond                                  | Neil Diamond                                  | Neil Diamond                                  | Neil Diamond                                  | Neil Diamond                                  | Neil Diamond                                  | Neil Diamond                                  | Neil Diamond                                  | Neil Diamond                                  | Neil Diamond                                  | Neil Diamond                                  | Neil Diamond                                  | Neil Diamond                                  | Neil Diamond                                  | Neil Diamond                                  | Neil Diamond                                  | Neil Diamond                                  | Neil Diamond                                  | Neil Diamond                                  | Neil Diamond                                  | Neil Diamond                                  | Neil Diamond                                  | Neil Diamond                                  | Neil Diamond                                  | Neil Diamond                                  | Neil Diamond                                  | Neil Diamond                                  | Neil Diamond                                  | Neil Diamond                                  | Neil Diamond                                  | Neil Diamond                                  | Neil Diamond                                  | Neil Diamond                                  | Neil Diamond                                  | Neil Diamond                                  | Neil Diamond                                  | Neil Diamond                                  | Neil Diamond                                  | Neil Diamond                                  | Neil Diamond                                  | Neil Diamond                                  | 2 7     | 2 7     | 2 7     | 2 7     | 2 7     | 2 7     | 2 7     | 2 7     | 2 7     | 2 7     | 2 7     | 2 7     | 2 7     | 2 7     | 2 7     | 2 7     | 2 7     | 2 7     | 2 7     | 2 7     | 2 7     | 2 7     | 2 7     | 2 7     | 2 7     | 2 7     | 2 7     | 2 7     | 2 7     | 2 7     | 2 7     | 2 7     | 2 7     | 2 7     | 2 7     | 2 7     | 2 7     | 2 7     | 2 7     | 2 7     | 2 7     | 2 7     | 2 7     | 2 7     | 2 7     | 2 7     | 2 7     | 2 7     | 2 7     | 2 7     | 2 7     | 2 7     | 2 7     | 2 7     | 2 7     | 2 7     | 2 7     | 2 7     | 2 7     | 2 7     | 2 7     | 2 7     | 2 7     | 2 7     | 2 7     | 2 7     | 2 7     | 2 7     | 2 7     | 2 7     | 2 7     | 2 7     | 2 7     | 2 7     | 2 7     | 2 7     | 2 7     | 2 7     | 2 7     | 2 7     | 2 7     | 2 7     | 2 7     | 2 7     | 2 7     | 2 7     | 2 7     | 2 7     | 2 7     | 2 7     | 2 7     | 2 7     | 2 7     | 2 7     | 2 7     | 2 7     | 2 7     | 2 7     | 2 7     | 2 7     | Sauf     | Sauf     | Sauf     | Sauf     | Sauf     | Sauf     | Sauf     | Sauf     | Sauf     | Sauf     | Sauf     | Sauf     | Sauf     | Sauf     | Sauf     | Sauf     | Sauf     | Sauf     | Sauf     | Sauf     | Sauf     | Sauf     | Sauf     | Sauf     | Sauf     | Sauf     | Sauf     | Sauf     | Sauf     | Sauf     | Sauf     | Sauf     | Sauf     | Sauf     | Sauf     | Sauf     | Sauf     | Sauf     | Sauf     | Sauf     | Sauf     | Sauf     | Sauf     | Sauf     | Sauf     | Sauf     | Sauf     | Sauf     | Sauf     | Sauf     | Sauf     | Sauf     | Sauf     | Sauf     | Sauf     | Sauf     | Sauf     | Sauf     | Sauf     | Sauf     | Sauf     | Sauf     | Sauf     | Sauf     | Sauf     | Sauf     | Sauf     | Sauf     | Sauf     | Sauf     |
| Top 4              | Top 4              | Top 4              | Top 4              | Top 4              | Top 4              | Top 4              | Top 4              | Top 4              | Top 4              | Top 4              | Top 4              | Top 4              | Top 4              | Top 4              | Top 4              | Top 4              | Top 4              | Top 4              | Top 4              | Top 4              | Top 4              | Top 4              | Top 4              | Top 4              | Top 4              | Top 4              | Top 4              | Top 4              | Top 4              | Top 4              | Top 4              | Top 4              | Top 4              | Top 4              | Top 4              | Top 4              | Top 4              | Top 4              | Top 4              | Top 4              | Top 4              | Top 4              | Top 4              | Top 4              | Top 4              | Top 4              | Top 4              | Top 4              | Top 4              | Top 4              | Top 4              | Top 4              | Top 4              | Top 4              | Top 4              | Top 4              | Top 4              | Top 4              | Top 4              | Top 4              | Top 4              | Top 4              | Top 4              | Top 4              | Top 4              | Top 4              | Top 4              | Top 4              | Top 4              | Top 4              | Top 4              | Top 4              | Top 4              | Top 4              | Top 4              | Top 4              | Top 4              | Top 4              | Top 4              | Top 4              | Top 4              | Top 4              | Top 4              | Top 4              | Top 4              | Top 4              | Top 4              | Top 4              | Top 4              | Rock and Roll Hall of Fame                                          | Rock and Roll Hall of Fame                                          | Rock and Roll Hall of Fame                                          | Rock and Roll Hall of Fame                                          | Rock and Roll Hall of Fame                                          | Rock and Roll Hall of Fame                                          | Rock and Roll Hall of Fame                                          | Rock and Roll Hall of Fame                                          | Rock and Roll Hall of Fame                                          | Rock and Roll Hall of Fame                                          | Rock and Roll Hall of Fame                                          | Rock and Roll Hall of Fame                                          | Rock and Roll Hall of Fame                                          | Rock and Roll Hall of Fame                                          | Rock and Roll Hall of Fame                                          | Rock and Roll Hall of Fame                                          | Rock and Roll Hall of Fame                                          | Rock and Roll Hall of Fame                                          | Rock and Roll Hall of Fame                                          | Rock and Roll Hall of Fame                                          | Rock and Roll Hall of Fame                                          | Rock and Roll Hall of Fame                                          | Rock and Roll Hall of Fame                                          | Rock and Roll Hall of Fame                                          | Rock and Roll Hall of Fame                                          | Rock and Roll Hall of Fame                                          | Rock and Roll Hall of Fame                                          | Rock and Roll Hall of Fame                                          | Rock and Roll Hall of Fame                                          | Rock and Roll Hall of Fame                                          | Rock and Roll Hall of Fame                                          | Rock and Roll Hall of Fame                                          | Rock and Roll Hall of Fame                                          | Rock and Roll Hall of Fame                                          | Rock and Roll Hall of Fame                                          | Rock and Roll Hall of Fame                                          | Rock and Roll Hall of Fame                                          | Rock and Roll Hall of Fame                                          | Rock and Roll Hall of Fame                                          | Rock and Roll Hall of Fame                                          | Rock and Roll Hall of Fame                                          | Rock and Roll Hall of Fame                                          | Rock and Roll Hall of Fame                                          | Rock and Roll Hall of Fame                                          | Rock and Roll Hall of Fame                                          | Rock and Roll Hall of Fame                                          | Rock and Roll Hall of Fame                                          | Rock and Roll Hall of Fame                                          | Rock and Roll Hall of Fame                                          | Rock and Roll Hall of Fame                                          | Rock and Roll Hall of Fame                                          | Rock and Roll Hall of Fame                                          | Rock and Roll Hall of Fame                                          | Rock and Roll Hall of Fame                                          | Rock and Roll Hall of Fame                                          | Rock and Roll Hall of Fame                                          | Rock and Roll Hall of Fame                                          | Rock and Roll Hall of Fame                                          | Rock and Roll Hall of Fame                                          | Rock and Roll Hall of Fame                                          | Rock and Roll Hall of Fame                                          | Rock and Roll Hall of Fame                                          | Rock and Roll Hall of Fame                                          | Rock and Roll Hall of Fame                                          | Rock and Roll Hall of Fame                                          | Rock and Roll Hall of Fame                                          | Rock and Roll Hall of Fame                                          | Rock and Roll Hall of Fame                                          | Rock and Roll Hall of Fame                                          | Rock and Roll Hall of Fame                                          | Rock and Roll Hall of Fame                                          | Rock and Roll Hall of Fame                                          | Rock and Roll Hall of Fame                                          | Rock and Roll Hall of Fame                                          | Rock and Roll Hall of Fame                                          | Rock and Roll Hall of Fame                                          | Rock and Roll Hall of Fame                                          | Rock and Roll Hall of Fame                                          | Rock and Roll Hall of Fame                                          | Rock and Roll Hall of Fame                                          | Rock and Roll Hall of Fame                                          | Rock and Roll Hall of Fame                                          | Rock and Roll Hall of Fame                                          | Rock and Roll Hall of Fame                                          | Rock and Roll Hall of Fame                                          | Rock and Roll Hall of Fame                                          | Rock and Roll Hall of Fame                                          | Rock and Roll Hall of Fame                                          | Rock and Roll Hall of Fame                                          | Rock and Roll Hall of Fame                                          | Rock and Roll Hall of Fame                                          | Rock and Roll Hall of Fame                                          | Rock and Roll Hall of Fame                                          | Rock and Roll Hall of Fame                                          | Rock and Roll Hall of Fame                                          | Rock and Roll Hall of Fame                                          | Rock and Roll Hall of Fame                                          | Rock and Roll Hall of Fame                                          | Rock and Roll Hall of Fame                                          | Rock and Roll Hall of Fame                                          | Hungry Like the Wolf Baba O'Riley                                                             | Hungry Like the Wolf Baba O'Riley                                                             | Hungry Like the Wolf Baba O'Riley                                                             | Hungry Like the Wolf Baba O'Riley                                                             | Hungry Like the Wolf Baba O'Riley                                                             | Hungry Like the Wolf Baba O'Riley                                                             | Hungry Like the Wolf Baba O'Riley                                                             | Hungry Like the Wolf Baba O'Riley                                                             | Hungry Like the Wolf Baba O'Riley                                                             | Hungry Like the Wolf Baba O'Riley                                                             | Hungry Like the Wolf Baba O'Riley                                                             | Hungry Like the Wolf Baba O'Riley                                                             | Hungry Like the Wolf Baba O'Riley                                                             | Hungry Like the Wolf Baba O'Riley                                                             | Hungry Like the Wolf Baba O'Riley                                                             | Hungry Like the Wolf Baba O'Riley                                                             | Hungry Like the Wolf Baba O'Riley                                                             | Hungry Like the Wolf Baba O'Riley                                                             | Hungry Like the Wolf Baba O'Riley                                                             | Hungry Like the Wolf Baba O'Riley                                                             | Hungry Like the Wolf Baba O'Riley                                                             | Hungry Like the Wolf Baba O'Riley                                                             | Hungry Like the Wolf Baba O'Riley                                                             | Hungry Like the Wolf Baba O'Riley                                                             | Hungry Like the Wolf Baba O'Riley                                                             | Hungry Like the Wolf Baba O'Riley                                                             | Hungry Like the Wolf Baba O'Riley                                                             | Hungry Like the Wolf Baba O'Riley                                                             | Hungry Like the Wolf Baba O'Riley                                                             | Hungry Like the Wolf Baba O'Riley                                                             | Hungry Like the Wolf Baba O'Riley                                                             | Hungry Like the Wolf Baba O'Riley                                                             | Hungry Like the Wolf Baba O'Riley                                                             | Hungry Like the Wolf Baba O'Riley                                                             | Hungry Like the Wolf Baba O'Riley                                                             | Hungry Like the Wolf Baba O'Riley                                                             | Hungry Like the Wolf Baba O'Riley                                                             | Hungry Like the Wolf Baba O'Riley                                                             | Hungry Like the Wolf Baba O'Riley                                                             | Hungry Like the Wolf Baba O'Riley                                                             | Hungry Like the Wolf Baba O'Riley                                                             | Hungry Like the Wolf Baba O'Riley                                                             | Hungry Like the Wolf Baba O'Riley                                                             | Hungry Like the Wolf Baba O'Riley                                                             | Hungry Like the Wolf Baba O'Riley                                                             | Hungry Like the Wolf Baba O'Riley                                                             | Hungry Like the Wolf Baba O'Riley                                                             | Hungry Like the Wolf Baba O'Riley                                                             | Hungry Like the Wolf Baba O'Riley                                                             | Hungry Like the Wolf Baba O'Riley                                                             | Hungry Like the Wolf Baba O'Riley                                                             | Hungry Like the Wolf Baba O'Riley                                                             | Hungry Like the Wolf Baba O'Riley                                                             | Hungry Like the Wolf Baba O'Riley                                                             | Hungry Like the Wolf Baba O'Riley                                                             | Hungry Like the Wolf Baba O'Riley                                                             | Hungry Like the Wolf Baba O'Riley                                                             | Hungry Like the Wolf Baba O'Riley                                                             | Hungry Like the Wolf Baba O'Riley                                                             | Hungry Like the Wolf Baba O'Riley                                                             | Hungry Like the Wolf Baba O'Riley                                                             | Hungry Like the Wolf Baba O'Riley                                                             | Hungry Like the Wolf Baba O'Riley                                                             | Hungry Like the Wolf Baba O'Riley                                                             | Hungry Like the Wolf Baba O'Riley                                                             | Hungry Like the Wolf Baba O'Riley                                                             | Hungry Like the Wolf Baba O'Riley                                                             | Hungry Like the Wolf Baba O'Riley                                                             | Hungry Like the Wolf Baba O'Riley                                                             | Hungry Like the Wolf Baba O'Riley                                                             | Hungry Like the Wolf Baba O'Riley                                                             | Hungry Like the Wolf Baba O'Riley                                                             | Hungry Like the Wolf Baba O'Riley                                                             | Hungry Like the Wolf Baba O'Riley                                                             | Hungry Like the Wolf Baba O'Riley                                                             | Hungry Like the Wolf Baba O'Riley                                                             | Hungry Like the Wolf Baba O'Riley                                                             | Hungry Like the Wolf Baba O'Riley                                                             | Hungry Like the Wolf Baba O'Riley                                                             | Hungry Like the Wolf Baba O'Riley                                                             | Hungry Like the Wolf Baba O'Riley                                                             | Hungry Like the Wolf Baba O'Riley                                                             | Hungry Like the Wolf Baba O'Riley                                                             | Hungry Like the Wolf Baba O'Riley                                                             | Hungry Like the Wolf Baba O'Riley                                                             | Hungry Like the Wolf Baba O'Riley                                                             | Hungry Like the Wolf Baba O'Riley                                                             | Hungry Like the Wolf Baba O'Riley                                                             | Hungry Like the Wolf Baba O'Riley                                                             | Hungry Like the Wolf Baba O'Riley                                                             | Hungry Like the Wolf Baba O'Riley                                                             | Hungry Like the Wolf Baba O'Riley                                                             | Hungry Like the Wolf Baba O'Riley                                                             | Hungry Like the Wolf Baba O'Riley                                                             | Hungry Like the Wolf Baba O'Riley                                                             | Hungry Like the Wolf Baba O'Riley                                                             | Hungry Like the Wolf Baba O'Riley                                                             | Hungry Like the Wolf Baba O'Riley                                                             | Hungry Like the Wolf Baba O'Riley                                                             | Hungry Like the Wolf Baba O'Riley                                                             | Hungry Like the Wolf Baba O'Riley                                                             | Hungry Like the Wolf Baba O'Riley                                                             | Hungry Like the Wolf Baba O'Riley                                                             | Hungry Like the Wolf Baba O'Riley                                                             | Hungry Like the Wolf Baba O'Riley                                                             | Hungry Like the Wolf Baba O'Riley                                                             | Hungry Like the Wolf Baba O'Riley                                                             | Hungry Like the Wolf Baba O'Riley                                                             | Hungry Like the Wolf Baba O'Riley                                                             | Hungry Like the Wolf Baba O'Riley                                                             | Hungry Like the Wolf Baba O'Riley                                                             | Hungry Like the Wolf Baba O'Riley                                                             | Hungry Like the Wolf Baba O'Riley                                                             | Hungry Like the Wolf Baba O'Riley                                                             | Hungry Like the Wolf Baba O'Riley                                                             | Hungry Like the Wolf Baba O'Riley                                                             | Hungry Like the Wolf Baba O'Riley                                                             | Hungry Like the Wolf Baba O'Riley                                                             | Hungry Like the Wolf Baba O'Riley                                                             | Hungry Like the Wolf Baba O'Riley                                                             | Hungry Like the Wolf Baba O'Riley                                                             | Hungry Like the Wolf Baba O'Riley                                                             | Hungry Like the Wolf Baba O'Riley                                                             | Hungry Like the Wolf Baba O'Riley                                                             | Hungry Like the Wolf Baba O'Riley                                                             | Hungry Like the Wolf Baba O'Riley                                                             | Hungry Like the Wolf Baba O'Riley                                                             | Hungry Like the Wolf Baba O'Riley                                                             | Hungry Like the Wolf Baba O'Riley                                                             | Hungry Like the Wolf Baba O'Riley                                                             | Duran Duran The Who                           | Duran Duran The Who                           | Duran Duran The Who                           | Duran Duran The Who                           | Duran Duran The Who                           | Duran Duran The Who                           | Duran Duran The Who                           | Duran Duran The Who                           | Duran Duran The Who                           | Duran Duran The Who                           | Duran Duran The Who                           | Duran Duran The Who                           | Duran Duran The Who                           | Duran Duran The Who                           | Duran Duran The Who                           | Duran Duran The Who                           | Duran Duran The Who                           | Duran Duran The Who                           | Duran Duran The Who                           | Duran Duran The Who                           | Duran Duran The Who                           | Duran Duran The Who                           | Duran Duran The Who                           | Duran Duran The Who                           | Duran Duran The Who                           | Duran Duran The Who                           | Duran Duran The Who                           | Duran Duran The Who                           | Duran Duran The Who                           | Duran Duran The Who                           | Duran Duran The Who                           | Duran Duran The Who                           | Duran Duran The Who                           | Duran Duran The Who                           | Duran Duran The Who                           | Duran Duran The Who                           | Duran Duran The Who                           | Duran Duran The Who                           | Duran Duran The Who                           | Duran Duran The Who                           | Duran Duran The Who                           | Duran Duran The Who                           | Duran Duran The Who                           | Duran Duran The Who                           | Duran Duran The Who                           | Duran Duran The Who                           | Duran Duran The Who                           | Duran Duran The Who                           | Duran Duran The Who                           | Duran Duran The Who                           | Duran Duran The Who                           | Duran Duran The Who                           | Duran Duran The Who                           | Duran Duran The Who                           | Duran Duran The Who                           | Duran Duran The Who                           | Duran Duran The Who                           | Duran Duran The Who                           | Duran Duran The Who                           | Duran Duran The Who                           | Duran Duran The Who                           | Duran Duran The Who                           | Duran Duran The Who                           | Duran Duran The Who                           | Duran Duran The Who                           | Duran Duran The Who                           | Duran Duran The Who                           | Duran Duran The Who                           | Duran Duran The Who                           | Duran Duran The Who                           | Duran Duran The Who                           | Duran Duran The Who                           | Duran Duran The Who                           | Duran Duran The Who                           | Duran Duran The Who                           | Duran Duran The Who                           | Duran Duran The Who                           | Duran Duran The Who                           | Duran Duran The Who                           | Duran Duran The Who                           | Duran Duran The Who                           | Duran Duran The Who                           | Duran Duran The Who                           | Duran Duran The Who                           | Duran Duran The Who                           | Duran Duran The Who                           | Duran Duran The Who                           | Duran Duran The Who                           | Duran Duran The Who                           | Duran Duran The Who                           | Duran Duran The Who                           | Duran Duran The Who                           | Duran Duran The Who                           | Duran Duran The Who                           | Duran Duran The Who                           | Duran Duran The Who                           | Duran Duran The Who                           | Duran Duran The Who                           | Duran Duran The Who                           | Duran Duran The Who                           | 1 5     | 1 5     | 1 5     | 1 5     | 1 5     | 1 5     | 1 5     | 1 5     | 1 5     | 1 5     | 1 5     | 1 5     | 1 5     | 1 5     | 1 5     | 1 5     | 1 5     | 1 5     | 1 5     | 1 5     | 1 5     | 1 5     | 1 5     | 1 5     | 1 5     | 1 5     | 1 5     | 1 5     | 1 5     | 1 5     | 1 5     | 1 5     | 1 5     | 1 5     | 1 5     | 1 5     | 1 5     | 1 5     | 1 5     | 1 5     | 1 5     | 1 5     | 1 5     | 1 5     | 1 5     | 1 5     | 1 5     | 1 5     | 1 5     | 1 5     | 1 5     | 1 5     | 1 5     | 1 5     | 1 5     | 1 5     | 1 5     | 1 5     | 1 5     | 1 5     | 1 5     | 1 5     | 1 5     | 1 5     | 1 5     | 1 5     | 1 5     | 1 5     | 1 5     | 1 5     | 1 5     | 1 5     | 1 5     | 1 5     | 1 5     | 1 5     | 1 5     | 1 5     | 1 5     | 1 5     | 1 5     | 1 5     | 1 5     | 1 5     | 1 5     | 1 5     | 1 5     | 1 5     | 1 5     | 1 5     | 1 5     | 1 5     | 1 5     | 1 5     | 1 5     | 1 5     | 1 5     | 1 5     | 1 5     | 1 5     | Sauf     | Sauf     | Sauf     | Sauf     | Sauf     | Sauf     | Sauf     | Sauf     | Sauf     | Sauf     | Sauf     | Sauf     | Sauf     | Sauf     | Sauf     | Sauf     | Sauf     | Sauf     | Sauf     | Sauf     | Sauf     | Sauf     | Sauf     | Sauf     | Sauf     | Sauf     | Sauf     | Sauf     | Sauf     | Sauf     | Sauf     | Sauf     | Sauf     | Sauf     | Sauf     | Sauf     | Sauf     | Sauf     | Sauf     | Sauf     | Sauf     | Sauf     | Sauf     | Sauf     | Sauf     | Sauf     | Sauf     | Sauf     | Sauf     | Sauf     | Sauf     | Sauf     | Sauf     | Sauf     | Sauf     | Sauf     | Sauf     | Sauf     | Sauf     | Sauf     | Sauf     | Sauf     | Sauf     | Sauf     | Sauf     | Sauf     | Sauf     | Sauf     | Sauf     | Sauf     |
| Top 3              | Top 3              | Top 3              | Top 3              | Top 3              | Top 3              | Top 3              | Top 3              | Top 3              | Top 3              | Top 3              | Top 3              | Top 3              | Top 3              | Top 3              | Top 3              | Top 3              | Top 3              | Top 3              | Top 3              | Top 3              | Top 3              | Top 3              | Top 3              | Top 3              | Top 3              | Top 3              | Top 3              | Top 3              | Top 3              | Top 3              | Top 3              | Top 3              | Top 3              | Top 3              | Top 3              | Top 3              | Top 3              | Top 3              | Top 3              | Top 3              | Top 3              | Top 3              | Top 3              | Top 3              | Top 3              | Top 3              | Top 3              | Top 3              | Top 3              | Top 3              | Top 3              | Top 3              | Top 3              | Top 3              | Top 3              | Top 3              | Top 3              | Top 3              | Top 3              | Top 3              | Top 3              | Top 3              | Top 3              | Top 3              | Top 3              | Top 3              | Top 3              | Top 3              | Top 3              | Top 3              | Top 3              | Top 3              | Top 3              | Top 3              | Top 3              | Top 3              | Top 3              | Top 3              | Top 3              | Top 3              | Top 3              | Top 3              | Top 3              | Top 3              | Top 3              | Top 3              | Top 3              | Top 3              | Top 3              | Judge's Choice (Simon Cowell) Contestant's Choice Producer's Choice | Judge's Choice (Simon Cowell) Contestant's Choice Producer's Choice | Judge's Choice (Simon Cowell) Contestant's Choice Producer's Choice | Judge's Choice (Simon Cowell) Contestant's Choice Producer's Choice | Judge's Choice (Simon Cowell) Contestant's Choice Producer's Choice | Judge's Choice (Simon Cowell) Contestant's Choice Producer's Choice | Judge's Choice (Simon Cowell) Contestant's Choice Producer's Choice | Judge's Choice (Simon Cowell) Contestant's Choice Producer's Choice | Judge's Choice (Simon Cowell) Contestant's Choice Producer's Choice | Judge's Choice (Simon Cowell) Contestant's Choice Producer's Choice | Judge's Choice (Simon Cowell) Contestant's Choice Producer's Choice | Judge's Choice (Simon Cowell) Contestant's Choice Producer's Choice | Judge's Choice (Simon Cowell) Contestant's Choice Producer's Choice | Judge's Choice (Simon Cowell) Contestant's Choice Producer's Choice | Judge's Choice (Simon Cowell) Contestant's Choice Producer's Choice | Judge's Choice (Simon Cowell) Contestant's Choice Producer's Choice | Judge's Choice (Simon Cowell) Contestant's Choice Producer's Choice | Judge's Choice (Simon Cowell) Contestant's Choice Producer's Choice | Judge's Choice (Simon Cowell) Contestant's Choice Producer's Choice | Judge's Choice (Simon Cowell) Contestant's Choice Producer's Choice | Judge's Choice (Simon Cowell) Contestant's Choice Producer's Choice | Judge's Choice (Simon Cowell) Contestant's Choice Producer's Choice | Judge's Choice (Simon Cowell) Contestant's Choice Producer's Choice | Judge's Choice (Simon Cowell) Contestant's Choice Producer's Choice | Judge's Choice (Simon Cowell) Contestant's Choice Producer's Choice | Judge's Choice (Simon Cowell) Contestant's Choice Producer's Choice | Judge's Choice (Simon Cowell) Contestant's Choice Producer's Choice | Judge's Choice (Simon Cowell) Contestant's Choice Producer's Choice | Judge's Choice (Simon Cowell) Contestant's Choice Producer's Choice | Judge's Choice (Simon Cowell) Contestant's Choice Producer's Choice | Judge's Choice (Simon Cowell) Contestant's Choice Producer's Choice | Judge's Choice (Simon Cowell) Contestant's Choice Producer's Choice | Judge's Choice (Simon Cowell) Contestant's Choice Producer's Choice | Judge's Choice (Simon Cowell) Contestant's Choice Producer's Choice | Judge's Choice (Simon Cowell) Contestant's Choice Producer's Choice | Judge's Choice (Simon Cowell) Contestant's Choice Producer's Choice | Judge's Choice (Simon Cowell) Contestant's Choice Producer's Choice | Judge's Choice (Simon Cowell) Contestant's Choice Producer's Choice | Judge's Choice (Simon Cowell) Contestant's Choice Producer's Choice | Judge's Choice (Simon Cowell) Contestant's Choice Producer's Choice | Judge's Choice (Simon Cowell) Contestant's Choice Producer's Choice | Judge's Choice (Simon Cowell) Contestant's Choice Producer's Choice | Judge's Choice (Simon Cowell) Contestant's Choice Producer's Choice | Judge's Choice (Simon Cowell) Contestant's Choice Producer's Choice | Judge's Choice (Simon Cowell) Contestant's Choice Producer's Choice | Judge's Choice (Simon Cowell) Contestant's Choice Producer's Choice | Judge's Choice (Simon Cowell) Contestant's Choice Producer's Choice | Judge's Choice (Simon Cowell) Contestant's Choice Producer's Choice | Judge's Choice (Simon Cowell) Contestant's Choice Producer's Choice | Judge's Choice (Simon Cowell) Contestant's Choice Producer's Choice | Judge's Choice (Simon Cowell) Contestant's Choice Producer's Choice | Judge's Choice (Simon Cowell) Contestant's Choice Producer's Choice | Judge's Choice (Simon Cowell) Contestant's Choice Producer's Choice | Judge's Choice (Simon Cowell) Contestant's Choice Producer's Choice | Judge's Choice (Simon Cowell) Contestant's Choice Producer's Choice | Judge's Choice (Simon Cowell) Contestant's Choice Producer's Choice | Judge's Choice (Simon Cowell) Contestant's Choice Producer's Choice | Judge's Choice (Simon Cowell) Contestant's Choice Producer's Choice | Judge's Choice (Simon Cowell) Contestant's Choice Producer's Choice | Judge's Choice (Simon Cowell) Contestant's Choice Producer's Choice | Judge's Choice (Simon Cowell) Contestant's Choice Producer's Choice | Judge's Choice (Simon Cowell) Contestant's Choice Producer's Choice | Judge's Choice (Simon Cowell) Contestant's Choice Producer's Choice | Judge's Choice (Simon Cowell) Contestant's Choice Producer's Choice | Judge's Choice (Simon Cowell) Contestant's Choice Producer's Choice | Judge's Choice (Simon Cowell) Contestant's Choice Producer's Choice | Judge's Choice (Simon Cowell) Contestant's Choice Producer's Choice | Judge's Choice (Simon Cowell) Contestant's Choice Producer's Choice | Judge's Choice (Simon Cowell) Contestant's Choice Producer's Choice | Judge's Choice (Simon Cowell) Contestant's Choice Producer's Choice | Judge's Choice (Simon Cowell) Contestant's Choice Producer's Choice | Judge's Choice (Simon Cowell) Contestant's Choice Producer's Choice | Judge's Choice (Simon Cowell) Contestant's Choice Producer's Choice | Judge's Choice (Simon Cowell) Contestant's Choice Producer's Choice | Judge's Choice (Simon Cowell) Contestant's Choice Producer's Choice | Judge's Choice (Simon Cowell) Contestant's Choice Producer's Choice | Judge's Choice (Simon Cowell) Contestant's Choice Producer's Choice | Judge's Choice (Simon Cowell) Contestant's Choice Producer's Choice | Judge's Choice (Simon Cowell) Contestant's Choice Producer's Choice | Judge's Choice (Simon Cowell) Contestant's Choice Producer's Choice | Judge's Choice (Simon Cowell) Contestant's Choice Producer's Choice | Judge's Choice (Simon Cowell) Contestant's Choice Producer's Choice | Judge's Choice (Simon Cowell) Contestant's Choice Producer's Choice | Judge's Choice (Simon Cowell) Contestant's Choice Producer's Choice | Judge's Choice (Simon Cowell) Contestant's Choice Producer's Choice | Judge's Choice (Simon Cowell) Contestant's Choice Producer's Choice | Judge's Choice (Simon Cowell) Contestant's Choice Producer's Choice | Judge's Choice (Simon Cowell) Contestant's Choice Producer's Choice | Judge's Choice (Simon Cowell) Contestant's Choice Producer's Choice | Judge's Choice (Simon Cowell) Contestant's Choice Producer's Choice | Judge's Choice (Simon Cowell) Contestant's Choice Producer's Choice | Judge's Choice (Simon Cowell) Contestant's Choice Producer's Choice | Judge's Choice (Simon Cowell) Contestant's Choice Producer's Choice | Judge's Choice (Simon Cowell) Contestant's Choice Producer's Choice | Judge's Choice (Simon Cowell) Contestant's Choice Producer's Choice | Judge's Choice (Simon Cowell) Contestant's Choice Producer's Choice | Judge's Choice (Simon Cowell) Contestant's Choice Producer's Choice | Judge's Choice (Simon Cowell) Contestant's Choice Producer's Choice | Judge's Choice (Simon Cowell) Contestant's Choice Producer's Choice | Judge's Choice (Simon Cowell) Contestant's Choice Producer's Choice | The First Time Ever I Saw Your Face Dare You to Move I Don't Want to Miss a Thing             | The First Time Ever I Saw Your Face Dare You to Move I Don't Want to Miss a Thing             | The First Time Ever I Saw Your Face Dare You to Move I Don't Want to Miss a Thing             | The First Time Ever I Saw Your Face Dare You to Move I Don't Want to Miss a Thing             | The First Time Ever I Saw Your Face Dare You to Move I Don't Want to Miss a Thing             | The First Time Ever I Saw Your Face Dare You to Move I Don't Want to Miss a Thing             | The First Time Ever I Saw Your Face Dare You to Move I Don't Want to Miss a Thing             | The First Time Ever I Saw Your Face Dare You to Move I Don't Want to Miss a Thing             | The First Time Ever I Saw Your Face Dare You to Move I Don't Want to Miss a Thing             | The First Time Ever I Saw Your Face Dare You to Move I Don't Want to Miss a Thing             | The First Time Ever I Saw Your Face Dare You to Move I Don't Want to Miss a Thing             | The First Time Ever I Saw Your Face Dare You to Move I Don't Want to Miss a Thing             | The First Time Ever I Saw Your Face Dare You to Move I Don't Want to Miss a Thing             | The First Time Ever I Saw Your Face Dare You to Move I Don't Want to Miss a Thing             | The First Time Ever I Saw Your Face Dare You to Move I Don't Want to Miss a Thing             | The First Time Ever I Saw Your Face Dare You to Move I Don't Want to Miss a Thing             | The First Time Ever I Saw Your Face Dare You to Move I Don't Want to Miss a Thing             | The First Time Ever I Saw Your Face Dare You to Move I Don't Want to Miss a Thing             | The First Time Ever I Saw Your Face Dare You to Move I Don't Want to Miss a Thing             | The First Time Ever I Saw Your Face Dare You to Move I Don't Want to Miss a Thing             | The First Time Ever I Saw Your Face Dare You to Move I Don't Want to Miss a Thing             | The First Time Ever I Saw Your Face Dare You to Move I Don't Want to Miss a Thing             | The First Time Ever I Saw Your Face Dare You to Move I Don't Want to Miss a Thing             | The First Time Ever I Saw Your Face Dare You to Move I Don't Want to Miss a Thing             | The First Time Ever I Saw Your Face Dare You to Move I Don't Want to Miss a Thing             | The First Time Ever I Saw Your Face Dare You to Move I Don't Want to Miss a Thing             | The First Time Ever I Saw Your Face Dare You to Move I Don't Want to Miss a Thing             | The First Time Ever I Saw Your Face Dare You to Move I Don't Want to Miss a Thing             | The First Time Ever I Saw Your Face Dare You to Move I Don't Want to Miss a Thing             | The First Time Ever I Saw Your Face Dare You to Move I Don't Want to Miss a Thing             | The First Time Ever I Saw Your Face Dare You to Move I Don't Want to Miss a Thing             | The First Time Ever I Saw Your Face Dare You to Move I Don't Want to Miss a Thing             | The First Time Ever I Saw Your Face Dare You to Move I Don't Want to Miss a Thing             | The First Time Ever I Saw Your Face Dare You to Move I Don't Want to Miss a Thing             | The First Time Ever I Saw Your Face Dare You to Move I Don't Want to Miss a Thing             | The First Time Ever I Saw Your Face Dare You to Move I Don't Want to Miss a Thing             | The First Time Ever I Saw Your Face Dare You to Move I Don't Want to Miss a Thing             | The First Time Ever I Saw Your Face Dare You to Move I Don't Want to Miss a Thing             | The First Time Ever I Saw Your Face Dare You to Move I Don't Want to Miss a Thing             | The First Time Ever I Saw Your Face Dare You to Move I Don't Want to Miss a Thing             | The First Time Ever I Saw Your Face Dare You to Move I Don't Want to Miss a Thing             | The First Time Ever I Saw Your Face Dare You to Move I Don't Want to Miss a Thing             | The First Time Ever I Saw Your Face Dare You to Move I Don't Want to Miss a Thing             | The First Time Ever I Saw Your Face Dare You to Move I Don't Want to Miss a Thing             | The First Time Ever I Saw Your Face Dare You to Move I Don't Want to Miss a Thing             | The First Time Ever I Saw Your Face Dare You to Move I Don't Want to Miss a Thing             | The First Time Ever I Saw Your Face Dare You to Move I Don't Want to Miss a Thing             | The First Time Ever I Saw Your Face Dare You to Move I Don't Want to Miss a Thing             | The First Time Ever I Saw Your Face Dare You to Move I Don't Want to Miss a Thing             | The First Time Ever I Saw Your Face Dare You to Move I Don't Want to Miss a Thing             | The First Time Ever I Saw Your Face Dare You to Move I Don't Want to Miss a Thing             | The First Time Ever I Saw Your Face Dare You to Move I Don't Want to Miss a Thing             | The First Time Ever I Saw Your Face Dare You to Move I Don't Want to Miss a Thing             | The First Time Ever I Saw Your Face Dare You to Move I Don't Want to Miss a Thing             | The First Time Ever I Saw Your Face Dare You to Move I Don't Want to Miss a Thing             | The First Time Ever I Saw Your Face Dare You to Move I Don't Want to Miss a Thing             | The First Time Ever I Saw Your Face Dare You to Move I Don't Want to Miss a Thing             | The First Time Ever I Saw Your Face Dare You to Move I Don't Want to Miss a Thing             | The First Time Ever I Saw Your Face Dare You to Move I Don't Want to Miss a Thing             | The First Time Ever I Saw Your Face Dare You to Move I Don't Want to Miss a Thing             | The First Time Ever I Saw Your Face Dare You to Move I Don't Want to Miss a Thing             | The First Time Ever I Saw Your Face Dare You to Move I Don't Want to Miss a Thing             | The First Time Ever I Saw Your Face Dare You to Move I Don't Want to Miss a Thing             | The First Time Ever I Saw Your Face Dare You to Move I Don't Want to Miss a Thing             | The First Time Ever I Saw Your Face Dare You to Move I Don't Want to Miss a Thing             | The First Time Ever I Saw Your Face Dare You to Move I Don't Want to Miss a Thing             | The First Time Ever I Saw Your Face Dare You to Move I Don't Want to Miss a Thing             | The First Time Ever I Saw Your Face Dare You to Move I Don't Want to Miss a Thing             | The First Time Ever I Saw Your Face Dare You to Move I Don't Want to Miss a Thing             | The First Time Ever I Saw Your Face Dare You to Move I Don't Want to Miss a Thing             | The First Time Ever I Saw Your Face Dare You to Move I Don't Want to Miss a Thing             | The First Time Ever I Saw Your Face Dare You to Move I Don't Want to Miss a Thing             | The First Time Ever I Saw Your Face Dare You to Move I Don't Want to Miss a Thing             | The First Time Ever I Saw Your Face Dare You to Move I Don't Want to Miss a Thing             | The First Time Ever I Saw Your Face Dare You to Move I Don't Want to Miss a Thing             | The First Time Ever I Saw Your Face Dare You to Move I Don't Want to Miss a Thing             | The First Time Ever I Saw Your Face Dare You to Move I Don't Want to Miss a Thing             | The First Time Ever I Saw Your Face Dare You to Move I Don't Want to Miss a Thing             | The First Time Ever I Saw Your Face Dare You to Move I Don't Want to Miss a Thing             | The First Time Ever I Saw Your Face Dare You to Move I Don't Want to Miss a Thing             | The First Time Ever I Saw Your Face Dare You to Move I Don't Want to Miss a Thing             | The First Time Ever I Saw Your Face Dare You to Move I Don't Want to Miss a Thing             | The First Time Ever I Saw Your Face Dare You to Move I Don't Want to Miss a Thing             | The First Time Ever I Saw Your Face Dare You to Move I Don't Want to Miss a Thing             | The First Time Ever I Saw Your Face Dare You to Move I Don't Want to Miss a Thing             | The First Time Ever I Saw Your Face Dare You to Move I Don't Want to Miss a Thing             | The First Time Ever I Saw Your Face Dare You to Move I Don't Want to Miss a Thing             | The First Time Ever I Saw Your Face Dare You to Move I Don't Want to Miss a Thing             | The First Time Ever I Saw Your Face Dare You to Move I Don't Want to Miss a Thing             | The First Time Ever I Saw Your Face Dare You to Move I Don't Want to Miss a Thing             | The First Time Ever I Saw Your Face Dare You to Move I Don't Want to Miss a Thing             | The First Time Ever I Saw Your Face Dare You to Move I Don't Want to Miss a Thing             | The First Time Ever I Saw Your Face Dare You to Move I Don't Want to Miss a Thing             | The First Time Ever I Saw Your Face Dare You to Move I Don't Want to Miss a Thing             | The First Time Ever I Saw Your Face Dare You to Move I Don't Want to Miss a Thing             | The First Time Ever I Saw Your Face Dare You to Move I Don't Want to Miss a Thing             | The First Time Ever I Saw Your Face Dare You to Move I Don't Want to Miss a Thing             | The First Time Ever I Saw Your Face Dare You to Move I Don't Want to Miss a Thing             | The First Time Ever I Saw Your Face Dare You to Move I Don't Want to Miss a Thing             | The First Time Ever I Saw Your Face Dare You to Move I Don't Want to Miss a Thing             | The First Time Ever I Saw Your Face Dare You to Move I Don't Want to Miss a Thing             | The First Time Ever I Saw Your Face Dare You to Move I Don't Want to Miss a Thing             | The First Time Ever I Saw Your Face Dare You to Move I Don't Want to Miss a Thing             | The First Time Ever I Saw Your Face Dare You to Move I Don't Want to Miss a Thing             | The First Time Ever I Saw Your Face Dare You to Move I Don't Want to Miss a Thing             | The First Time Ever I Saw Your Face Dare You to Move I Don't Want to Miss a Thing             | The First Time Ever I Saw Your Face Dare You to Move I Don't Want to Miss a Thing             | The First Time Ever I Saw Your Face Dare You to Move I Don't Want to Miss a Thing             | The First Time Ever I Saw Your Face Dare You to Move I Don't Want to Miss a Thing             | The First Time Ever I Saw Your Face Dare You to Move I Don't Want to Miss a Thing             | The First Time Ever I Saw Your Face Dare You to Move I Don't Want to Miss a Thing             | The First Time Ever I Saw Your Face Dare You to Move I Don't Want to Miss a Thing             | The First Time Ever I Saw Your Face Dare You to Move I Don't Want to Miss a Thing             | The First Time Ever I Saw Your Face Dare You to Move I Don't Want to Miss a Thing             | The First Time Ever I Saw Your Face Dare You to Move I Don't Want to Miss a Thing             | The First Time Ever I Saw Your Face Dare You to Move I Don't Want to Miss a Thing             | The First Time Ever I Saw Your Face Dare You to Move I Don't Want to Miss a Thing             | The First Time Ever I Saw Your Face Dare You to Move I Don't Want to Miss a Thing             | The First Time Ever I Saw Your Face Dare You to Move I Don't Want to Miss a Thing             | The First Time Ever I Saw Your Face Dare You to Move I Don't Want to Miss a Thing             | The First Time Ever I Saw Your Face Dare You to Move I Don't Want to Miss a Thing             | The First Time Ever I Saw Your Face Dare You to Move I Don't Want to Miss a Thing             | The First Time Ever I Saw Your Face Dare You to Move I Don't Want to Miss a Thing             | The First Time Ever I Saw Your Face Dare You to Move I Don't Want to Miss a Thing             | The First Time Ever I Saw Your Face Dare You to Move I Don't Want to Miss a Thing             | The First Time Ever I Saw Your Face Dare You to Move I Don't Want to Miss a Thing             | The First Time Ever I Saw Your Face Dare You to Move I Don't Want to Miss a Thing             | The First Time Ever I Saw Your Face Dare You to Move I Don't Want to Miss a Thing             | The First Time Ever I Saw Your Face Dare You to Move I Don't Want to Miss a Thing             | The First Time Ever I Saw Your Face Dare You to Move I Don't Want to Miss a Thing             | Roberta Flack Switchfoot Aerosmith            | Roberta Flack Switchfoot Aerosmith            | Roberta Flack Switchfoot Aerosmith            | Roberta Flack Switchfoot Aerosmith            | Roberta Flack Switchfoot Aerosmith            | Roberta Flack Switchfoot Aerosmith            | Roberta Flack Switchfoot Aerosmith            | Roberta Flack Switchfoot Aerosmith            | Roberta Flack Switchfoot Aerosmith            | Roberta Flack Switchfoot Aerosmith            | Roberta Flack Switchfoot Aerosmith            | Roberta Flack Switchfoot Aerosmith            | Roberta Flack Switchfoot Aerosmith            | Roberta Flack Switchfoot Aerosmith            | Roberta Flack Switchfoot Aerosmith            | Roberta Flack Switchfoot Aerosmith            | Roberta Flack Switchfoot Aerosmith            | Roberta Flack Switchfoot Aerosmith            | Roberta Flack Switchfoot Aerosmith            | Roberta Flack Switchfoot Aerosmith            | Roberta Flack Switchfoot Aerosmith            | Roberta Flack Switchfoot Aerosmith            | Roberta Flack Switchfoot Aerosmith            | Roberta Flack Switchfoot Aerosmith            | Roberta Flack Switchfoot Aerosmith            | Roberta Flack Switchfoot Aerosmith            | Roberta Flack Switchfoot Aerosmith            | Roberta Flack Switchfoot Aerosmith            | Roberta Flack Switchfoot Aerosmith            | Roberta Flack Switchfoot Aerosmith            | Roberta Flack Switchfoot Aerosmith            | Roberta Flack Switchfoot Aerosmith            | Roberta Flack Switchfoot Aerosmith            | Roberta Flack Switchfoot Aerosmith            | Roberta Flack Switchfoot Aerosmith            | Roberta Flack Switchfoot Aerosmith            | Roberta Flack Switchfoot Aerosmith            | Roberta Flack Switchfoot Aerosmith            | Roberta Flack Switchfoot Aerosmith            | Roberta Flack Switchfoot Aerosmith            | Roberta Flack Switchfoot Aerosmith            | Roberta Flack Switchfoot Aerosmith            | Roberta Flack Switchfoot Aerosmith            | Roberta Flack Switchfoot Aerosmith            | Roberta Flack Switchfoot Aerosmith            | Roberta Flack Switchfoot Aerosmith            | Roberta Flack Switchfoot Aerosmith            | Roberta Flack Switchfoot Aerosmith            | Roberta Flack Switchfoot Aerosmith            | Roberta Flack Switchfoot Aerosmith            | Roberta Flack Switchfoot Aerosmith            | Roberta Flack Switchfoot Aerosmith            | Roberta Flack Switchfoot Aerosmith            | Roberta Flack Switchfoot Aerosmith            | Roberta Flack Switchfoot Aerosmith            | Roberta Flack Switchfoot Aerosmith            | Roberta Flack Switchfoot Aerosmith            | Roberta Flack Switchfoot Aerosmith            | Roberta Flack Switchfoot Aerosmith            | Roberta Flack Switchfoot Aerosmith            | Roberta Flack Switchfoot Aerosmith            | Roberta Flack Switchfoot Aerosmith            | Roberta Flack Switchfoot Aerosmith            | Roberta Flack Switchfoot Aerosmith            | Roberta Flack Switchfoot Aerosmith            | Roberta Flack Switchfoot Aerosmith            | Roberta Flack Switchfoot Aerosmith            | Roberta Flack Switchfoot Aerosmith            | Roberta Flack Switchfoot Aerosmith            | Roberta Flack Switchfoot Aerosmith            | Roberta Flack Switchfoot Aerosmith            | Roberta Flack Switchfoot Aerosmith            | Roberta Flack Switchfoot Aerosmith            | Roberta Flack Switchfoot Aerosmith            | Roberta Flack Switchfoot Aerosmith            | Roberta Flack Switchfoot Aerosmith            | Roberta Flack Switchfoot Aerosmith            | Roberta Flack Switchfoot Aerosmith            | Roberta Flack Switchfoot Aerosmith            | Roberta Flack Switchfoot Aerosmith            | Roberta Flack Switchfoot Aerosmith            | Roberta Flack Switchfoot Aerosmith            | Roberta Flack Switchfoot Aerosmith            | Roberta Flack Switchfoot Aerosmith            | Roberta Flack Switchfoot Aerosmith            | Roberta Flack Switchfoot Aerosmith            | Roberta Flack Switchfoot Aerosmith            | Roberta Flack Switchfoot Aerosmith            | Roberta Flack Switchfoot Aerosmith            | Roberta Flack Switchfoot Aerosmith            | Roberta Flack Switchfoot Aerosmith            | Roberta Flack Switchfoot Aerosmith            | Roberta Flack Switchfoot Aerosmith            | Roberta Flack Switchfoot Aerosmith            | Roberta Flack Switchfoot Aerosmith            | Roberta Flack Switchfoot Aerosmith            | Roberta Flack Switchfoot Aerosmith            | Roberta Flack Switchfoot Aerosmith            | Roberta Flack Switchfoot Aerosmith            | Roberta Flack Switchfoot Aerosmith            | 3 6 9   | 3 6 9   | 3 6 9   | 3 6 9   | 3 6 9   | 3 6 9   | 3 6 9   | 3 6 9   | 3 6 9   | 3 6 9   | 3 6 9   | 3 6 9   | 3 6 9   | 3 6 9   | 3 6 9   | 3 6 9   | 3 6 9   | 3 6 9   | 3 6 9   | 3 6 9   | 3 6 9   | 3 6 9   | 3 6 9   | 3 6 9   | 3 6 9   | 3 6 9   | 3 6 9   | 3 6 9   | 3 6 9   | 3 6 9   | 3 6 9   | 3 6 9   | 3 6 9   | 3 6 9   | 3 6 9   | 3 6 9   | 3 6 9   | 3 6 9   | 3 6 9   | 3 6 9   | 3 6 9   | 3 6 9   | 3 6 9   | 3 6 9   | 3 6 9   | 3 6 9   | 3 6 9   | 3 6 9   | 3 6 9   | 3 6 9   | 3 6 9   | 3 6 9   | 3 6 9   | 3 6 9   | 3 6 9   | 3 6 9   | 3 6 9   | 3 6 9   | 3 6 9   | 3 6 9   | 3 6 9   | 3 6 9   | 3 6 9   | 3 6 9   | 3 6 9   | 3 6 9   | 3 6 9   | 3 6 9   | 3 6 9   | 3 6 9   | 3 6 9   | 3 6 9   | 3 6 9   | 3 6 9   | 3 6 9   | 3 6 9   | 3 6 9   | 3 6 9   | 3 6 9   | 3 6 9   | 3 6 9   | 3 6 9   | 3 6 9   | 3 6 9   | 3 6 9   | 3 6 9   | 3 6 9   | 3 6 9   | 3 6 9   | 3 6 9   | 3 6 9   | 3 6 9   | 3 6 9   | 3 6 9   | 3 6 9   | 3 6 9   | 3 6 9   | 3 6 9   | 3 6 9   | 3 6 9   | Sauf     | Sauf     | Sauf     | Sauf     | Sauf     | Sauf     | Sauf     | Sauf     | Sauf     | Sauf     | Sauf     | Sauf     | Sauf     | Sauf     | Sauf     | Sauf     | Sauf     | Sauf     | Sauf     | Sauf     | Sauf     | Sauf     | Sauf     | Sauf     | Sauf     | Sauf     | Sauf     | Sauf     | Sauf     | Sauf     | Sauf     | Sauf     | Sauf     | Sauf     | Sauf     | Sauf     | Sauf     | Sauf     | Sauf     | Sauf     | Sauf     | Sauf     | Sauf     | Sauf     | Sauf     | Sauf     | Sauf     | Sauf     | Sauf     | Sauf     | Sauf     | Sauf     | Sauf     | Sauf     | Sauf     | Sauf     | Sauf     | Sauf     | Sauf     | Sauf     | Sauf     | Sauf     | Sauf     | Sauf     | Sauf     | Sauf     | Sauf     | Sauf     | Sauf     | Sauf     |
| Finale             | Finale             | Finale             | Finale             | Finale             | Finale             | Finale             | Finale             | Finale             | Finale             | Finale             | Finale             | Finale             | Finale             | Finale             | Finale             | Finale             | Finale             | Finale             | Finale             | Finale             | Finale             | Finale             | Finale             | Finale             | Finale             | Finale             | Finale             | Finale             | Finale             | Finale             | Finale             | Finale             | Finale             | Finale             | Finale             | Finale             | Finale             | Finale             | Finale             | Finale             | Finale             | Finale             | Finale             | Finale             | Finale             | Finale             | Finale             | Finale             | Finale             | Finale             | Finale             | Finale             | Finale             | Finale             | Finale             | Finale             | Finale             | Finale             | Finale             | Finale             | Finale             | Finale             | Finale             | Finale             | Finale             | Finale             | Finale             | Finale             | Finale             | Finale             | Finale             | Finale             | Finale             | Finale             | Finale             | Finale             | Finale             | Finale             | Finale             | Finale             | Finale             | Finale             | Finale             | Finale             | Finale             | Finale             | Finale             | Finale             | Finale             | Clive Davis's Choice New Song Contestant's Choice                   | Clive Davis's Choice New Song Contestant's Choice                   | Clive Davis's Choice New Song Contestant's Choice                   | Clive Davis's Choice New Song Contestant's Choice                   | Clive Davis's Choice New Song Contestant's Choice                   | Clive Davis's Choice New Song Contestant's Choice                   | Clive Davis's Choice New Song Contestant's Choice                   | Clive Davis's Choice New Song Contestant's Choice                   | Clive Davis's Choice New Song Contestant's Choice                   | Clive Davis's Choice New Song Contestant's Choice                   | Clive Davis's Choice New Song Contestant's Choice                   | Clive Davis's Choice New Song Contestant's Choice                   | Clive Davis's Choice New Song Contestant's Choice                   | Clive Davis's Choice New Song Contestant's Choice                   | Clive Davis's Choice New Song Contestant's Choice                   | Clive Davis's Choice New Song Contestant's Choice                   | Clive Davis's Choice New Song Contestant's Choice                   | Clive Davis's Choice New Song Contestant's Choice                   | Clive Davis's Choice New Song Contestant's Choice                   | Clive Davis's Choice New Song Contestant's Choice                   | Clive Davis's Choice New Song Contestant's Choice                   | Clive Davis's Choice New Song Contestant's Choice                   | Clive Davis's Choice New Song Contestant's Choice                   | Clive Davis's Choice New Song Contestant's Choice                   | Clive Davis's Choice New Song Contestant's Choice                   | Clive Davis's Choice New Song Contestant's Choice                   | Clive Davis's Choice New Song Contestant's Choice                   | Clive Davis's Choice New Song Contestant's Choice                   | Clive Davis's Choice New Song Contestant's Choice                   | Clive Davis's Choice New Song Contestant's Choice                   | Clive Davis's Choice New Song Contestant's Choice                   | Clive Davis's Choice New Song Contestant's Choice                   | Clive Davis's Choice New Song Contestant's Choice                   | Clive Davis's Choice New Song Contestant's Choice                   | Clive Davis's Choice New Song Contestant's Choice                   | Clive Davis's Choice New Song Contestant's Choice                   | Clive Davis's Choice New Song Contestant's Choice                   | Clive Davis's Choice New Song Contestant's Choice                   | Clive Davis's Choice New Song Contestant's Choice                   | Clive Davis's Choice New Song Contestant's Choice                   | Clive Davis's Choice New Song Contestant's Choice                   | Clive Davis's Choice New Song Contestant's Choice                   | Clive Davis's Choice New Song Contestant's Choice                   | Clive Davis's Choice New Song Contestant's Choice                   | Clive Davis's Choice New Song Contestant's Choice                   | Clive Davis's Choice New Song Contestant's Choice                   | Clive Davis's Choice New Song Contestant's Choice                   | Clive Davis's Choice New Song Contestant's Choice                   | Clive Davis's Choice New Song Contestant's Choice                   | Clive Davis's Choice New Song Contestant's Choice                   | Clive Davis's Choice New Song Contestant's Choice                   | Clive Davis's Choice New Song Contestant's Choice                   | Clive Davis's Choice New Song Contestant's Choice                   | Clive Davis's Choice New Song Contestant's Choice                   | Clive Davis's Choice New Song Contestant's Choice                   | Clive Davis's Choice New Song Contestant's Choice                   | Clive Davis's Choice New Song Contestant's Choice                   | Clive Davis's Choice New Song Contestant's Choice                   | Clive Davis's Choice New Song Contestant's Choice                   | Clive Davis's Choice New Song Contestant's Choice                   | Clive Davis's Choice New Song Contestant's Choice                   | Clive Davis's Choice New Song Contestant's Choice                   | Clive Davis's Choice New Song Contestant's Choice                   | Clive Davis's Choice New Song Contestant's Choice                   | Clive Davis's Choice New Song Contestant's Choice                   | Clive Davis's Choice New Song Contestant's Choice                   | Clive Davis's Choice New Song Contestant's Choice                   | Clive Davis's Choice New Song Contestant's Choice                   | Clive Davis's Choice New Song Contestant's Choice                   | Clive Davis's Choice New Song Contestant's Choice                   | Clive Davis's Choice New Song Contestant's Choice                   | Clive Davis's Choice New Song Contestant's Choice                   | Clive Davis's Choice New Song Contestant's Choice                   | Clive Davis's Choice New Song Contestant's Choice                   | Clive Davis's Choice New Song Contestant's Choice                   | Clive Davis's Choice New Song Contestant's Choice                   | Clive Davis's Choice New Song Contestant's Choice                   | Clive Davis's Choice New Song Contestant's Choice                   | Clive Davis's Choice New Song Contestant's Choice                   | Clive Davis's Choice New Song Contestant's Choice                   | Clive Davis's Choice New Song Contestant's Choice                   | Clive Davis's Choice New Song Contestant's Choice                   | Clive Davis's Choice New Song Contestant's Choice                   | Clive Davis's Choice New Song Contestant's Choice                   | Clive Davis's Choice New Song Contestant's Choice                   | Clive Davis's Choice New Song Contestant's Choice                   | Clive Davis's Choice New Song Contestant's Choice                   | Clive Davis's Choice New Song Contestant's Choice                   | Clive Davis's Choice New Song Contestant's Choice                   | Clive Davis's Choice New Song Contestant's Choice                   | Clive Davis's Choice New Song Contestant's Choice                   | Clive Davis's Choice New Song Contestant's Choice                   | Clive Davis's Choice New Song Contestant's Choice                   | Clive Davis's Choice New Song Contestant's Choice                   | Clive Davis's Choice New Song Contestant's Choice                   | Clive Davis's Choice New Song Contestant's Choice                   | Clive Davis's Choice New Song Contestant's Choice                   | Clive Davis's Choice New Song Contestant's Choice                   | Clive Davis's Choice New Song Contestant's Choice                   | Clive Davis's Choice New Song Contestant's Choice                   | I Still Haven't Found What I'm Looking For Dream Big (chanson de David Cook) The World I Know | I Still Haven't Found What I'm Looking For Dream Big (chanson de David Cook) The World I Know | I Still Haven't Found What I'm Looking For Dream Big (chanson de David Cook) The World I Know | I Still Haven't Found What I'm Looking For Dream Big (chanson de David Cook) The World I Know | I Still Haven't Found What I'm Looking For Dream Big (chanson de David Cook) The World I Know | I Still Haven't Found What I'm Looking For Dream Big (chanson de David Cook) The World I Know | I Still Haven't Found What I'm Looking For Dream Big (chanson de David Cook) The World I Know | I Still Haven't Found What I'm Looking For Dream Big (chanson de David Cook) The World I Know | I Still Haven't Found What I'm Looking For Dream Big (chanson de David Cook) The World I Know | I Still Haven't Found What I'm Looking For Dream Big (chanson de David Cook) The World I Know | I Still Haven't Found What I'm Looking For Dream Big (chanson de David Cook) The World I Know | I Still Haven't Found What I'm Looking For Dream Big (chanson de David Cook) The World I Know | I Still Haven't Found What I'm Looking For Dream Big (chanson de David Cook) The World I Know | I Still Haven't Found What I'm Looking For Dream Big (chanson de David Cook) The World I Know | I Still Haven't Found What I'm Looking For Dream Big (chanson de David Cook) The World I Know | I Still Haven't Found What I'm Looking For Dream Big (chanson de David Cook) The World I Know | I Still Haven't Found What I'm Looking For Dream Big (chanson de David Cook) The World I Know | I Still Haven't Found What I'm Looking For Dream Big (chanson de David Cook) The World I Know | I Still Haven't Found What I'm Looking For Dream Big (chanson de David Cook) The World I Know | I Still Haven't Found What I'm Looking For Dream Big (chanson de David Cook) The World I Know | I Still Haven't Found What I'm Looking For Dream Big (chanson de David Cook) The World I Know | I Still Haven't Found What I'm Looking For Dream Big (chanson de David Cook) The World I Know | I Still Haven't Found What I'm Looking For Dream Big (chanson de David Cook) The World I Know | I Still Haven't Found What I'm Looking For Dream Big (chanson de David Cook) The World I Know | I Still Haven't Found What I'm Looking For Dream Big (chanson de David Cook) The World I Know | I Still Haven't Found What I'm Looking For Dream Big (chanson de David Cook) The World I Know | I Still Haven't Found What I'm Looking For Dream Big (chanson de David Cook) The World I Know | I Still Haven't Found What I'm Looking For Dream Big (chanson de David Cook) The World I Know | I Still Haven't Found What I'm Looking For Dream Big (chanson de David Cook) The World I Know | I Still Haven't Found What I'm Looking For Dream Big (chanson de David Cook) The World I Know | I Still Haven't Found What I'm Looking For Dream Big (chanson de David Cook) The World I Know | I Still Haven't Found What I'm Looking For Dream Big (chanson de David Cook) The World I Know | I Still Haven't Found What I'm Looking For Dream Big (chanson de David Cook) The World I Know | I Still Haven't Found What I'm Looking For Dream Big (chanson de David Cook) The World I Know | I Still Haven't Found What I'm Looking For Dream Big (chanson de David Cook) The World I Know | I Still Haven't Found What I'm Looking For Dream Big (chanson de David Cook) The World I Know | I Still Haven't Found What I'm Looking For Dream Big (chanson de David Cook) The World I Know | I Still Haven't Found What I'm Looking For Dream Big (chanson de David Cook) The World I Know | I Still Haven't Found What I'm Looking For Dream Big (chanson de David Cook) The World I Know | I Still Haven't Found What I'm Looking For Dream Big (chanson de David Cook) The World I Know | I Still Haven't Found What I'm Looking For Dream Big (chanson de David Cook) The World I Know | I Still Haven't Found What I'm Looking For Dream Big (chanson de David Cook) The World I Know | I Still Haven't Found What I'm Looking For Dream Big (chanson de David Cook) The World I Know | I Still Haven't Found What I'm Looking For Dream Big (chanson de David Cook) The World I Know | I Still Haven't Found What I'm Looking For Dream Big (chanson de David Cook) The World I Know | I Still Haven't Found What I'm Looking For Dream Big (chanson de David Cook) The World I Know | I Still Haven't Found What I'm Looking For Dream Big (chanson de David Cook) The World I Know | I Still Haven't Found What I'm Looking For Dream Big (chanson de David Cook) The World I Know | I Still Haven't Found What I'm Looking For Dream Big (chanson de David Cook) The World I Know | I Still Haven't Found What I'm Looking For Dream Big (chanson de David Cook) The World I Know | I Still Haven't Found What I'm Looking For Dream Big (chanson de David Cook) The World I Know | I Still Haven't Found What I'm Looking For Dream Big (chanson de David Cook) The World I Know | I Still Haven't Found What I'm Looking For Dream Big (chanson de David Cook) The World I Know | I Still Haven't Found What I'm Looking For Dream Big (chanson de David Cook) The World I Know | I Still Haven't Found What I'm Looking For Dream Big (chanson de David Cook) The World I Know | I Still Haven't Found What I'm Looking For Dream Big (chanson de David Cook) The World I Know | I Still Haven't Found What I'm Looking For Dream Big (chanson de David Cook) The World I Know | I Still Haven't Found What I'm Looking For Dream Big (chanson de David Cook) The World I Know | I Still Haven't Found What I'm Looking For Dream Big (chanson de David Cook) The World I Know | I Still Haven't Found What I'm Looking For Dream Big (chanson de David Cook) The World I Know | I Still Haven't Found What I'm Looking For Dream Big (chanson de David Cook) The World I Know | I Still Haven't Found What I'm Looking For Dream Big (chanson de David Cook) The World I Know | I Still Haven't Found What I'm Looking For Dream Big (chanson de David Cook) The World I Know | I Still Haven't Found What I'm Looking For Dream Big (chanson de David Cook) The World I Know | I Still Haven't Found What I'm Looking For Dream Big (chanson de David Cook) The World I Know | I Still Haven't Found What I'm Looking For Dream Big (chanson de David Cook) The World I Know | I Still Haven't Found What I'm Looking For Dream Big (chanson de David Cook) The World I Know | I Still Haven't Found What I'm Looking For Dream Big (chanson de David Cook) The World I Know | I Still Haven't Found What I'm Looking For Dream Big (chanson de David Cook) The World I Know | I Still Haven't Found What I'm Looking For Dream Big (chanson de David Cook) The World I Know | I Still Haven't Found What I'm Looking For Dream Big (chanson de David Cook) The World I Know | I Still Haven't Found What I'm Looking For Dream Big (chanson de David Cook) The World I Know | I Still Haven't Found What I'm Looking For Dream Big (chanson de David Cook) The World I Know | I Still Haven't Found What I'm Looking For Dream Big (chanson de David Cook) The World I Know | I Still Haven't Found What I'm Looking For Dream Big (chanson de David Cook) The World I Know | I Still Haven't Found What I'm Looking For Dream Big (chanson de David Cook) The World I Know | I Still Haven't Found What I'm Looking For Dream Big (chanson de David Cook) The World I Know | I Still Haven't Found What I'm Looking For Dream Big (chanson de David Cook) The World I Know | I Still Haven't Found What I'm Looking For Dream Big (chanson de David Cook) The World I Know | I Still Haven't Found What I'm Looking For Dream Big (chanson de David Cook) The World I Know | I Still Haven't Found What I'm Looking For Dream Big (chanson de David Cook) The World I Know | I Still Haven't Found What I'm Looking For Dream Big (chanson de David Cook) The World I Know | I Still Haven't Found What I'm Looking For Dream Big (chanson de David Cook) The World I Know | I Still Haven't Found What I'm Looking For Dream Big (chanson de David Cook) The World I Know | I Still Haven't Found What I'm Looking For Dream Big (chanson de David Cook) The World I Know | I Still Haven't Found What I'm Looking For Dream Big (chanson de David Cook) The World I Know | I Still Haven't Found What I'm Looking For Dream Big (chanson de David Cook) The World I Know | I Still Haven't Found What I'm Looking For Dream Big (chanson de David Cook) The World I Know | I Still Haven't Found What I'm Looking For Dream Big (chanson de David Cook) The World I Know | I Still Haven't Found What I'm Looking For Dream Big (chanson de David Cook) The World I Know | I Still Haven't Found What I'm Looking For Dream Big (chanson de David Cook) The World I Know | I Still Haven't Found What I'm Looking For Dream Big (chanson de David Cook) The World I Know | I Still Haven't Found What I'm Looking For Dream Big (chanson de David Cook) The World I Know | I Still Haven't Found What I'm Looking For Dream Big (chanson de David Cook) The World I Know | I Still Haven't Found What I'm Looking For Dream Big (chanson de David Cook) The World I Know | I Still Haven't Found What I'm Looking For Dream Big (chanson de David Cook) The World I Know | I Still Haven't Found What I'm Looking For Dream Big (chanson de David Cook) The World I Know | I Still Haven't Found What I'm Looking For Dream Big (chanson de David Cook) The World I Know | I Still Haven't Found What I'm Looking For Dream Big (chanson de David Cook) The World I Know | I Still Haven't Found What I'm Looking For Dream Big (chanson de David Cook) The World I Know | I Still Haven't Found What I'm Looking For Dream Big (chanson de David Cook) The World I Know | I Still Haven't Found What I'm Looking For Dream Big (chanson de David Cook) The World I Know | I Still Haven't Found What I'm Looking For Dream Big (chanson de David Cook) The World I Know | I Still Haven't Found What I'm Looking For Dream Big (chanson de David Cook) The World I Know | I Still Haven't Found What I'm Looking For Dream Big (chanson de David Cook) The World I Know | I Still Haven't Found What I'm Looking For Dream Big (chanson de David Cook) The World I Know | I Still Haven't Found What I'm Looking For Dream Big (chanson de David Cook) The World I Know | I Still Haven't Found What I'm Looking For Dream Big (chanson de David Cook) The World I Know | I Still Haven't Found What I'm Looking For Dream Big (chanson de David Cook) The World I Know | I Still Haven't Found What I'm Looking For Dream Big (chanson de David Cook) The World I Know | I Still Haven't Found What I'm Looking For Dream Big (chanson de David Cook) The World I Know | I Still Haven't Found What I'm Looking For Dream Big (chanson de David Cook) The World I Know | I Still Haven't Found What I'm Looking For Dream Big (chanson de David Cook) The World I Know | I Still Haven't Found What I'm Looking For Dream Big (chanson de David Cook) The World I Know | I Still Haven't Found What I'm Looking For Dream Big (chanson de David Cook) The World I Know | I Still Haven't Found What I'm Looking For Dream Big (chanson de David Cook) The World I Know | I Still Haven't Found What I'm Looking For Dream Big (chanson de David Cook) The World I Know | I Still Haven't Found What I'm Looking For Dream Big (chanson de David Cook) The World I Know | I Still Haven't Found What I'm Looking For Dream Big (chanson de David Cook) The World I Know | I Still Haven't Found What I'm Looking For Dream Big (chanson de David Cook) The World I Know | I Still Haven't Found What I'm Looking For Dream Big (chanson de David Cook) The World I Know | I Still Haven't Found What I'm Looking For Dream Big (chanson de David Cook) The World I Know | I Still Haven't Found What I'm Looking For Dream Big (chanson de David Cook) The World I Know | I Still Haven't Found What I'm Looking For Dream Big (chanson de David Cook) The World I Know | I Still Haven't Found What I'm Looking For Dream Big (chanson de David Cook) The World I Know | I Still Haven't Found What I'm Looking For Dream Big (chanson de David Cook) The World I Know | I Still Haven't Found What I'm Looking For Dream Big (chanson de David Cook) The World I Know | I Still Haven't Found What I'm Looking For Dream Big (chanson de David Cook) The World I Know | I Still Haven't Found What I'm Looking For Dream Big (chanson de David Cook) The World I Know | I Still Haven't Found What I'm Looking For Dream Big (chanson de David Cook) The World I Know | U2 Écrit par Emily Shackelton Collective Soul | U2 Écrit par Emily Shackelton Collective Soul | U2 Écrit par Emily Shackelton Collective Soul | U2 Écrit par Emily Shackelton Collective Soul | U2 Écrit par Emily Shackelton Collective Soul | U2 Écrit par Emily Shackelton Collective Soul | U2 Écrit par Emily Shackelton Collective Soul | U2 Écrit par Emily Shackelton Collective Soul | U2 Écrit par Emily Shackelton Collective Soul | U2 Écrit par Emily Shackelton Collective Soul | U2 Écrit par Emily Shackelton Collective Soul | U2 Écrit par Emily Shackelton Collective Soul | U2 Écrit par Emily Shackelton Collective Soul | U2 Écrit par Emily Shackelton Collective Soul | U2 Écrit par Emily Shackelton Collective Soul | U2 Écrit par Emily Shackelton Collective Soul | U2 Écrit par Emily Shackelton Collective Soul | U2 Écrit par Emily Shackelton Collective Soul | U2 Écrit par Emily Shackelton Collective Soul | U2 Écrit par Emily Shackelton Collective Soul | U2 Écrit par Emily Shackelton Collective Soul | U2 Écrit par Emily Shackelton Collective Soul | U2 Écrit par Emily Shackelton Collective Soul | U2 Écrit par Emily Shackelton Collective Soul | U2 Écrit par Emily Shackelton Collective Soul | U2 Écrit par Emily Shackelton Collective Soul | U2 Écrit par Emily Shackelton Collective Soul | U2 Écrit par Emily Shackelton Collective Soul | U2 Écrit par Emily Shackelton Collective Soul | U2 Écrit par Emily Shackelton Collective Soul | U2 Écrit par Emily Shackelton Collective Soul | U2 Écrit par Emily Shackelton Collective Soul | U2 Écrit par Emily Shackelton Collective Soul | U2 Écrit par Emily Shackelton Collective Soul | U2 Écrit par Emily Shackelton Collective Soul | U2 Écrit par Emily Shackelton Collective Soul | U2 Écrit par Emily Shackelton Collective Soul | U2 Écrit par Emily Shackelton Collective Soul | U2 Écrit par Emily Shackelton Collective Soul | U2 Écrit par Emily Shackelton Collective Soul | U2 Écrit par Emily Shackelton Collective Soul | U2 Écrit par Emily Shackelton Collective Soul | U2 Écrit par Emily Shackelton Collective Soul | U2 Écrit par Emily Shackelton Collective Soul | U2 Écrit par Emily Shackelton Collective Soul | U2 Écrit par Emily Shackelton Collective Soul | U2 Écrit par Emily Shackelton Collective Soul | U2 Écrit par Emily Shackelton Collective Soul | U2 Écrit par Emily Shackelton Collective Soul | U2 Écrit par Emily Shackelton Collective Soul | U2 Écrit par Emily Shackelton Collective Soul | U2 Écrit par Emily Shackelton Collective Soul | U2 Écrit par Emily Shackelton Collective Soul | U2 Écrit par Emily Shackelton Collective Soul | U2 Écrit par Emily Shackelton Collective Soul | U2 Écrit par Emily Shackelton Collective Soul | U2 Écrit par Emily Shackelton Collective Soul | U2 Écrit par Emily Shackelton Collective Soul | U2 Écrit par Emily Shackelton Collective Soul | U2 Écrit par Emily Shackelton Collective Soul | U2 Écrit par Emily Shackelton Collective Soul | U2 Écrit par Emily Shackelton Collective Soul | U2 Écrit par Emily Shackelton Collective Soul | U2 Écrit par Emily Shackelton Collective Soul | U2 Écrit par Emily Shackelton Collective Soul | U2 Écrit par Emily Shackelton Collective Soul | U2 Écrit par Emily Shackelton Collective Soul | U2 Écrit par Emily Shackelton Collective Soul | U2 Écrit par Emily Shackelton Collective Soul | U2 Écrit par Emily Shackelton Collective Soul | U2 Écrit par Emily Shackelton Collective Soul | U2 Écrit par Emily Shackelton Collective Soul | U2 Écrit par Emily Shackelton Collective Soul | U2 Écrit par Emily Shackelton Collective Soul | U2 Écrit par Emily Shackelton Collective Soul | U2 Écrit par Emily Shackelton Collective Soul | U2 Écrit par Emily Shackelton Collective Soul | U2 Écrit par Emily Shackelton Collective Soul | U2 Écrit par Emily Shackelton Collective Soul | U2 Écrit par Emily Shackelton Collective Soul | U2 Écrit par Emily Shackelton Collective Soul | U2 Écrit par Emily Shackelton Collective Soul | U2 Écrit par Emily Shackelton Collective Soul | U2 Écrit par Emily Shackelton Collective Soul | U2 Écrit par Emily Shackelton Collective Soul | U2 Écrit par Emily Shackelton Collective Soul | U2 Écrit par Emily Shackelton Collective Soul | U2 Écrit par Emily Shackelton Collective Soul | U2 Écrit par Emily Shackelton Collective Soul | U2 Écrit par Emily Shackelton Collective Soul | U2 Écrit par Emily Shackelton Collective Soul | U2 Écrit par Emily Shackelton Collective Soul | U2 Écrit par Emily Shackelton Collective Soul | U2 Écrit par Emily Shackelton Collective Soul | U2 Écrit par Emily Shackelton Collective Soul | U2 Écrit par Emily Shackelton Collective Soul | U2 Écrit par Emily Shackelton Collective Soul | U2 Écrit par Emily Shackelton Collective Soul | U2 Écrit par Emily Shackelton Collective Soul | U2 Écrit par Emily Shackelton Collective Soul | 1 3 5   | 1 3 5   | 1 3 5   | 1 3 5   | 1 3 5   | 1 3 5   | 1 3 5   | 1 3 5   | 1 3 5   | 1 3 5   | 1 3 5   | 1 3 5   | 1 3 5   | 1 3 5   | 1 3 5   | 1 3 5   | 1 3 5   | 1 3 5   | 1 3 5   | 1 3 5   | 1 3 5   | 1 3 5   | 1 3 5   | 1 3 5   | 1 3 5   | 1 3 5   | 1 3 5   | 1 3 5   | 1 3 5   | 1 3 5   | 1 3 5   | 1 3 5   | 1 3 5   | 1 3 5   | 1 3 5   | 1 3 5   | 1 3 5   | 1 3 5   | 1 3 5   | 1 3 5   | 1 3 5   | 1 3 5   | 1 3 5   | 1 3 5   | 1 3 5   | 1 3 5   | 1 3 5   | 1 3 5   | 1 3 5   | 1 3 5   | 1 3 5   | 1 3 5   | 1 3 5   | 1 3 5   | 1 3 5   | 1 3 5   | 1 3 5   | 1 3 5   | 1 3 5   | 1 3 5   | 1 3 5   | 1 3 5   | 1 3 5   | 1 3 5   | 1 3 5   | 1 3 5   | 1 3 5   | 1 3 5   | 1 3 5   | 1 3 5   | 1 3 5   | 1 3 5   | 1 3 5   | 1 3 5   | 1 3 5   | 1 3 5   | 1 3 5   | 1 3 5   | 1 3 5   | 1 3 5   | 1 3 5   | 1 3 5   | 1 3 5   | 1 3 5   | 1 3 5   | 1 3 5   | 1 3 5   | 1 3 5   | 1 3 5   | 1 3 5   | 1 3 5   | 1 3 5   | 1 3 5   | 1 3 5   | 1 3 5   | 1 3 5   | 1 3 5   | 1 3 5   | 1 3 5   | 1 3 5   | Gagnant  | Gagnant  | Gagnant  | Gagnant  | Gagnant  | Gagnant  | Gagnant  | Gagnant  | Gagnant  | Gagnant  | Gagnant  | Gagnant  | Gagnant  | Gagnant  | Gagnant  | Gagnant  | Gagnant  | Gagnant  | Gagnant  | Gagnant  | Gagnant  | Gagnant  | Gagnant  | Gagnant  | Gagnant  | Gagnant  | Gagnant  | Gagnant  | Gagnant  | Gagnant  | Gagnant  | Gagnant  | Gagnant  | Gagnant  | Gagnant  | Gagnant  | Gagnant  | Gagnant  | Gagnant  | Gagnant  | Gagnant  | Gagnant  | Gagnant  | Gagnant  | Gagnant  | Gagnant  | Gagnant  | Gagnant  | Gagnant  | Gagnant  | Gagnant  | Gagnant  | Gagnant  | Gagnant  | Gagnant  | Gagnant  | Gagnant  | Gagnant  | Gagnant  | Gagnant  | Gagnant  | Gagnant  | Gagnant  | Gagnant  | Gagnant  | Gagnant  | Gagnant  | Gagnant  | Gagnant  | Gagnant  |

## Discographie
| Année                                                                             | Single                                                                            | Positions | Positions | Positions | Album                        |
| Année                                                                             | Single                                                                            | US        | US Pop    | CAN       | Album                        |
| --------------------------------------------------------------------------------- | --------------------------------------------------------------------------------- | --------- | --------- | --------- | ---------------------------- |
| 2008                                                                              | Dream Big (Chanson pour l'édition 2008 de l'American Idol Songwriter Competition) | 15        | 17        | 21        | Participations American Idol |
| 2008                                                                              | I Still Haven't Found What I'm Looking For (U2)                                   | 22        | 24        | 17        | Participations American Idol |
| 2008                                                                              | The World I Know (Collective Soul)                                                | 28        | 31        | 24        | Participations American Idol |
| 2008                                                                              | I Don't Want to Miss a Thing (Aerosmith)                                          | 42        | 38        | 43        | Participations American Idol |
| 2008                                                                              | Billie Jean (Michael Jackson)                                                     | 47        | 39        | 41        | Participations American Idol |
| 2008                                                                              | Always Be My Baby (Mariah Carey)                                                  | 67        | 46        | 59        | Participations American Idol |
| 2008                                                                              | Hello (Lionel Richie)                                                             | 73        | 48        | 57        | Participations American Idol |
| 2008                                                                              | The Music of the Night (Chanson de The Phantom of the Opera)                      | 77        | 54        | 73        | Participations American Idol |
| 2008                                                                              | Eleanor Rigby (The Beatles)                                                       | 92        | 62        | 83        | Participations American Idol |
| 2008                                                                              | I'm Alive (Neil Diamond)                                                          | 99        | 73        | —         | Participations American Idol |
| 2008                                                                              | Little Sparrow (Dolly Parton)                                                     | 101       | 79        | 96        | Participations American Idol |
| 2008                                                                              | Hungry Like the Wolf (Duran Duran)                                                | 103       | 81        | —         | Participations American Idol |
| 2008                                                                              | Innocent (Our Lady Peace)                                                         | 104       | 82        | —         | Participations American Idol |
| 2008                                                                              | Day Tripper (The Beatles)                                                         | 114       | 95        | —         | Participations American Idol |
| 2008                                                                              | All Right Now (Free)                                                              | 118       | —         | —         | Participations American Idol |
| 2008                                                                              | Happy Together (The Turtles)                                                      | 125       | —         | —         | Participations American Idol |
| 2008                                                                              | Declaration                                                                       | 113       | —         | —         | David Cook                   |
| "—" indique que le single n'est pas parvenu à se classer ou n'a pas été distribué |                                                                                   |           |           |           |                              |

## Après-Idolcarrière

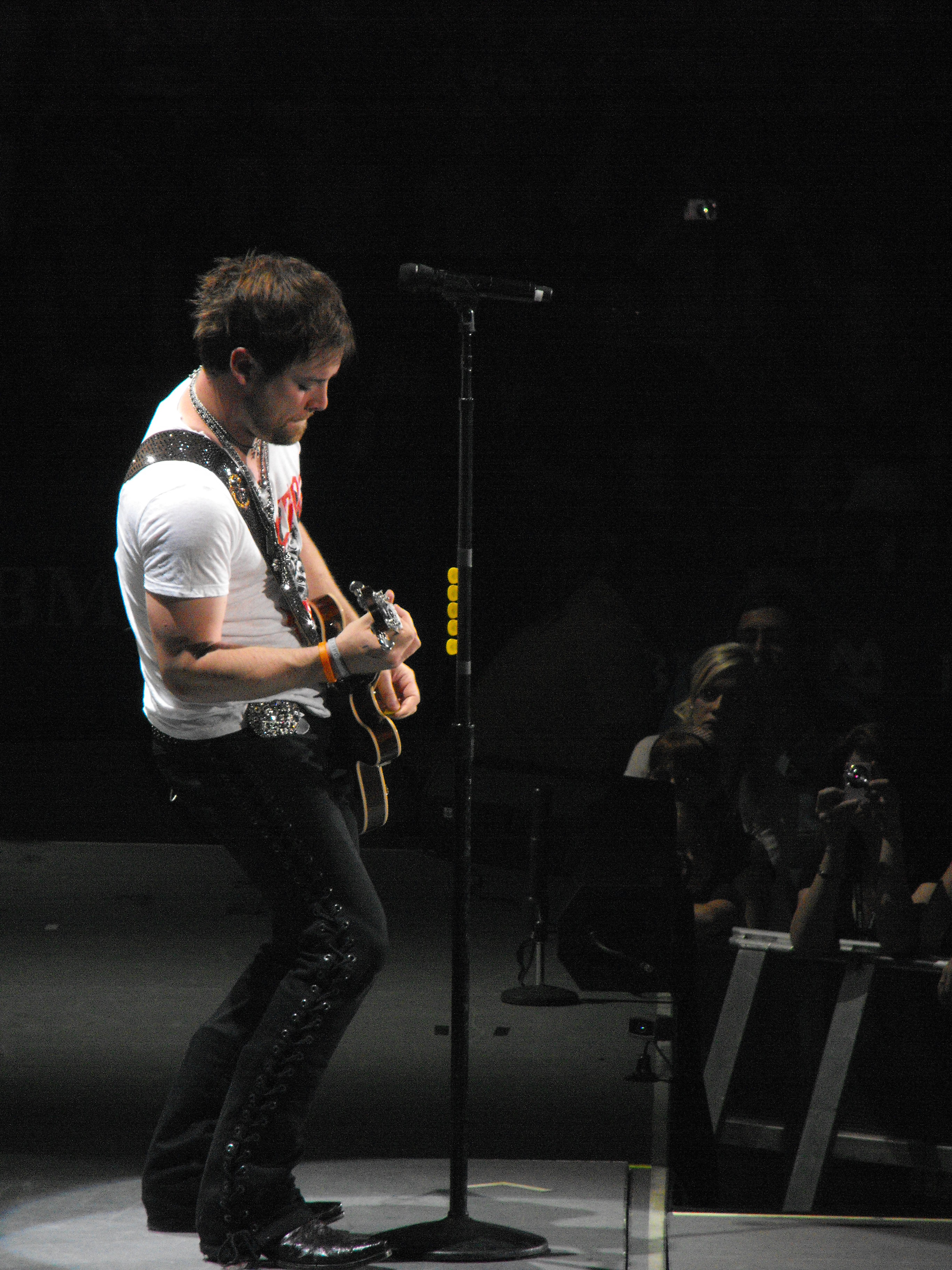
Cook performant durant la tournée 2008 American Idols Live!

Selon le Billboard pour la semaine se terminant le 25 mai, 2008, la semaine suivant sa victoire, David Cook a fracassé plusieurs records des palmarès du Billboard. Le plus notable était son record brisant l'exploit d'avoir onze chansons sur le Hot 100 Billboard cette semaine-là, battant ainsi le record précédent par Miley Cyrus ("Hannah Montana") en 2006 où elle avait obtenu six chansons dans le palmarès. Le premier single de David, "The Time of My Life" a fait ses débuts au #3 on the Hot 100. Les 11 entrées de Cook lui ont donné le plus de chansons par un artiste sur le Hot 100 de n'importe quelle semaine dans l'ère Nielsen SoundScan (laquelle a débuté en 1991), et le plus de n'importe quelle ère depuis les The Beatles qui ont placé 14 chansons sur le palmarès la semaine du 11 avril, 1964. Lors de cette même semaine, Cook a aussi battu le record pour le plus d'entrées sur le palmarès « Billboard Hot Digital Songs », avec 14 chansons au total. Le record précédant était de 6 chansons et appartenait à Bon Jovi en 2007. Au total et combiné, les 17 entrées de David Cook ont représenté 944 000 téléchargements digitals la première semaine de vente.
Cook a aussi signé un contrat avec la compagnie Skechers jusqu'en décembre 2009.
En 2008, lors de la remise des Teen Choice Awards, Cook a gagné le « the Best Reality/Variety Star award », aux côtés de Lauren Conrad de The Hills.
La photo de Cook est aussi apparue sur la couverture du « World Almanac and Book of Facts 2009 », aux côtés du Président Barack Obama et du Sénateur John McCain.

### 2008-PrésentDavid Cook
Cook a travaillé avec Espionage, Ed Roland (Collective Soul), Zac Maloy (The Nixons), Jason Wade (Lifehouse), Neal Tiemann (Midwest Kings), Kevin Griffin (Better Than Ezra), Chantal Kreviazuk, et Raine Maida (Our Lady Peace) sur son album éponyme. L'album a été réalisé par Rob Cavallo. Sur le show du matin de Ryan Seacrest On Air de KIIS-FM le 5 septembre, 2008, le chanteur a révélé que la date de lancement de son album serait le 18 novembre 2008.
Cook a annoncé via un blog sur sa page myspace que deux de ses partenaires de son ancien groupe Midwest Kings (MWK) joindraient son groupe pour la tournée. Neal Tiemann comme guitariste principal et Andy Skib comme guitariste rythmique et claviériste.
Le premier extrait de l'album, Light On lancé le 23 septembre 2008 a été officiellement annoncé sur le site officiel du chanteur. La semaine du 10 octobre, 2008, la chanson atteignait le no 17 du Billboard Hot 100.
L'album fut certifié platine par la Recording Industry Association for America (RIAA) pour des ventes excédant un million d'unités en janvier 2009. Il a été présenté avec sa plaque lors d'un enregistrement d'American Idol où il a offert une prestation. Cette émission a été télédiffusée le 1er avril 2009.
Son second vidéoclip, Come Back to Me, a été lancé le 4 avril 2009, tout comme la chanson Bar-Ba-Sol (double lancement). Pas de vidéo pour cette dernière, lancée pour les stations de radio rock.
Le 23 août 2009, le chanteur a annoncé lors d'une entrevue radiophonique que dorénavant THE ANTHEMIC serait le nom du groupe qui l’accompagne dans sa tournée.
Lors d'une entrevue avec Michael Slezak (Idolatry) Michael Slezak le 8 février 2010, David Cook a déclaré qu'il est en train de travailler sur son deuxième album. Quelques-unes des collaborations possibles : Raine Maida et Chantal Kreviazuk, Gregg Wattenberg, John Rzeznik, Sam Hollander, Claude Kelly, Brian Howes, David Hodges, Tommy Henriksen et les membres de The Anthemic, Neal Tiemann et Andy Skib. Sa sortie est prévue à l'été 2010.

### The Declaration Tour - 2009
En janvier 2009, Cook annonce qu'il s'embarquera sous peu dans une tournée nationale. C'est le 23 janvier que les dates de la Declaration Tour sont connues. Les membres du groupe sont Neal Tiemann (guitare lead, chant secondaire), Andy Skib (guitare rythmique, clavier, chant secondaire), Joey Clement/Monty Anderson (basse) et Kyle Peek (batterie, chant secondaire). La tournée débute le 13 février à Tallahassee, Floride, et devait originellement se terminer à Tulsa, Oklahoma le 25 avril. La tournée a été depuis extensionnée jusqu'en décembre 2009. Le 14 août 2009 marque le 100e concert de David Cook au Tennessee Theatre à Knoxville, TN. Le 23 août 2009, durant son concert à Yakima, WA, Cook annonce à la foule que dorénavant le groupe porterait le nom The Anthemic.

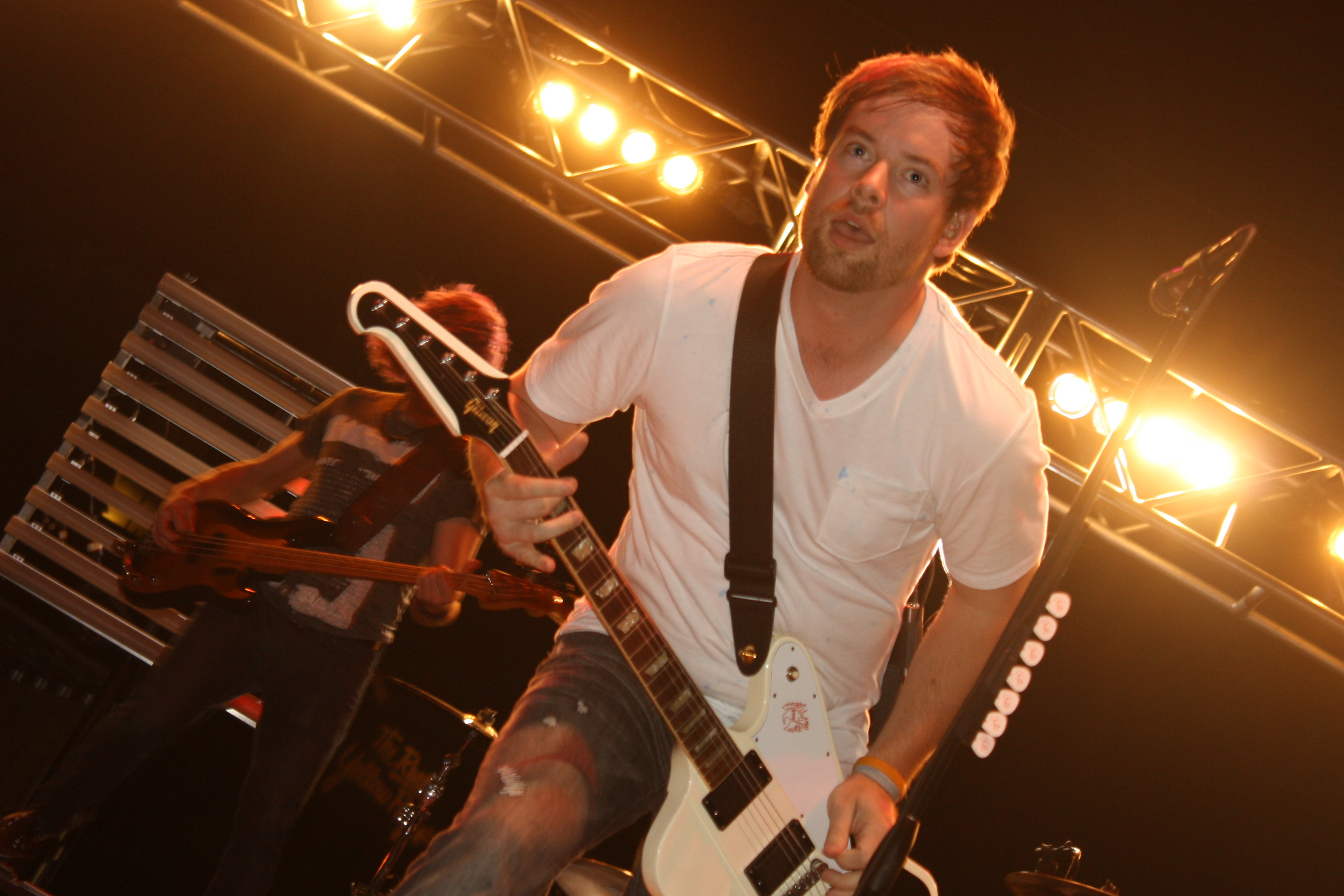
David Cook au Moody Gardens à Galveston, TX, le 5 juillet 2009

### Autres participations
David Cook est apparu en 2008 lors du Glamour magazine Women of the Year Awards à titre d'invité de Mary Steenburgen afin de surprendre l'honorable Hillary Clinton, grande admiratrice d'Américan Idol. Il a chanté une des chansons favorites de Clinton, The First Time Ever I Saw Your Face, lequel il a aussi chanté durant la semaine TOP 3 de Idol.
Cook a fait plusieurs apparitions lors de l'émission Saturday Night Live du 1er novembre 2008, animé par Ben Affleck. Cook a performé deux chansons : Light On et Declaration.
Le 23 novembre 2008. Cook s'est produit sur le American Music Red Carpet Live November 23, 2008, Light On et Declaration ont été les chansons interprétées.
En juin 2008 Cook a chanté l'hymne national américain lors des finales de la NBA 2008, match no3 entre les Celtics de Boston et les Lakers de Los Angeles. Cook a aussi joué avec son frère le week-end d'ouverture de la Saison 2008 de la NFL lors d'un match entre les Chiefs de Kansas City et les Raiders d'Oakland.
Cook a commencé l'année 2009 en chantant des chansons de son récent album pour les troupes de l'armée américaine basée en Irak, durant une USO tour, où il a pu visiter plusieurs bases.
Le 12 février 2009, Cook est apparu lors de l'émission Good Morning America et a parlé de la nouvelle attraction de Walt Disney World's Resort, The American Idol Experience ou il s'est produit quelques semaines plus tard en chantant Light On et pour ensuite partager la scène avec Carrie Underwood en chantant Go Your Own Way de Fleetwood Mac avec elle. Il a reçu avec les 6 autres vainqueurs des saisons précédentes une statue en forme de micro du créateur de franchise, Simon Fuller pour honorer leur victoire.
Le 16 mai 2009, tout premier concert de David Cook et David Archuleta ensemble au Mall of Asia Concert Grounds, Manila, Philippines.
Le 20 mai 2009, Cook est retourné sur le stage d'Idol durant la Grande Finale d'American Idol (saison 8) pour chanter sa chanson Permanent en honneur à son frère aîné Adam, qui, le 3 mai 2009, est décédé d'une tumeur au cerveau. La version live de la chanson fut disponible sur iTunes peu de temps après la prestation de David. 100 % des revenus de téléchargements de la chanson seraient directement versés à Accelerate Brain Cancer Cure (ABC2), un organisme américain luttant contre le cancer.
Cook a joué Heroes et Declaration au 2009 All-Star Game Home Run Derby le 13 juillet. Pour l'occasion, il a porté le chandail de la Ligue Américaine des Royals de Kansas City, son équipe favorite et même fait quelques plaisanteries à ce sujet : « C'était une énorme cerise sur le gâteau » ce retour dans mon État d'origine pour un All-Star Game et ça, c'est super, je suis un fan de baseball acharné, alors réussir à se trouver là pour la All-Star Week, et d'en faire partie, c'est énorme.
Le 7 août 2009, interprétation de Cook avec Kris Allen, gagnant de la saison 8 et Adam Lambert (deuxième) au Summer Concert Series in Central Park de l'émission Good Morning America.
Le 11 août 2009, lors d'un concert du groupe rock canadien Our Lady Peace au the House of Blues à Dallas, Cook a chanté Starseed, une chanson du groupe.
Le 8 décembre 2009, Cook a chanté la chanson Lie lors d'un spécial Télé variété animé par Carrie Underwood, gagnante de la cuvée 2004 d'American Idol. Dolly Parton et Brad Paisley figuraient également parmi les invités.
Le 18 février 2009, il a accompagné à la guitare et à la voix son ancien groupe Midwest Kings Neal Tiemann et Andy Skib lors d'un concert à Tulsa, Oklahoma.